# Чебикін Олексій Якович
Олексій Якович Чебикін (нар. 28 березня 1949) — український учений, доктор психологічних наук, професор, академік НАПН України (1995), директор Південного наукового центру НАПН України (1996—2008), заступник директора; директор Одеського регіонального інституту державного управління УАДУ при Президентові України (2001—2003); ректор Державного закладу «Південноукраїнський національний педагогічний університет імені К. Д. Ушинського» (2003—2021); професор вказаного університету з 2021 року. З 1998 року — член Президії НАПН України та з 2015 року — Президент Асоціації Університетів України.

## Біографія
Олексій Якович Чебикін народився в с. Нерубайське Одеського району 28 березня 1949 року в сім'ї вчительки та звільненого в запас офіцера.
У 1956—1966 роках навчався в Нерубайській середній школі. Після закінчення школи залишився в ній працювати лаборантом та за сумісництвом вчителем.
У 1967—1971 роках навчався в Одеському педагогічному інституті. Після закінчення залишився працювати викладачем.
У 1972—1973 роках, знаходячись на армійській службі, закінчив авіаційну школу й отримав звання лейтенанта.
У 1973 році повернувся на викладацьку роботу до Одеського педагогічного інституту (нині Державний заклад «Південноукраїнський національний педагогічний університет імені К. Д. Ушинського»). Пройшов шлях від асистента, старшого викладача, доцента, професора, завідувача кафедри теорії та методики практичної психології, керівника психологічного відділення до ректора університету.
У 1979 році захистив кандидатську дисертацію «Проблеми емоційної стійкості людини» в Інституті психології АН СРСР, а в 1991 році — захистив докторську дисертацію «Емоційна регуляція навчальної діяльності» у Київському державному педагогічному інституті імені О. М. Горького.
У 1995 році був обраний дійсним членом НАПН України. Пізніше був обраний членом ще кількох громадських, наукових та міжнародних академій, асоціацій, а також почесним професором різних національних та іноземних університетів.
У 1996 році був призначений директором Південного наукового Центру АПН України в Одесі.
Неодноразово обирався до складу Президії НАПН України (1998—2022 рік).
З 2001 – по 2003 рік обрався та призначався на посади заступника директора з навчальної роботи Одеської філії Української Академії державного управління при Президентові України. Пізніше — першим заступником директора та директором Одеського регіонального інституту державного управління УАДУ при Президентові України.
Неодноразово обирався та працював (з 2003 року — по 2021 рік) ректором Державного закладу «Південноукраїнський національний педагогічний університет імені К. Д. Ушинського».
У 2021 році перейшов на посаду професора вказаного університету.
Сестра — Людмила Яківна, 1954 року народження.
Син — Дмитро Олексійович, 1976 року народження.

## Наукова діяльність
Діапазон проблем, які входять у коло інтересів академіка О. Я. Чебикіна, досить широкий, що характеризує його як надзвичайно активного та талановитого вченого, організатора розвитку освіти і науки в Україні. Як визнаний учений, він є членом Президії НАПН України. Особливе місце в науково-організаційній діяльності О. Я. Чебикіна посідає система підготовки вчителів та психологів. За його ініціативи вперше в Україні було запроваджено підготовку практичних психологів на університетському рівні.
О. Я. Чебикін створив наукову школу, у межах якої побудував концепцію емоційної стійкості людини, концепцію емоційної зрілості, концепцію емоційної регуляції пізнавальної діяльності, системно-діяльнісну концепцію підготовки вчителя майбутнього. Розкрив механізми, які визначають особливості прояву та розвитку атрактивності, емпатії, ризику, впливу: мультиплікації, фізичних дій, комп'ютера, мобільного телефона на психоемоційну сферу особистості, що розвивається. Упровадження його результатів дослідження в освітянську, інженерну, військову та інші діяльності дозволило отримати не тільки значний соціальний, а й економічний ефект на мільйон гривень. Усі ці та інші його трудові досягнення суттєво збагатили вітчизняну науку та практику. Ним підготовлено майже 700 наукових праць, з яких майже 27 монографій, а також значна кількість різних посібників та статей, третину з них надруковано закордоном. Він є засновником та головним редактором наукового журналу «Наука і освіта» із психологічних та педагогічних наук. Під його керівництвом проведено понад 30 потужних міжнародних конгресів, конференцій, симпозіумів, реалізовано десятки міжнародних проектів, які стали поштовхом до відкриття нових напрямів досліджень сучасної психологічної та педагогічної науки.
У межах своєї наукової школи підготував майже 70 аспірантів та докторантів, які продовжують його дослідження в багатьох країнах. Уперше в Україні започаткував підготовку практичних психологів, виступив ініціатором створення Південного наукового центру Національної академії педагогічних наук України в Одесі (1996), очоливши його, започаткував у ньому роботу: Відділу інформаційних технологій, який розробив та впровадив в практику першу концептуальну модель інформатизації шкільної освіти в Одеській області; Центру профорієнтації учнівської молоді, який надавав щороку більше 1000 консультацій та інших послуг молоді з вибору майбутньої професії; Інституту іноземних мов, який підготував більше 30 підручників для учнів різних класів з англійської та інших іноземних мов. За його сприяння в Україні була створена перша в регіоні експертна школа з розвивального навчання, перша школа з вальдорфської педагогіки, перша школа з індивідуально-орієнтованого та випереджального навчання та інші. Свою працю Олексій Чебикін поєднував з постійним вивченням досвіду та стажуванням у більш ніж 20 провідних університетів США, Німеччини, Японії, Китаю, Ізраїлю, Туреччини, Польщі, Чехії, Греції, Угорщини, Литви, Ізраїлю, Норвегії та ін. Очоливши Університет Ушинського (2003—2021), Олексій Якович проводив масштабні реформи, які дозволили створити в ньому 16 спеціалізованих інтернет-класів, 35 лабораторій, 7 спеціалізованих учених рад із захисту кандидатських і докторських дисертацій, 8 міжнародних науково-інформаційних центрів, зокрема один у Китаї, ліцей, відділ інформаційних технологій, «Міжнародний міжуніверситетський консорціум онлайн» та інші. Університет Ушинського у 15 разів збільшив підготовку іноземних студентів; в 11 разів збільшив кількість студентів, які щорічно виборюють призові місця як на вітчизняних, так і міжнародних олімпіадах, змаганнях, виставках, конкурсах; у 10 разів розширив міжнародну співпрацю з університетами різних країн; у 5 разів збільшив реалізацію міжнародних проектів; значно розширив кількість напрямів, спеціальностей та спеціалізацій, за якими здійснюється підготовка студентів, аспірантів та докторантів. Учений істотно розширив матеріальну базу, здійснюючи її системну модернізацію та ремонт; відбудував сучасну бібліотеку, яка відповідає найкращим світовим стандартам. Університет отримав статус національного; був відзначений багатьма нагородами та став членом різних авторитетних міжнародних асоціацій, у тому числі був визнаний «університетом року» в КНР серед 540 вишів різних країн за прогресивну діяльність; стабільно знаходиться в когорті лідерів серед профільних ЗВО держави та входить до когорти кращих університетів Європи та Центральної Азії.
Олексій Якович вів та продовжує вести масштабну громадську діяльність, є редактором ряду вітчизняних та зарубіжних видань. Неодноразово обирався головою профкому університету (1979—1984), членом Центральної ради Товариства психологів СРСР (1987), держав СНД (1992) та України (1991—2004), президентом Одеського товариства психологів (1984—2022), членом правління Асоціації університетів Центральної та Східної Європи як координатор від України (2006—2011), президентом регіональної ради Євразійської платформи (2008—2015), віцепрезидентом Міжнародної Асоціації ректорів педагогічних університетів Європи (2017—2021), президентом Асоціації університетів України (2015—2022). Входив до складу експертної ради МОН із психологічних наук по аналізу дисертаційних робіт (2016—2019), державної акредитаційної комісії МОН (2017—2019) та Атестаційної колегії МОН (2018—2019). Олексій Чебикін є членом Президії НАПН України (1998—2022) та ін.
Всі ці та інші його визначні трудові досягнення засвідчують вагомий внесок у розвиток психолого-педагогічної науки та практики, гідно утверджуючи її імідж на вітчизняному та міжнародному рівнях.

## Основні монографічні роботи
1. Чебыкин А. Я. Эмоциональная регуляция учебно-познавательной деятельности: монография. 2-е изд. Одесса: ОГПУ имени К. Д. Ушинского, 1992. 169 с.
2. Чернобыльский след. Психологические последствия Чернобыльской катастрофы / за ред. А. Я. Чебыкина, М. Н. Бобнева, С. И. Кириленко и др. Москва: Ин-т психологии РАН; Вотум, 1992. 253 с.
3. Чебыкин А. Я. Проблема эмоциональной устойчивости: монография. Одесса: ЮГПУ имени К. Д. Ушинского, 1995. 196 с.
4. Ситнік С. В., Чебикін О. Я. Психологічна підготовка фахівців суднового обслуговуючого персоналу. Одеса: ПНЦ АПН України, 2002. 159 с.
5. Чебыкин А. Я., Цибух Л. Н. Диагностика и коррекция мышления у развивающейся личности: монография. Одесса: ЮНЦ АПН Украины, 2002. 170 с.
6. Чебикін О. Я. Емоційна сфера дітей та особливості її розвитку. Одеса: ПНЦ АПН України, 2003. 135 с.
7. Чебыкин А. Я., Вдовиченко О. В. Выраженность риска у студентов: монография. Одесса: Изд. Н. П. Черкасов, 2004. 200 с.
8. Чебыкин А. Я., Мельничук И. В. Генезис эмоциональных особенностей у детей разного возраста и пола: монография. Одесса: ЮНЦ АПН Украины, 2004. 147 с.
9. Чебыкин А. Я., Денисенко А. А. Формирование психологической готовности к супружеским взаимоотношениям у старших подростков и юношества: монография. Одесса: ЮНЦ АПН Украины, 2005. 135 с.
10. Чебикін О. Я., Булгакова О. Ю. Усвідомлення небезпечної поведінки дітьми підліткового віку: монографія. Одеса: ПНЦ АПН України, 2006. 212 с.
11. Чебикін О. Я., Бутузова Л. П. Психологія ставлення підлітків до небезпеки ураження ВІЛ. Одеса: ПНЦ АПН України, 2006. 200 с
12. Чебикін О. Я., Курлянд З. Н, Богданова І. М., Яблонська Н. В., Хмель, Н. Д. Системно-діяльнісний підхід до підготовки майбутнього вчителя: монографія. Одеса: СМИЛ, 2006. 120 с.
13. Наукові школи Південноукраїнського державного педагогічного університету ім. К. Д. Ушинського / уклад. Т. І. Койчева; за ред.: А. М. Богуш, О. Я. Чебикіна. Одеса: Фаворит, 2007. 256 с.
14. Чебикін О. Я., Болдирєв І. А., Добролюбський А. О., Листопад О. А. Південноукраїнський державний педагогічний університет імені К. Д. Ушинського, 1817—2007 : історичний поступ, сучасність, майбутнє. Одеса: Фаворит, 2007. 240 с.
15. Чебикін О. Я., Пивоварчик І. М. Історія становлення психологічних наукових шкіл на півдні України (ХІХ-ХХ ст.): монографія. Одеса: Видавець Черкасов, 2007. 320 с.
16. Чебыкин А. Я., Тодорова В. Г. Эмоционально-волевая сфера студентов, занимающихся различными видами физической культуры: монография. Одесса: изд. Н. П. Черкасов, 2007. 151 с.
17. Ergonomics and Psychology: developments in theory and practice / for ed. : O. Y. Chebykin, Gregory Z. Bedny, Waldemar Karwowski. London: CRC Press, 2008. 412 p.
18. Чебикін О. Я., Павлова І. Г. Становлення емоційної зрілості особистості: монографія. Одеса: ПНЦ АПН України, 2009. 238 с.
19. Вища педагогічна освіта і наука України: історія, сьогодення та перспективи розвитку. Одеська область: (до 195-річчя Південноукр. нац. пед. ун-ту імені К. Д. Ушинського) / голов. ред. Р. Г. Кремень; редкол.: О. Я. Чебикін. Київ: Знання України, 2012. 320 с.
20. Чебикін О. Я., Кленчу А. М. Психологія атрактивності дівчини: монографія. Одеса: Видавець М. П. Черкасов, 2012. 271 с.
21. Чебикін О. Я., Ковальова О. О. Психологічні основи розвитку професійного іміджу майбутнього вчителя: монографія. Одеса: Лерадрук, 2013. 219 с.
22. Чебикін О. Я., Сінєльнікова Т. В. Психологічні основи тренінгових технологій : монографія. Одеса: ТОВ Лерадрук, 2013. 229 с.
23. Чебикін О. Я., Кримова Н. О. Вплив комп'ютерної діяльності на емоційну сферу студентів. Одеса: ТОВ Лерадрук, 2016. 190 с.
24. Чебикін О. Я., Косьянова О. Ю. Використання поліграфа та методики емоційної зрілості для оцінки схильності до обману: монографія. Одеса: ТОВ Лерадрук, 2017. 224 с.
25. Чебикін О. Я., Булгакова В. О. Психологічні основи правової культури та умови її корегування: монографія. Одеса: ТОВ Лерадрук, 2019. 162 с.
26. Larysa Zhuravlova, Oleksiy Chebykin. Phenomenology, Structure, and Human Nature. Edition 1. London: Routledge, 2021. 276 р.

## Публікації про науково-педагогічну діяльність
1. Ярмаченко М. Д. Олексій Якович Чебикін: [біогр. довідка]. Академія педагогічних наук України (п'ятиріччя становлення і розвитку). Київ: Педагогічна думка, 1997. С. 135.
2. Олексій Якович Чебикін — директор Південного наукового центру АПН України. Наука і освіта. 1997. Спецвип. № 4. С. 2. обкл. : фото.
3. Гончаренко С. У. Чебикін Олексій Якович. Український педагогічний словник. Київ: Либідь, 1997. С. 359.
4. Богданова І. М. Педагог і науковець за покликанням [До 50-річчя від дня народж. О. Я. Чебикіна]. Науковий вісник ПНПУ імені К. Д. Ушинського. 1999. № 1–2. С. 7–8.
5. Мелихова И. А. Мой ученик — мой учитель. Вечерняя Одесса. 1999. 23 марта (№ 45). С. 3.
6. Олексію Яковичу Чебикіну — 50! Наука і освіта. 1999. № 1/2. С. 2. обкл. : фото.
7. Олексію Яковичу Чебикіну — 50! Педагогіка і психологія. 1999. № 1. С. 151.
8. Перелік наукових праць О. Я. Чебикіна. Одеса: ПНЦ АПН України, 1999. 40 с.
9. Каминская Е. И., Златова Г. В. Мечтал стать летчиком, а стал академиком. Интервью с юбиляром. Пси-фактор. 1999. март (№ 1). С. 4.
10. Чебикін Олексій Якович. Хто є хто в Україні / за ред. : Ю. Марченко, О. Телемко. Київ: А. М. С., 2000. С. 520.
11. Скрипченко О. В., Лисянська Т. М., Скрипченко Д. О. Чебикін Олексій Якович. Довідник з педагогіки та психології: навч. посібник. Київ: Нац. пед. ун-т ім. М. П. Драгоманова, 2001. С. 208.
12. Олексій Якович Чебикін. Педагогічний словник / за ред. М. Д. Ярмаченка. Київ: АПН України; Ін-т педагогіки, 2001. С. 485—486.
13. Олексій Якович Чебикін. Академія педагогічних наук України: інформаційний довідник / підгот. М. Б. Євтух [та ін.]; ред. М. С. Вашуленко. Київ: Фенікс,  2002. С. 160—161.
14. Олексій Якович Чебикін. Український педагогічний календар: навч. посібник / упор. : Л. О. Калмикова, Т. Ф. Баєва; за ред. В. П. Коцура. Київ: ПХДПІ, 2002. С. 53.
15. Олексій Якович Чебикін (до 55-річчя від дня народження) / упоряд. : Л. І. Ніколюк; наук. ред. П. І. Рогова. Київ: АПНУ України, 2004. 37 с. (Ювіляри АПН України; Вип. 19).
16. Новое лицо элитного педагогического образования. Афиша Одессы. 2004. № 46. С. 18–19.
17. Чебикін Олексій Якович. Хто є хто в Україні / за ред.: Ю. Марченко, О. Телемко. Київ: А. М. С., 2006. С. 1040.
18. Соколова Т. Алексей Чебыкин. Фаворит удачи. 2006. № 2. С. 34–35.
19. Пивоварчик І. М. Внесок О. Я. Чебикіна у розвиток психологічної науки. Актуальні проблеми сучасної психологічної науки: матеріали Всеукраїнської студентської науково-практичної конференції. Одеса: СМИЛ, 2006. С. 9–11.
20. Наукова школа О. Я. Чебикіна. Наукові школи Південноукраїнського державного педагогічного університету ім. К. Д. Ушинського / уклад. Т. І. Койчева ; за ред.: А. М. Богуш, О. Я. Чебикіна. Одеса: Фаворит, 2007. С. 112—150.
21. Інститут психології. Південноукраїнський державний педагогічний університет імені К. Д. Ушинського : 1817—2007. Історичний поступ, сучасність, майбутнє / за ред.: О. Я. Чебикіна, І. А. Болдирєва, А. О. Добролюбського [та ін.]. Одеса: Фаворит, 2007. С. 136—153.
22. Пономаренко Л. І., Почтар О. О. Життєвий та творчий шлях Чебикіна Олексія Яковича. Актуальні проблеми сучасної психології: матеріали Всеукраїнської студентської науково-практичної конференції. Одеса: СМИЛ, 2007. С. 44–46.
23. Пивоварчик І. М., Чебикін О. Я. Наукова школа академіка О. Я. Чебикіна. Історія становлення психологічних наукових шкіл на півдні України (ХІХ–ХХ ст.) : монографія. Одеса: М. П. Черкасов, 2007. С. 118—126.
24. Євтух М. Б. Чебикін Олексій Якович. Академія педагогічних наук України. 1992—2008 : інформ. довідник / підгот. М. Б. Євтух [та ін.]. Київ: Педагогічна думка, 2008. С. 53.
25. Наукова школа академіка Олексія Чебикіна / упоряд. І. М. Пивоварчик; наук. ред. О. А. Копусь. Одеса: Друкарський дім, 2009. 96 с.
26. Чебикін Олексій Якович — ректор, академік НАПН України. Україна наукова: довідково-іміджеве видання. Т. ІІ: Національна Академія педагогічних наук України. Київ: Українська академія геральдики, товарного знаку та логотипу, 2010. С. 69.
27. Сергійчук В. Міжнародний молодіжний симпозіум в Одесі. Хроніка. Діяльність платформи. Діалог Євразії. 2011. (Весна-літо). С. 78.
28. Готують високопрофесійних педагогів ПНПУ імені К. Д. Ушинського — флагман педагогічної освіти на півдні України. Губернатор : міжнародний громадсько-політичний журнал. 2011. Грудень (№ 36). С. 76.
29.  Март В., Чайка В. Город вами славен. ЮНПУ имени К. Д. Ушинского. Одесса славна именами: публицистическое издание. Т. 1. Одеса: ПТ «Издательский центр», 2011. С. 222.
30. Чебыкин Алексей Яковлевич — ректор Южноукраинского Национального педагогического университета. Фаворит удачи. 2012. № 5 (71). С. 25.
31. Март В. И., Троц А. С., Чайка В. Ю. Наука и просвещение. ЮНПУ имени К. Д. Ушинского. Имена эпохи нашей. Т. 1. Одесса: СМИЛ, 2012. С. 180—181.
32. Чебыкин Алексей Яковлевич — ректор ЮНПУ. Гордость университета — випускники. Фаворит удачи. 2013. № 2 (77). С. 66–67.
33. Президія НАПН України. Національна академія педагогічних наук України : інформаційний довідник. Київ: Педагогічна думка, 2013. С. 41–42.
34. Кинко С. Южноукраинский педагогический университет: за 200 лет — 100 тысяч специалистов. Фаворит удачи. 2015. № 2 (95). С. 42.
35. Новые перспективы для студентов. Фаворит удачи. 2015. № 5 (98). С. 65.
36. Наш город в мире. Институт Конфуция — территория дружбы. Жизнь в Одессе. 2015. 30 сентября — 11 октября (№ 40). С. 5.
37. Великий Конфуций в Одессе. Одесская правда. 2015. № 40. С. 4.
38. Президія НАПН України. Національна академія педагогічних наук України 1992—2017 роки (біографічний довідник) / уклад.: В. І. Луговий та ін.; редкол.: В. Г. Кремень (голова) та ін. Київ: Вид. дім «Сам», 2017. С. 36.
39. Вітаємо Олексія Чебикіна з 70-річчям. Фаворит удачи. 2019. № 3. С. 22.
40. Олексій Якович Чебикін. До 70-річчя від дня народження. Біобібліографічний покажчик / упоряд. : І. В. Панченко, О. Г. Нуньєс, В. В. Візнюк. Одеса: ПНПУ імені К. Д. Ушинського, 2019. 119 с.

## THE MAIN MONOGRAPHIC WORKS OF THE ACADEMICIAN OLEKSIY CHEBYKIN, WHICH WERE PREPARED INDEPENDENTLY AND BY THE CO-AUTHORSHIP
- Emotional Regulation of Educational and Cognitive Activities (second edition) (1991)
- Effects of Chernobyl. Psychological Consequences of the Chernobyl Disaster (1992)
- Problem of Emotional Stability (1995)
- Psychological Training of Ship Service Staff (2002)
- Diagnosis and Correction of the Developing Personality Thinking (2002)
- Emotional Sphere of Children and Features of its Development (2002)
- Severity of Risk of Students (2004)
- Genesis of Emotional Characteristics of Children of Different Gender and Age (2004)
- Formation of Psychological Readiness for Marital Relationships of Older Adolescents and Youth (2005)
- Psychology of Attitude of Adolescents to the Risk of HIV (2006)
- Understanding of Dangerous Behavior by Adolescents (2006)
- System and Activity-Based Approach to the Training of Future Teacher (2006)
- History of Formation of Psychological Scientific Schools in the South of Ukraine (XIX—XX) (2007)
- Emotional and Volitional Sphere of Students Involved in Different Types of Physical Culture (2007)
- South Ukrainian State Pedagogical University named after K. D. Ushynsky. Historical Progress, Modernity, Future (2007)
- Scientific Schools of South Ukrainian State Pedagogical University named after K. D. Ushynsky (2007)
- Ergonomics and Psychology Development in Theory and Practice (2008)
- Formation of Personality Emotional Maturity (2009)
- Psychology of Adolescent Girl's Attractiveness (2012)
- Pedagogical Education and Science of Ukraine: History of the Present and Perspectives. Odesa Region (2012)
- Psychological Bases of Training Technologies (2013)
- Psychological Bases of Professional Image Development of Future Teacher (2013)
- The effects of Computer Activity on the Emotional Sphere of Students (2016)
- Using polygraph and emotional maturity methodology to assess the deceitfulness (2017)
- Psychological bases of legal culture and conditions of its correction (2019)
- The Development of Empathy: Phenomenology, Structure and Human Nature (2021)

## Нагороди
- Державні: Почесне звання «Заслужений діяч науки и техніки України» (1997); Орден «За заслуги» III ступеня (2004); Орден «За заслуги» II ступеня (2008); Орден «За заслуги» I ступеня (2017); Почесна грамота Верховної Ради України за особливі заслуги перед Українським народом (2009); Почесна грамота Кабінету Міністрів України (2009); Подяка Кабінету Міністрів України (2010).
- Міністерств, відомств та національних академій: Цінний знак МОН України «Петро Могила» (2006); Цінний знак НАПН України «Ушинський К. Д.» (2009); Відзнака НАН України «За Підготовку Наукової Зміни» (2009); Відзнака Міністерства України у справах сім'ї, молоді та спорту (2009); Медаль НАПН України «Григорій Сковорода» (2011); Медаль НАПН України «Володимир Мономах» (2014); Нагрудний знак Міністерства освіти і науки України «За наукові та освітні досягнення» (2019).
- Одеської обласної ради та Одеської обласної державної адміністрації: Почесна відзнака Голови Одеської обласної державної адміністрації (2009); Почесна відзнака Голови Одеської обласної ради (2014); Свідоцтво «Почесний громадянин Одеської області» (2020).

- Одеської міської ради: Почесні відзнаки Одеського міського голови: «За заслуги перед містом» (2005), «Знак Пошани» (2009), «Трудова слава» (2014).
- Об'єднань, громад, установ: Орден «Козацький хрест» Чорноморського козацького з'єднання Півдня України; Орден Рівноапостольного Князя Володимира III ступеня (2007); Орден Святого апостола Іоанна Богослова II ступеня (2009); Медаль Української Православної Церкви Святителя Інокентія Одеського І ступеня (2014).

## Галерея фото

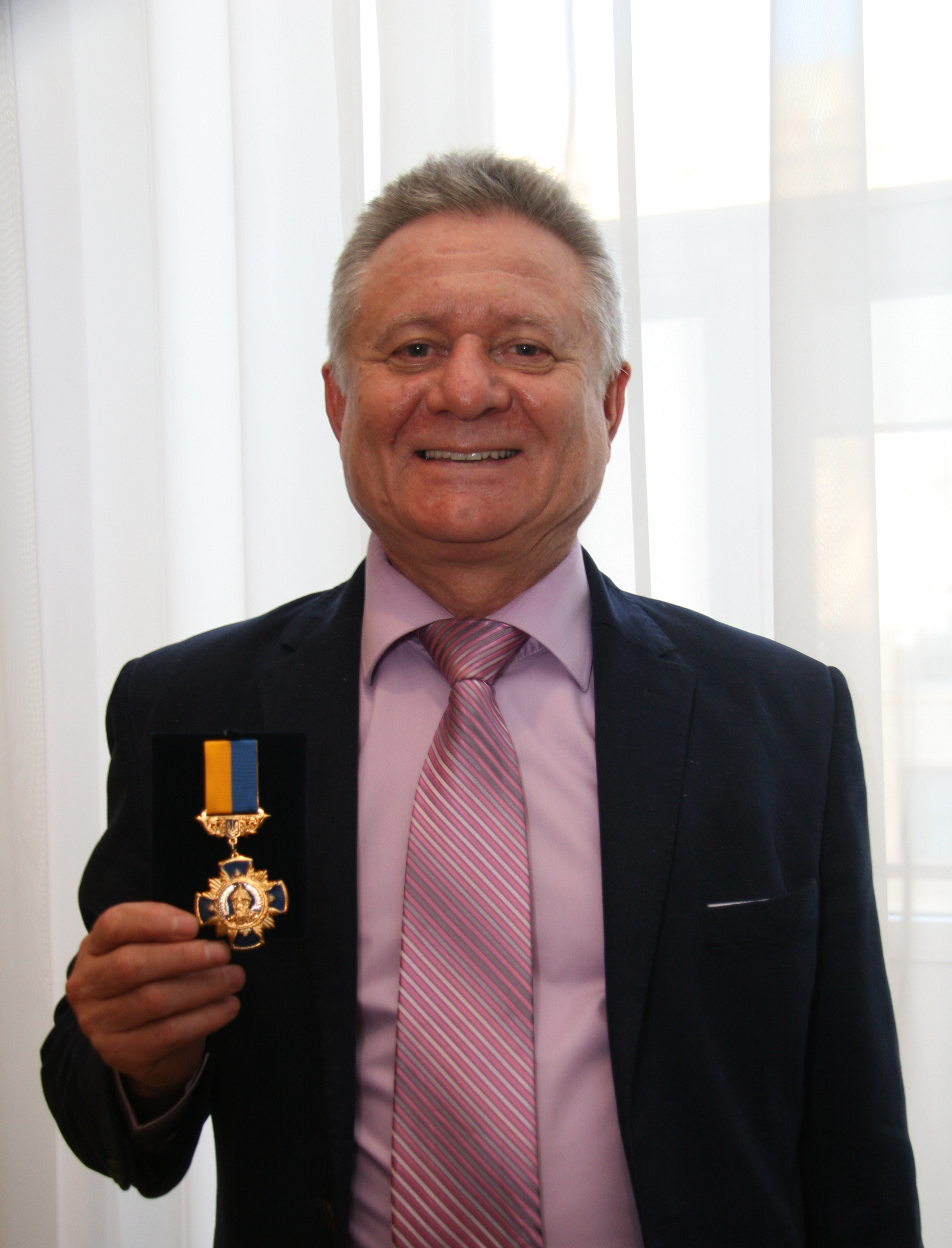
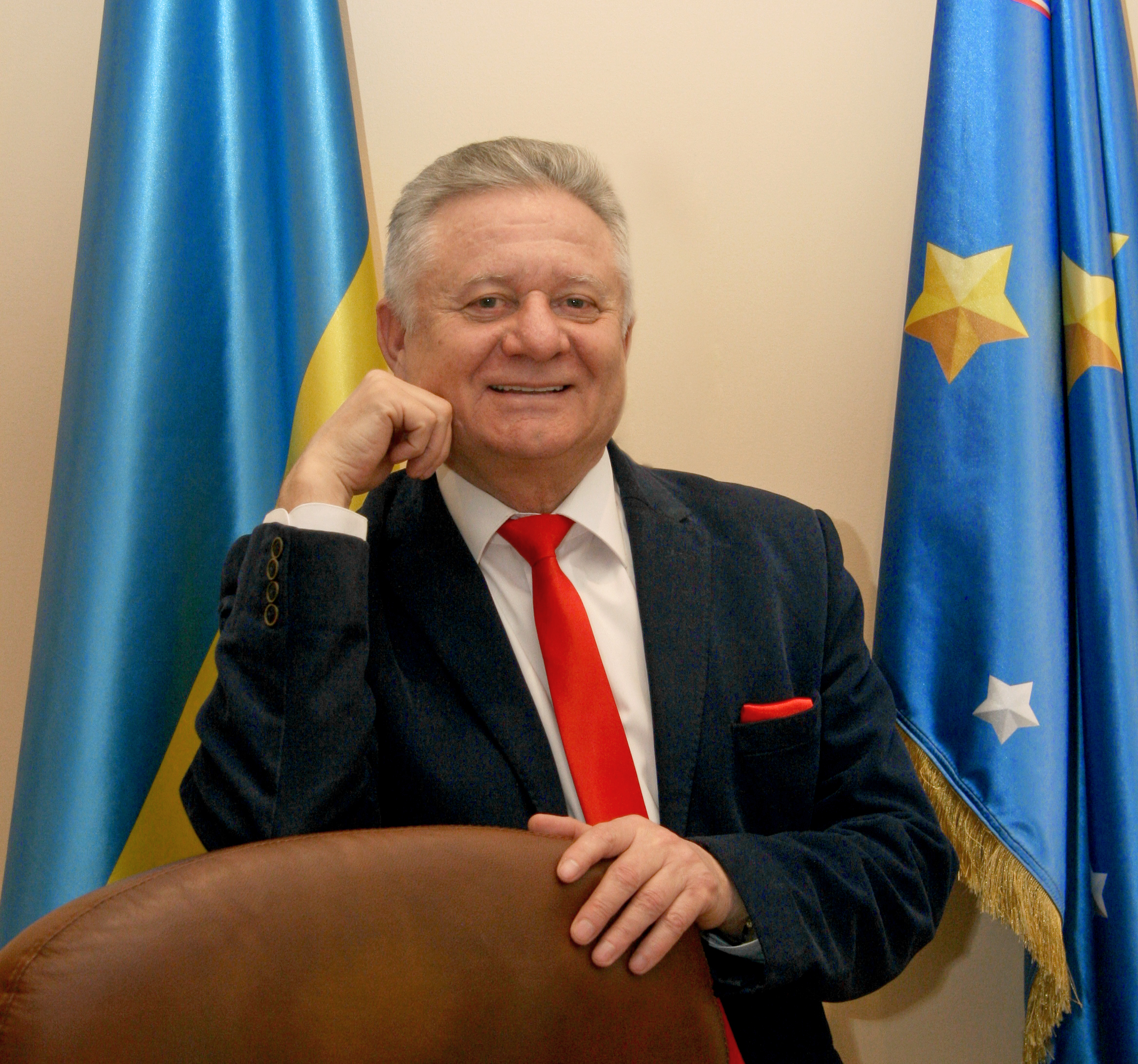

Чебикін О. Я. в м. Астана. 2010 рік
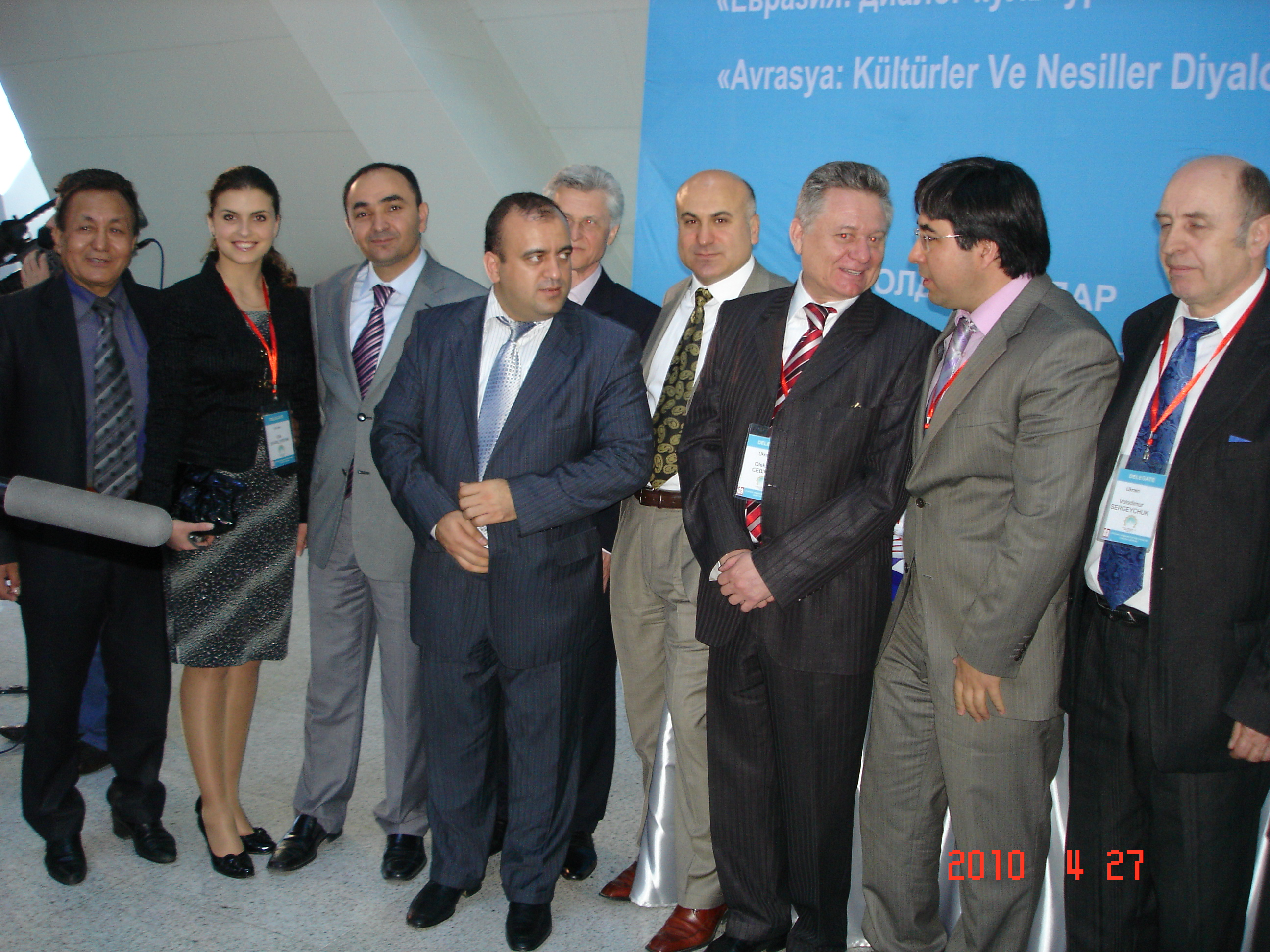
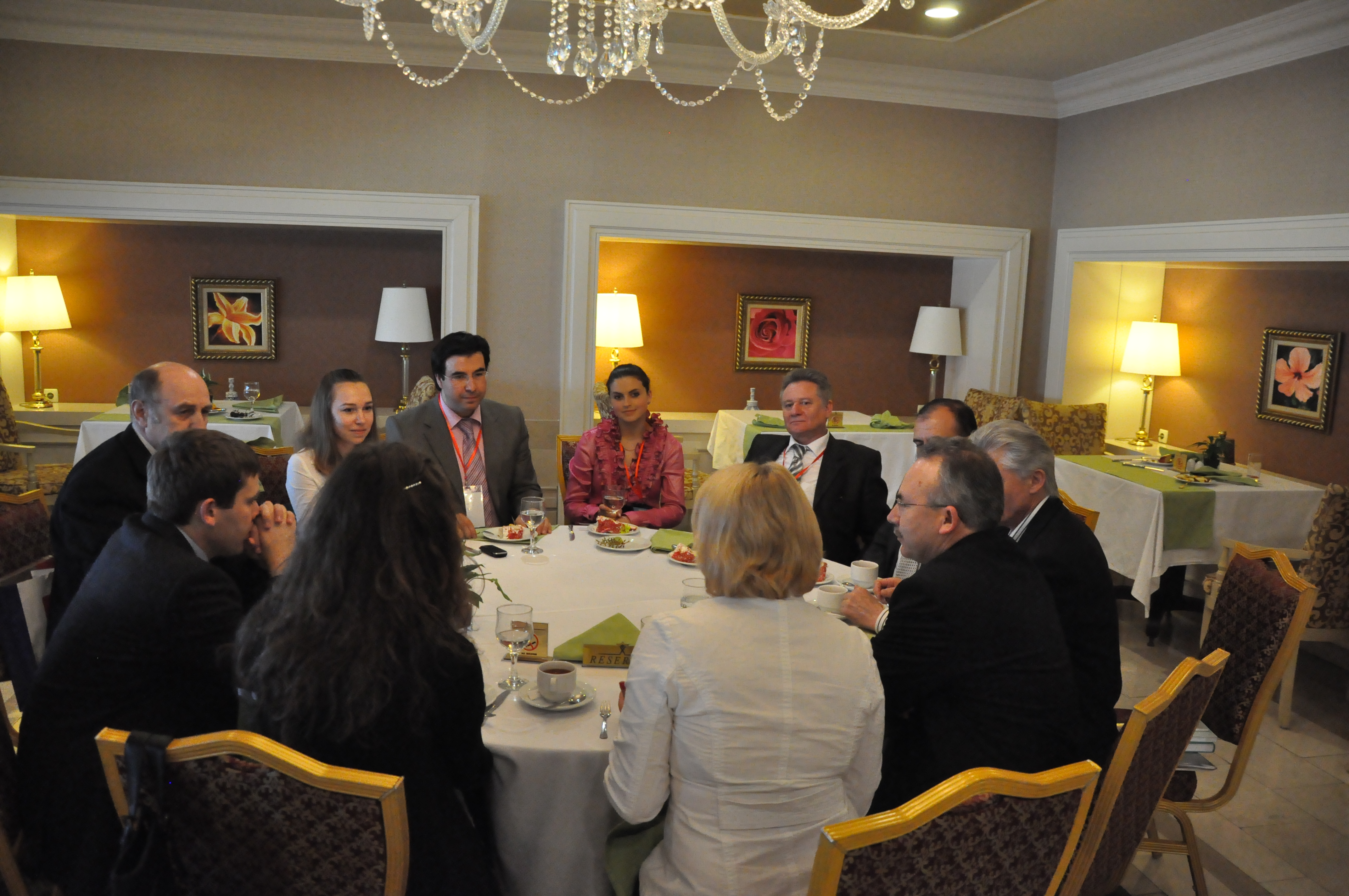
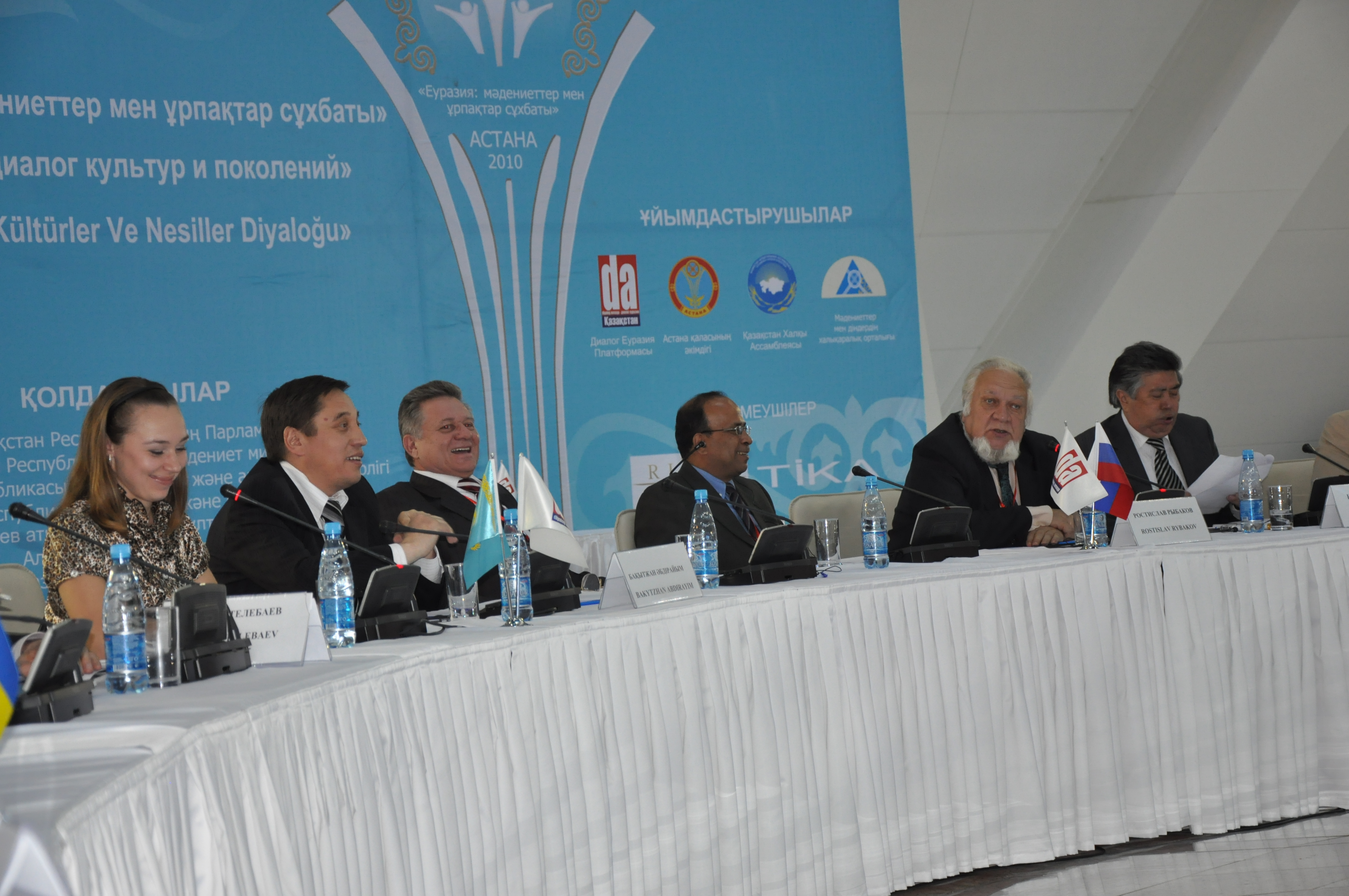
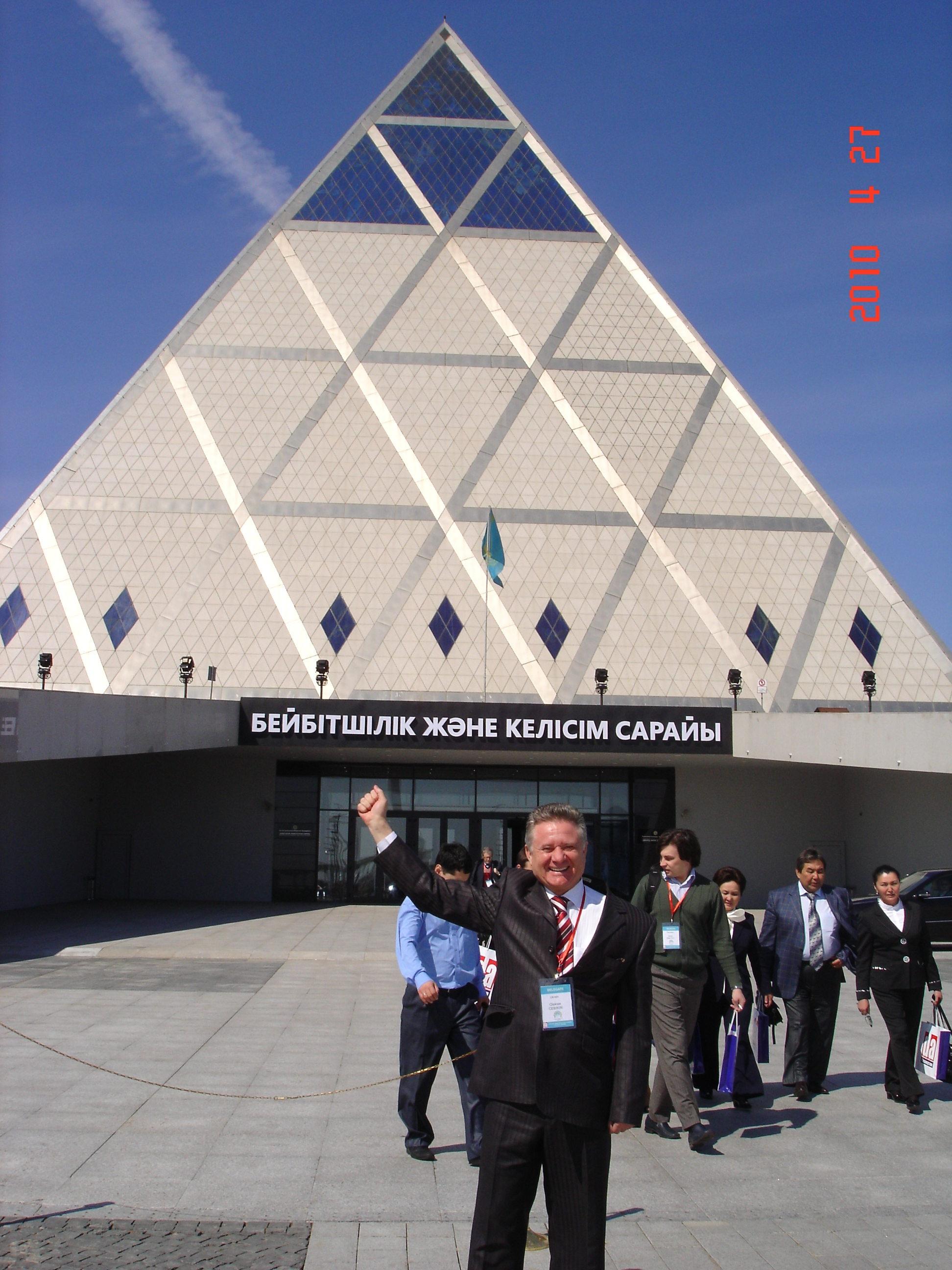

День Туреччини в Університеті Ушинського 2011 рік
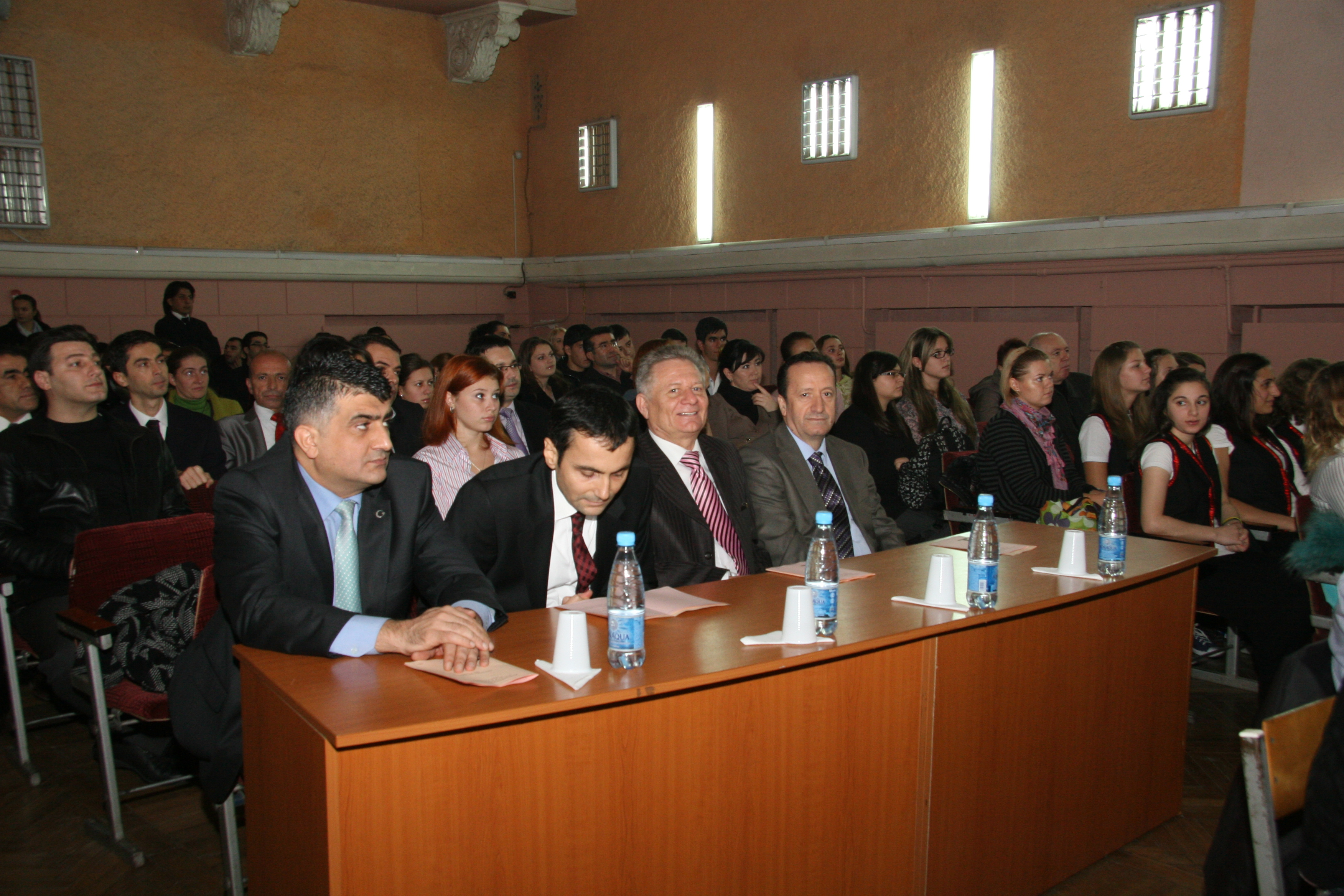
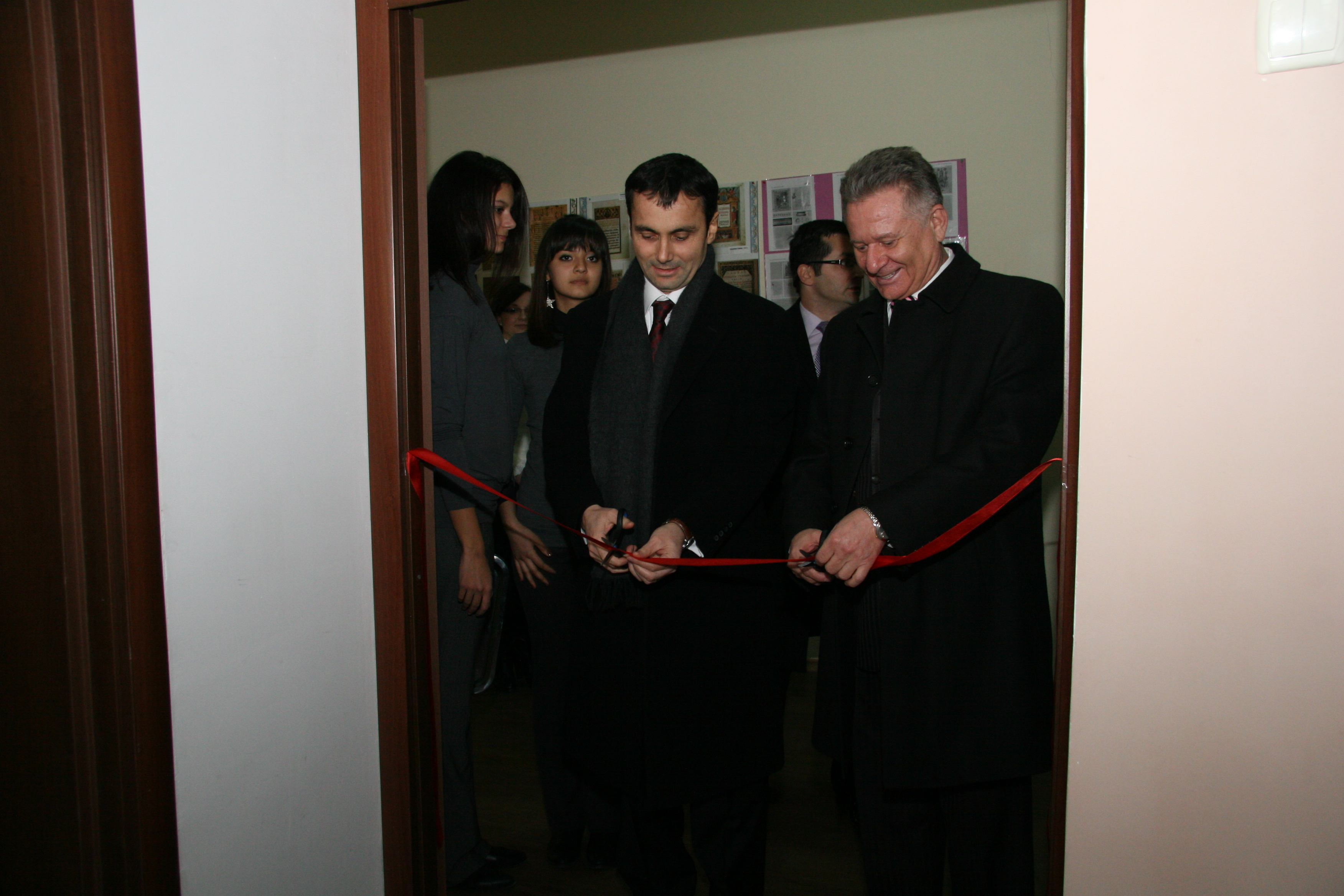

Київ 16.10.2012 рік
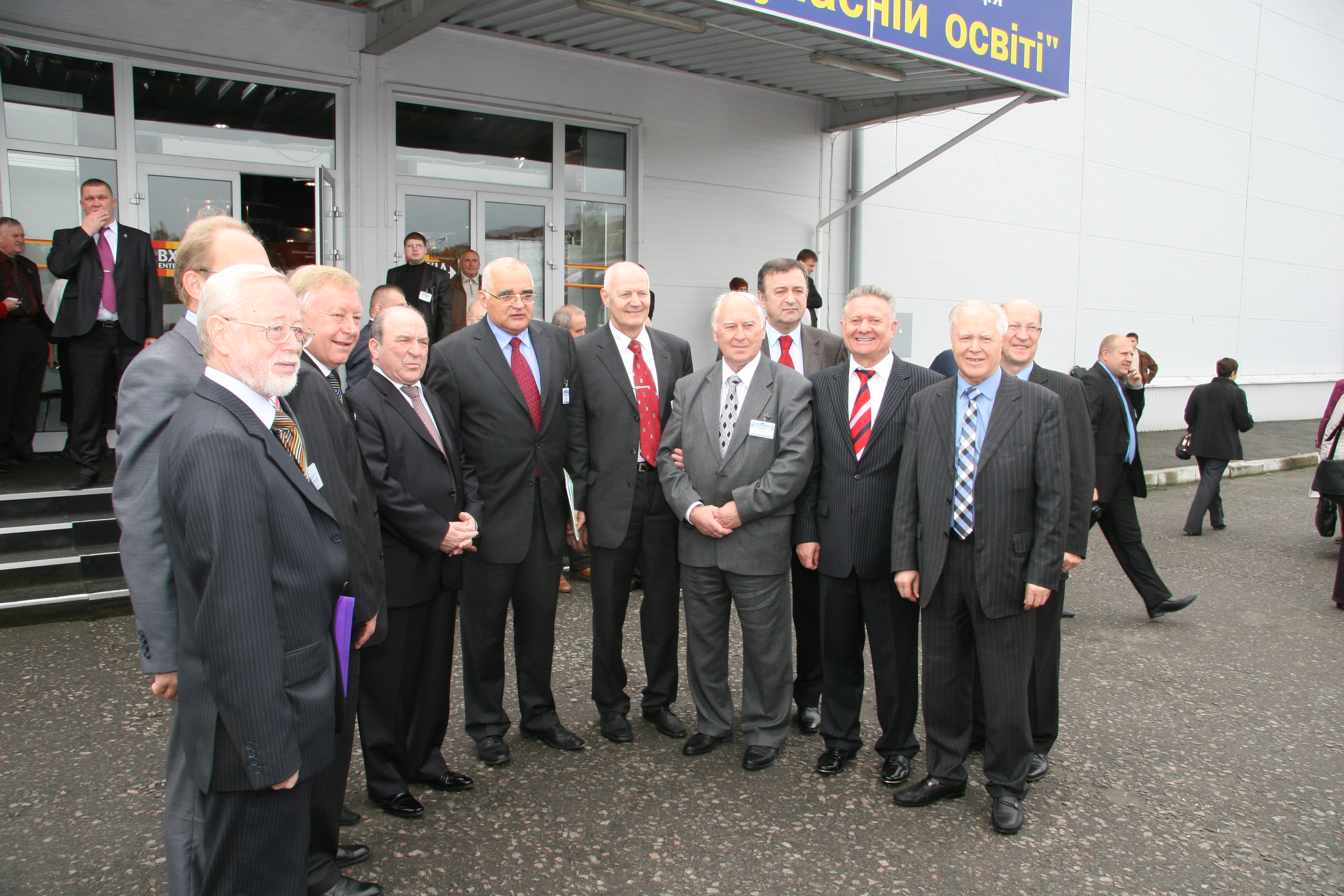
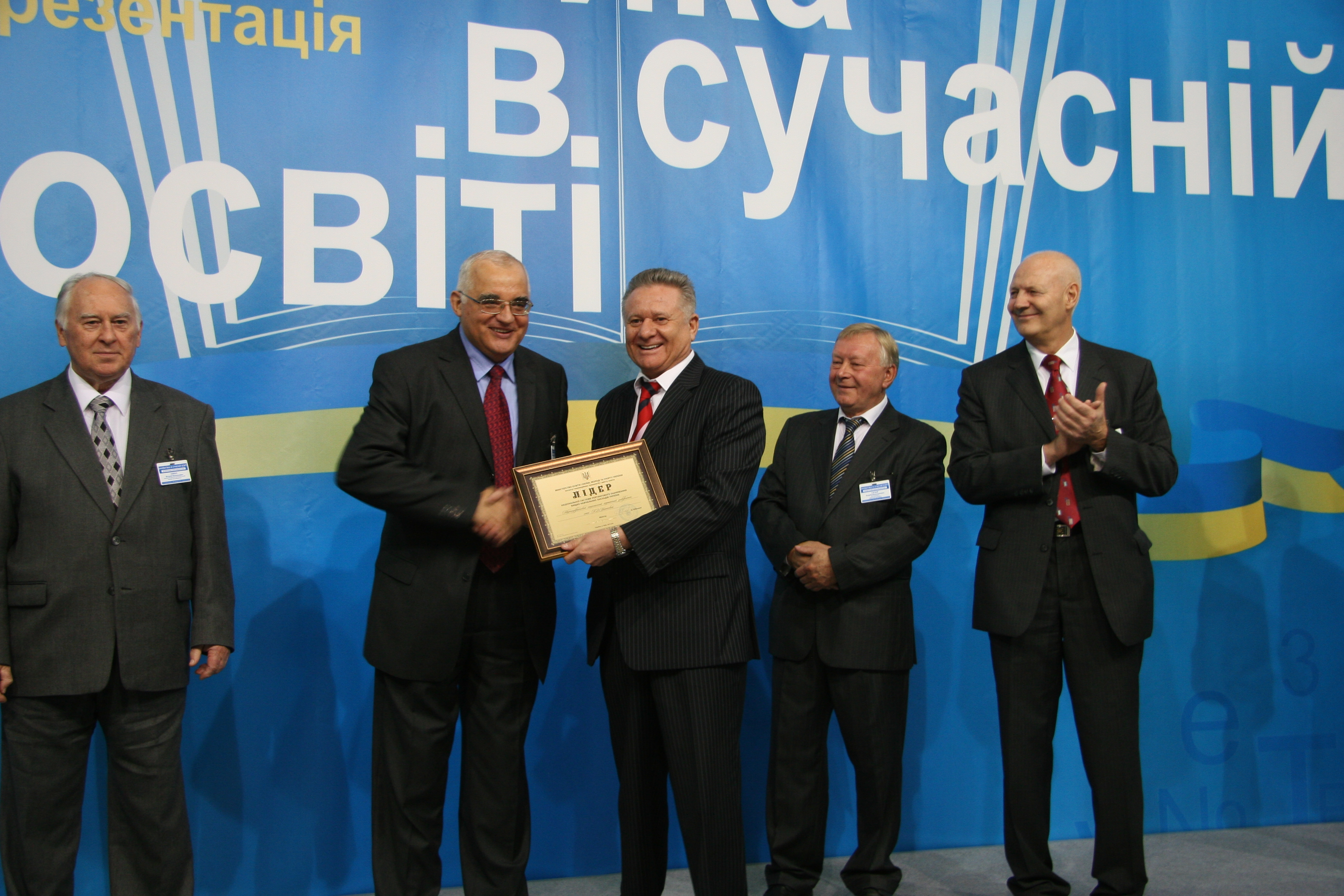

Відкриття освітньо-культурного центру «Інститут Конфуція» в Університеті Ушинського. 2012 рік
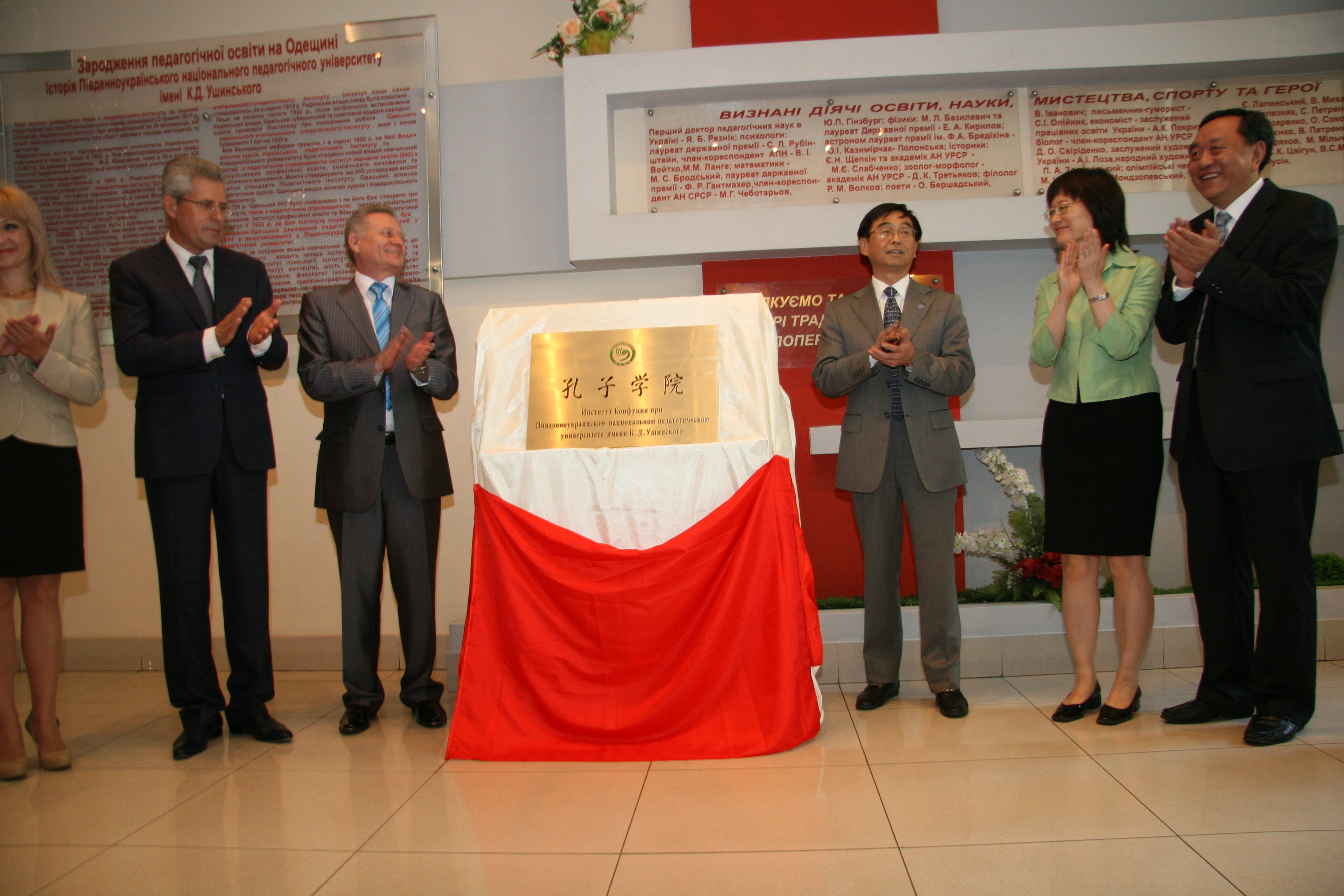
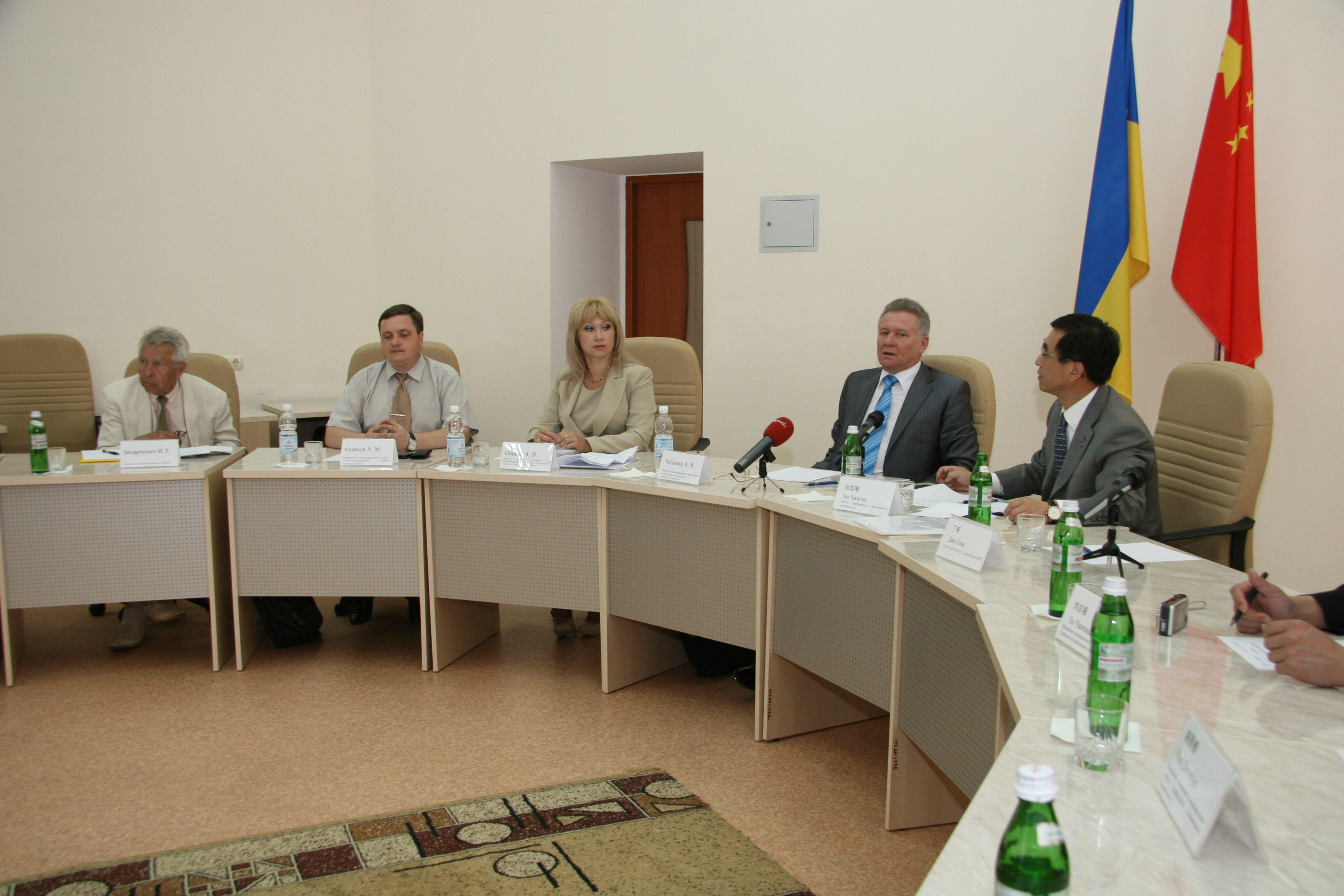
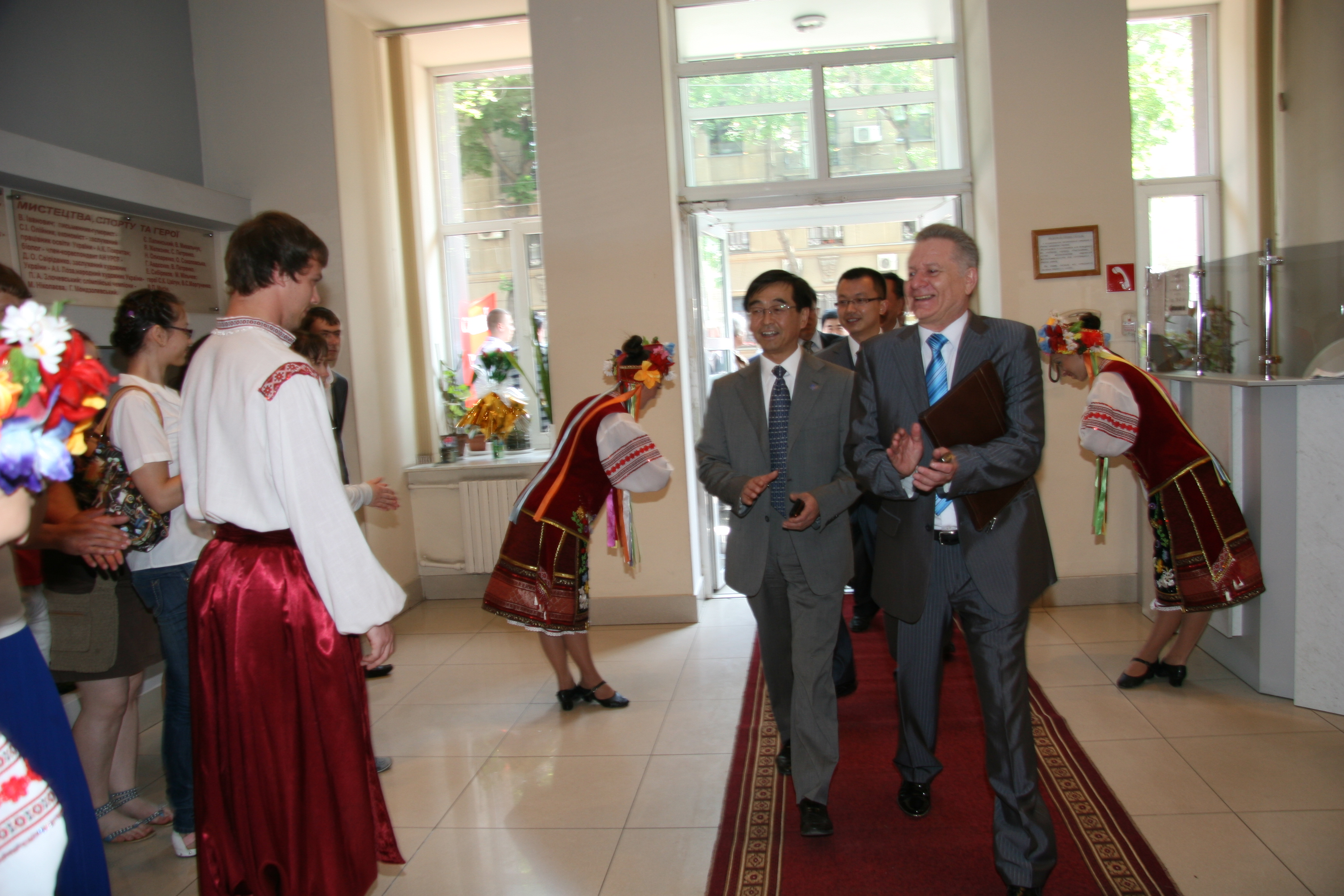
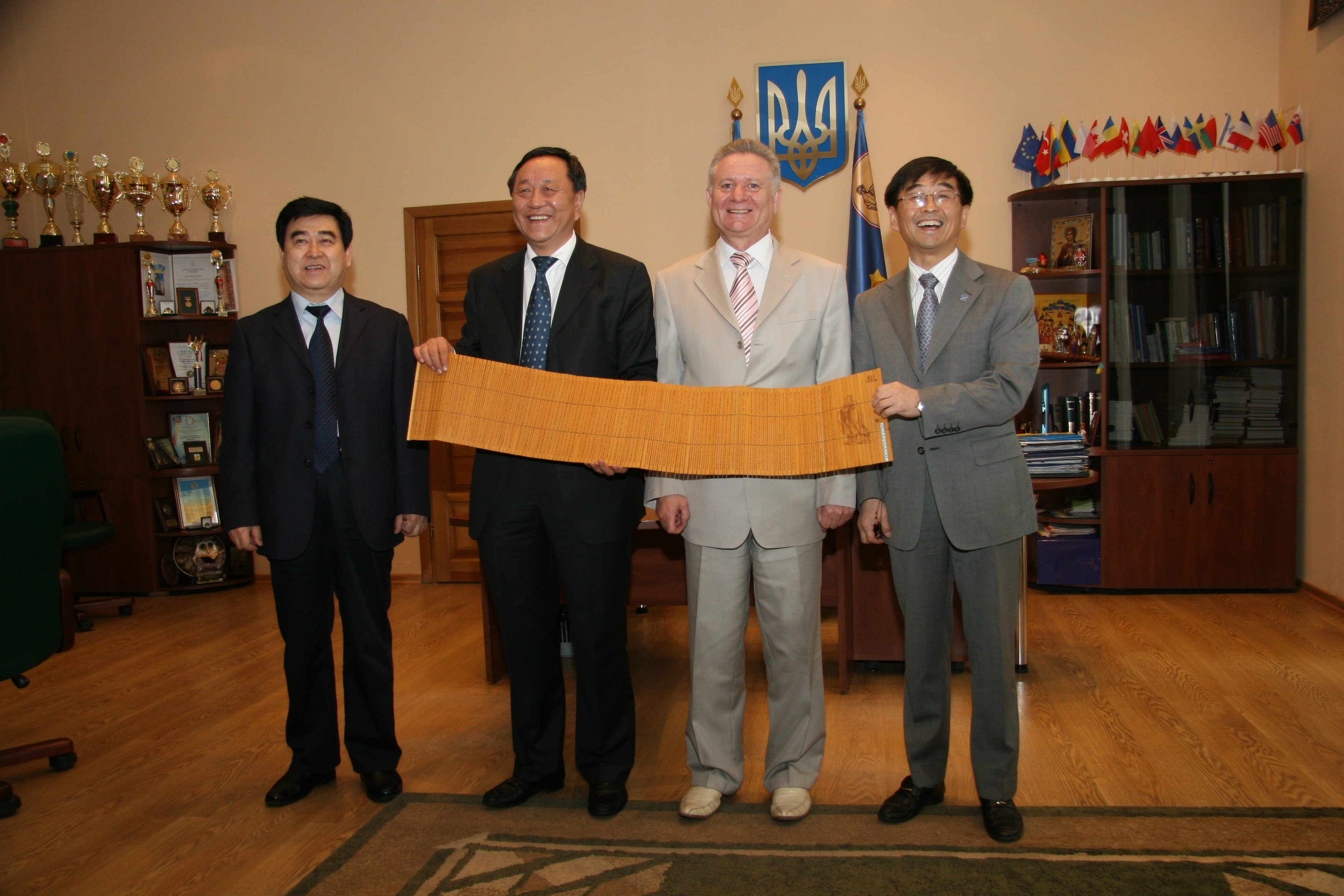
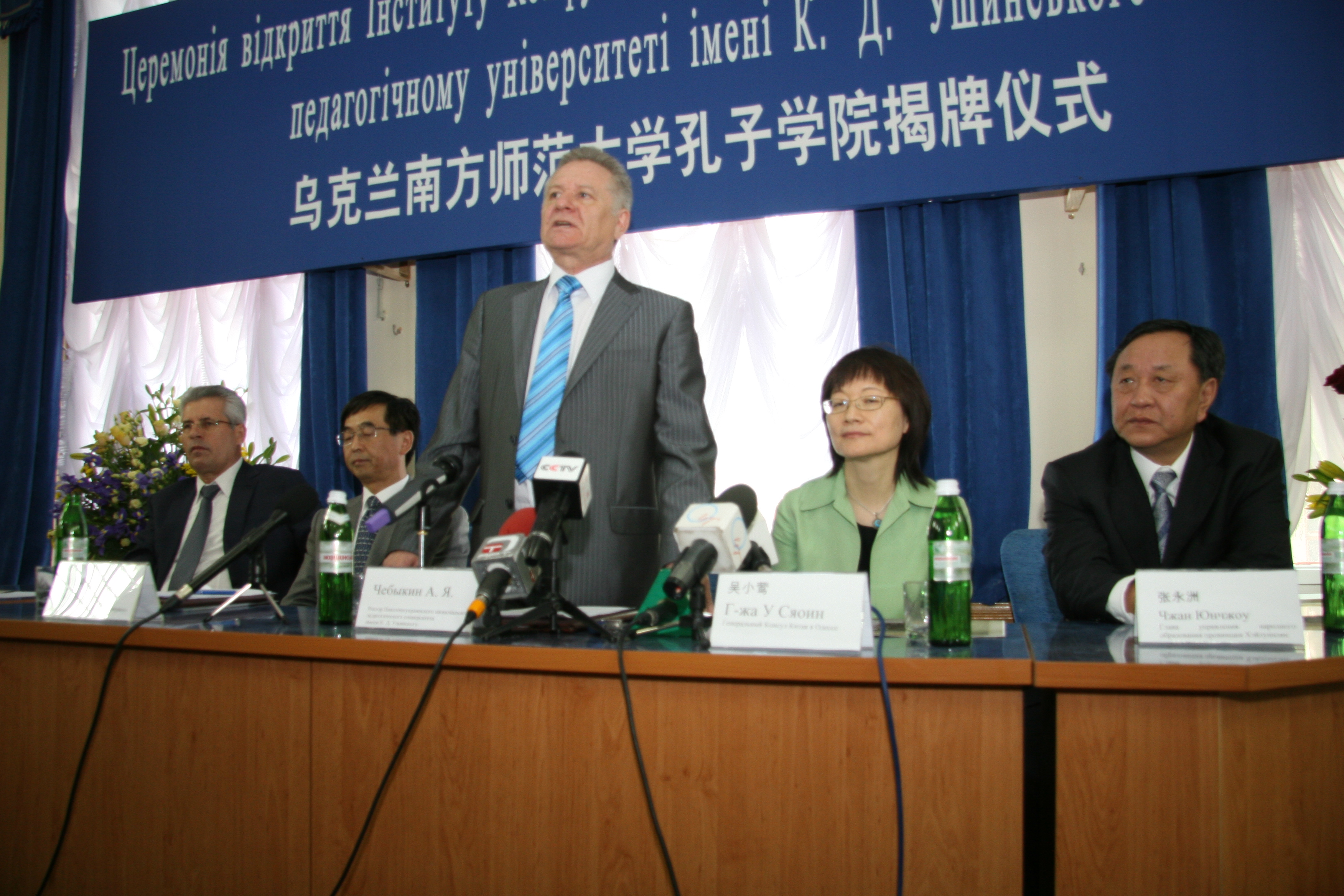
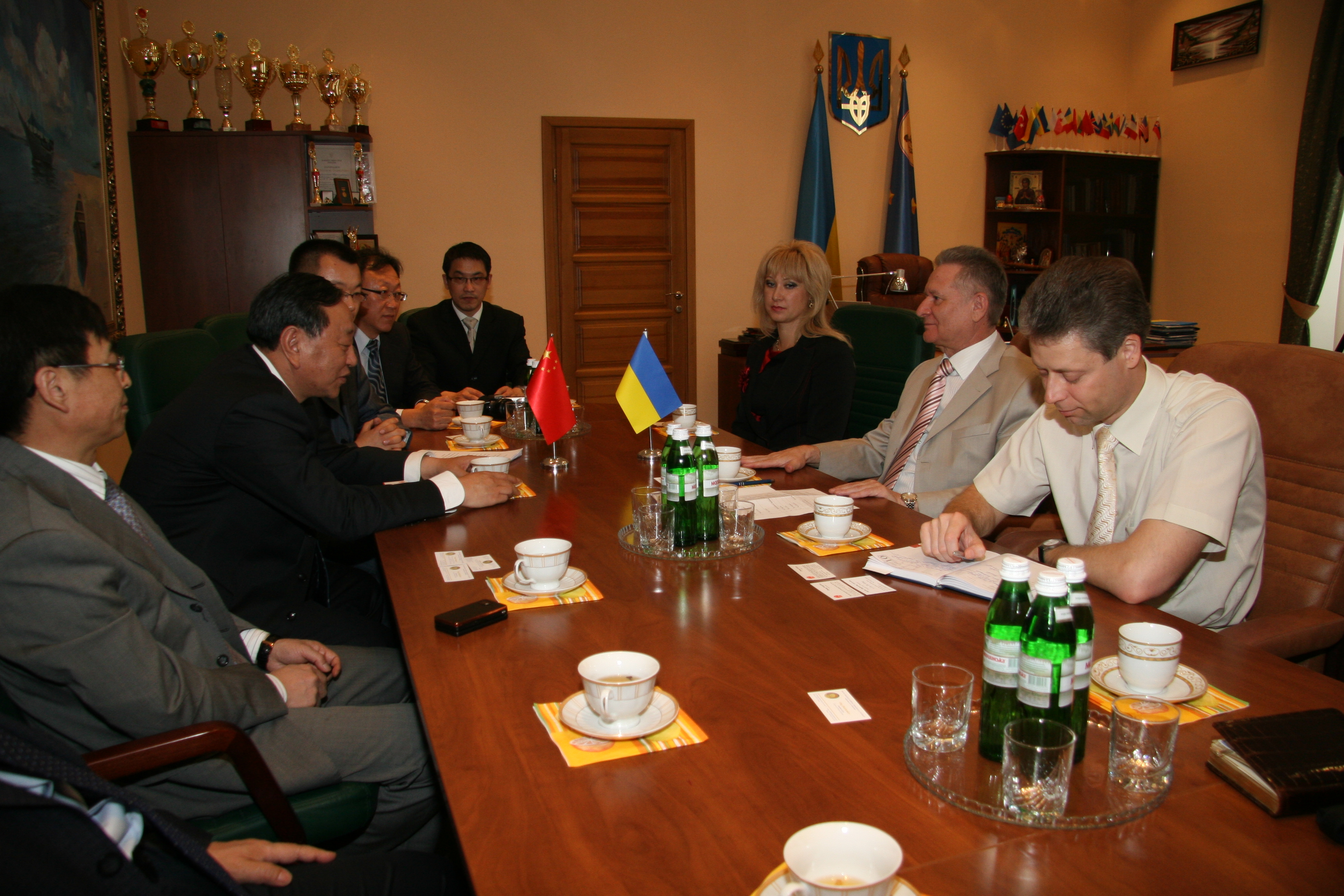
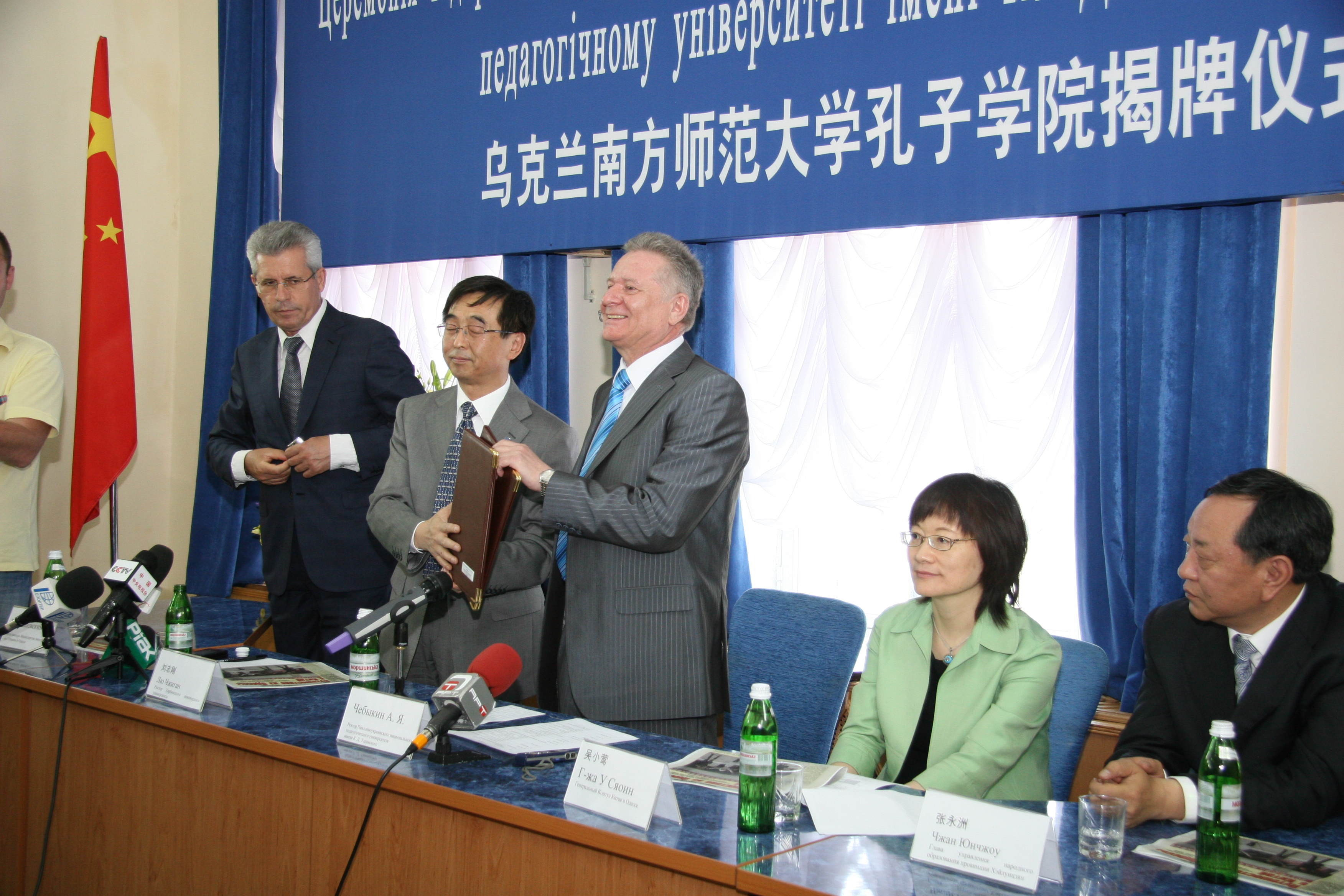
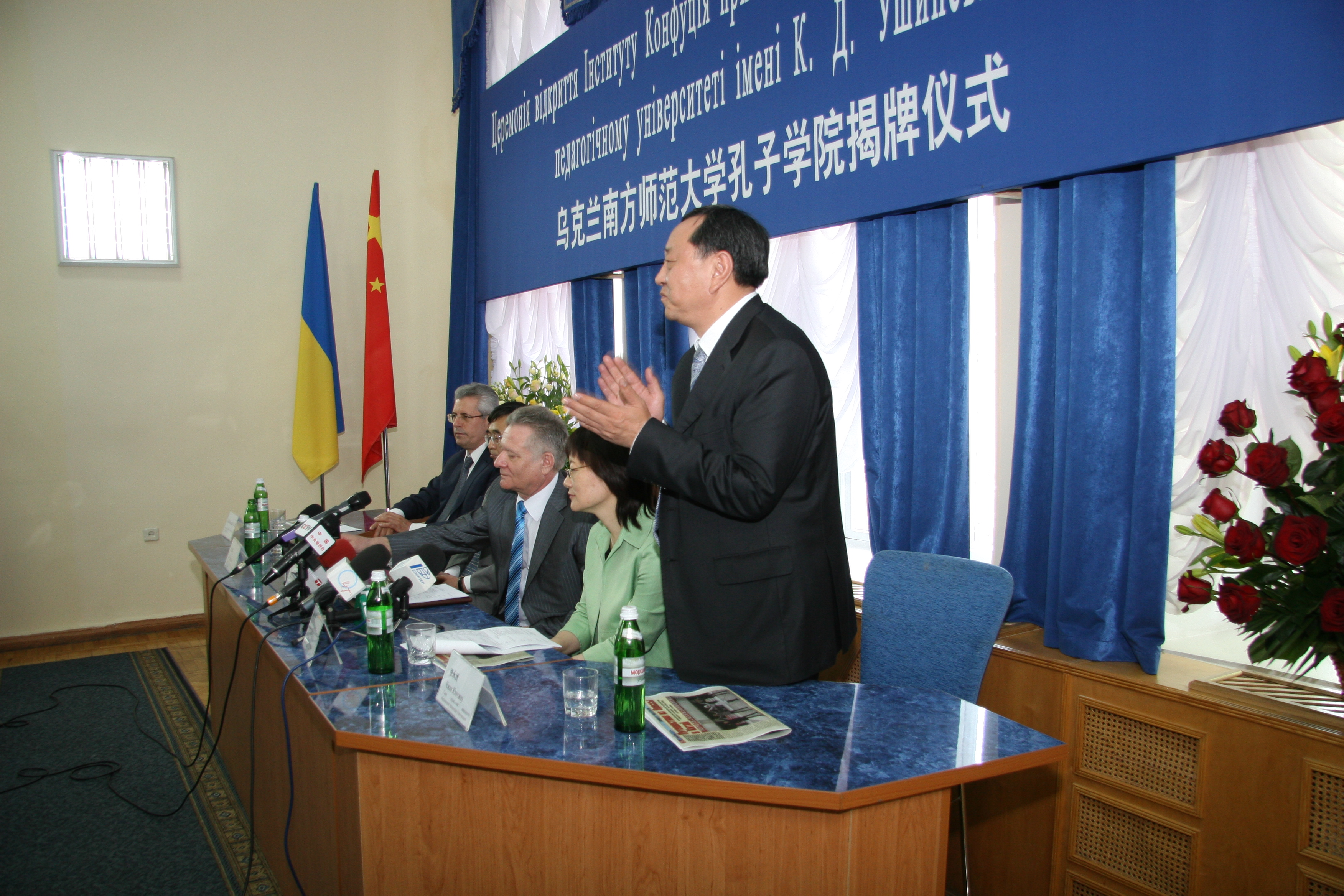

Освітньо-культурний центр «Інститут Конфуція» Університету Ушинського 01.10.2012 рік
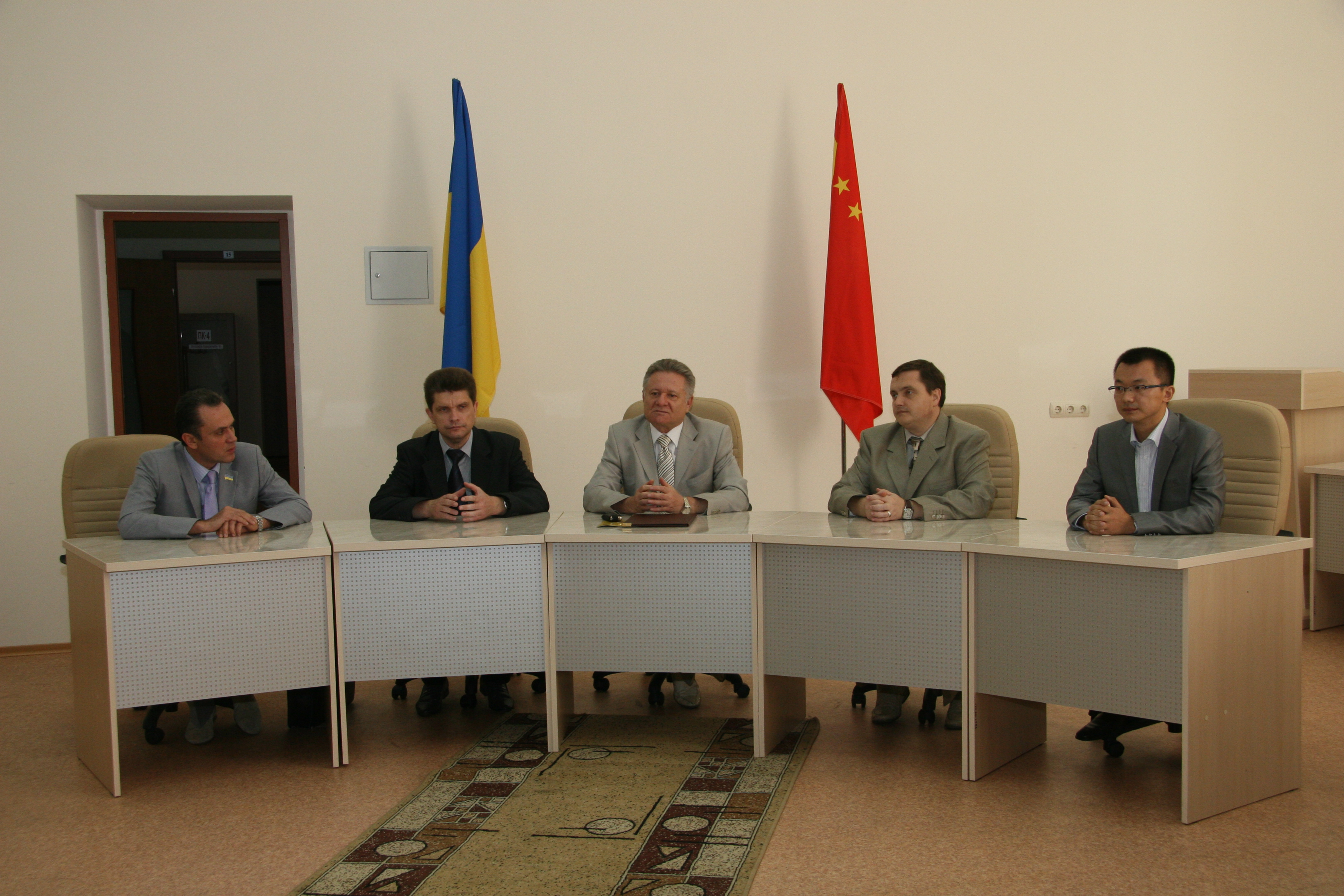
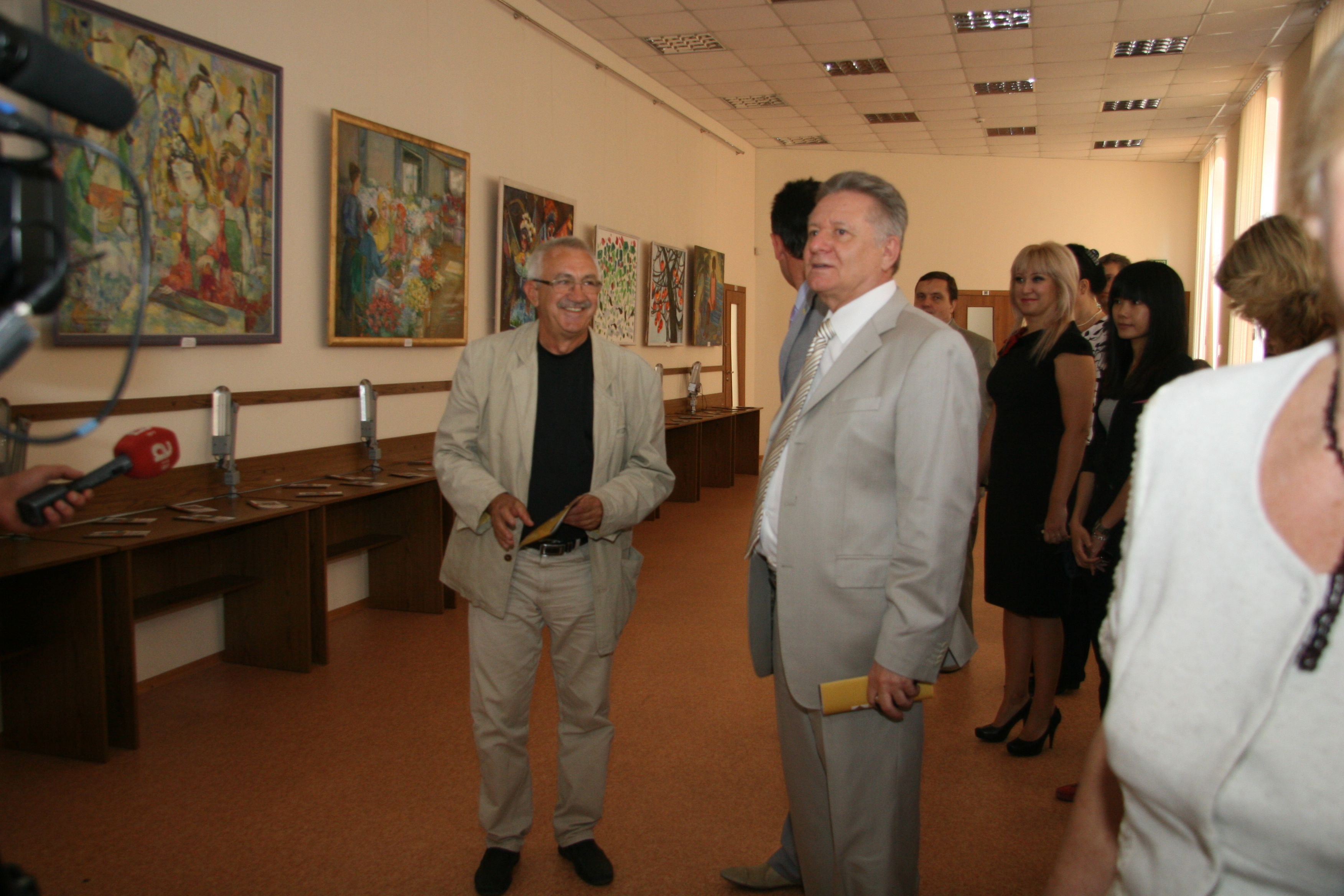

Китайський Новий рік. 2014 рік
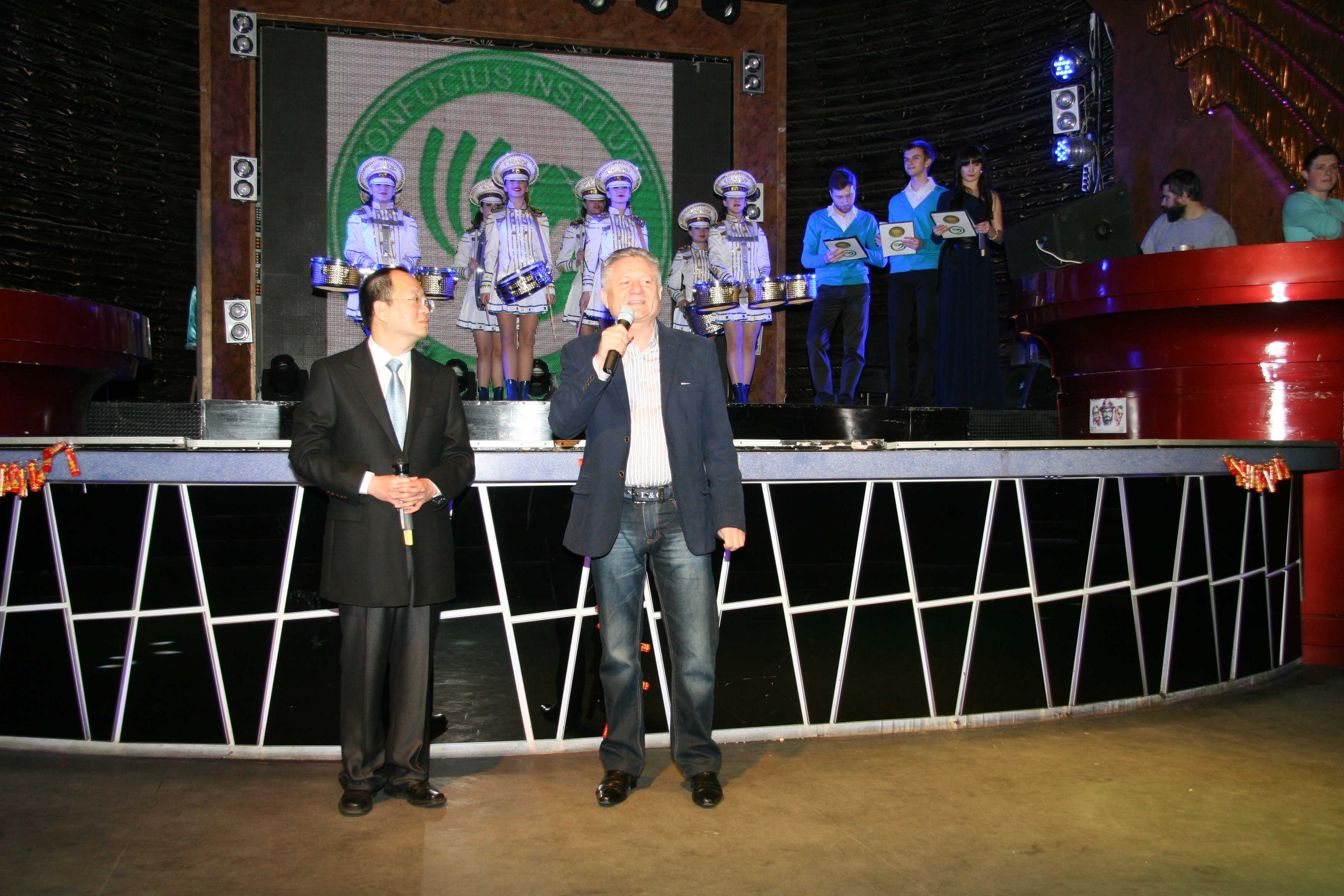

Чебикін О. Я. в Китаї. 2015 рік
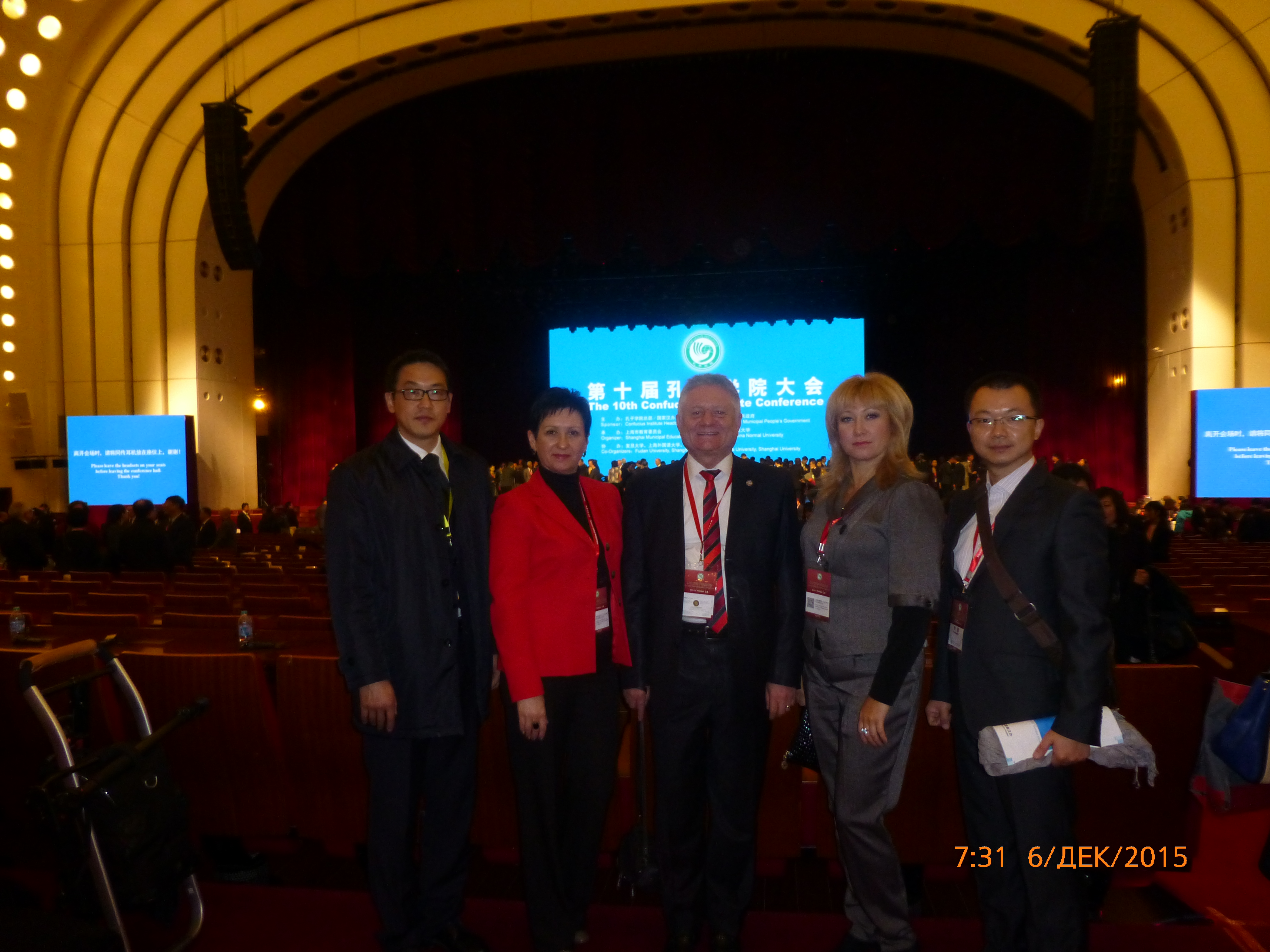
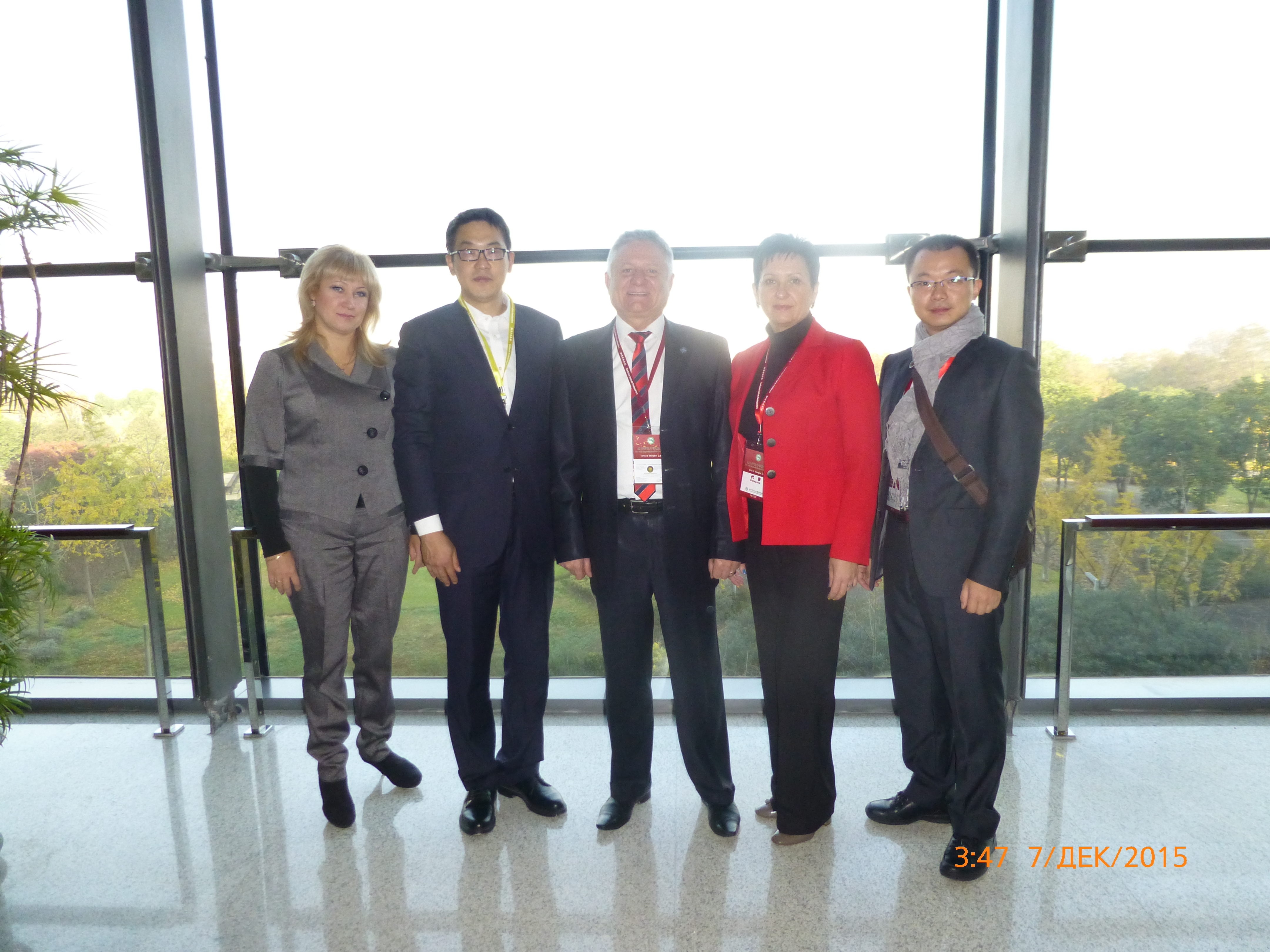
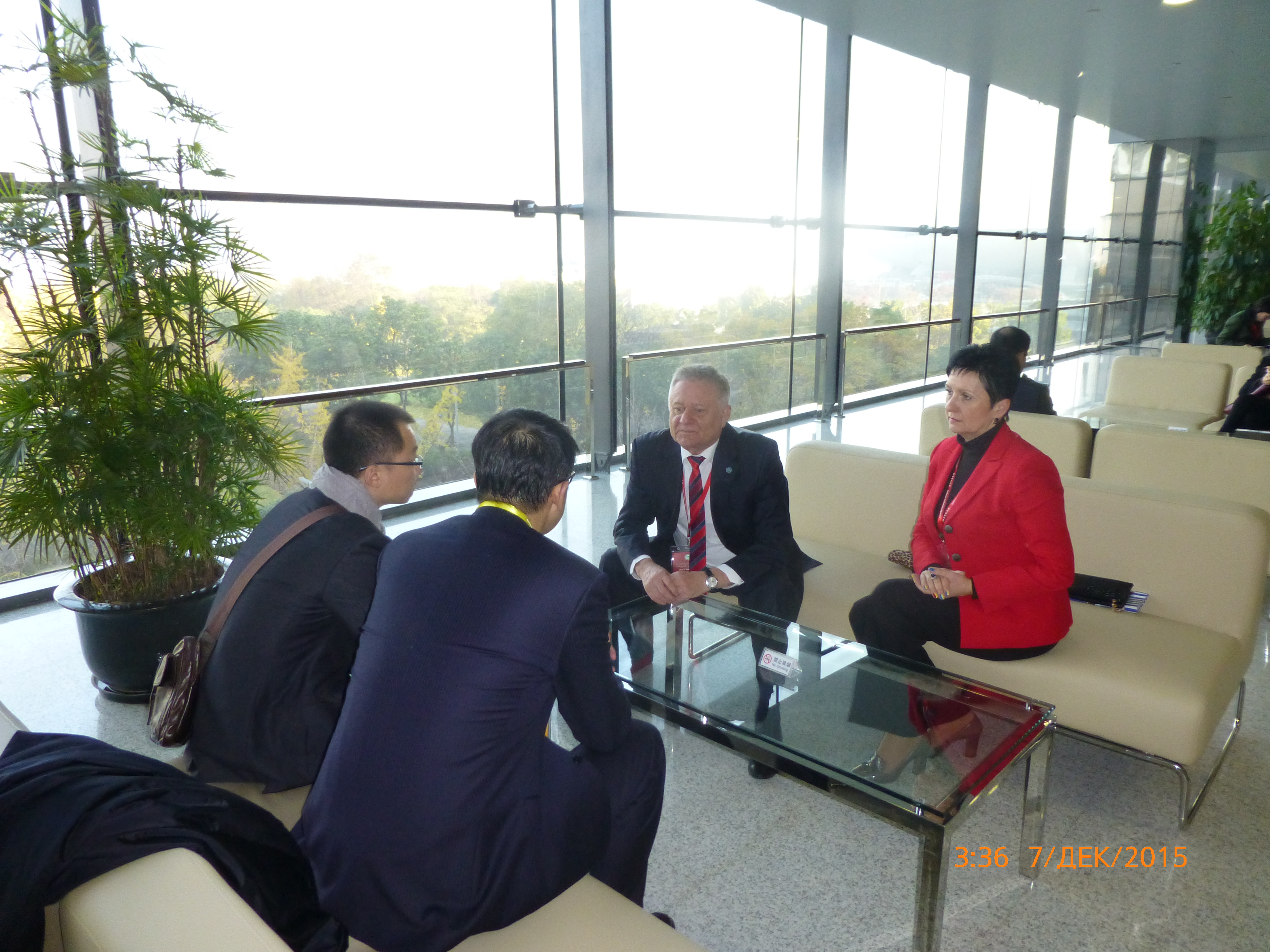
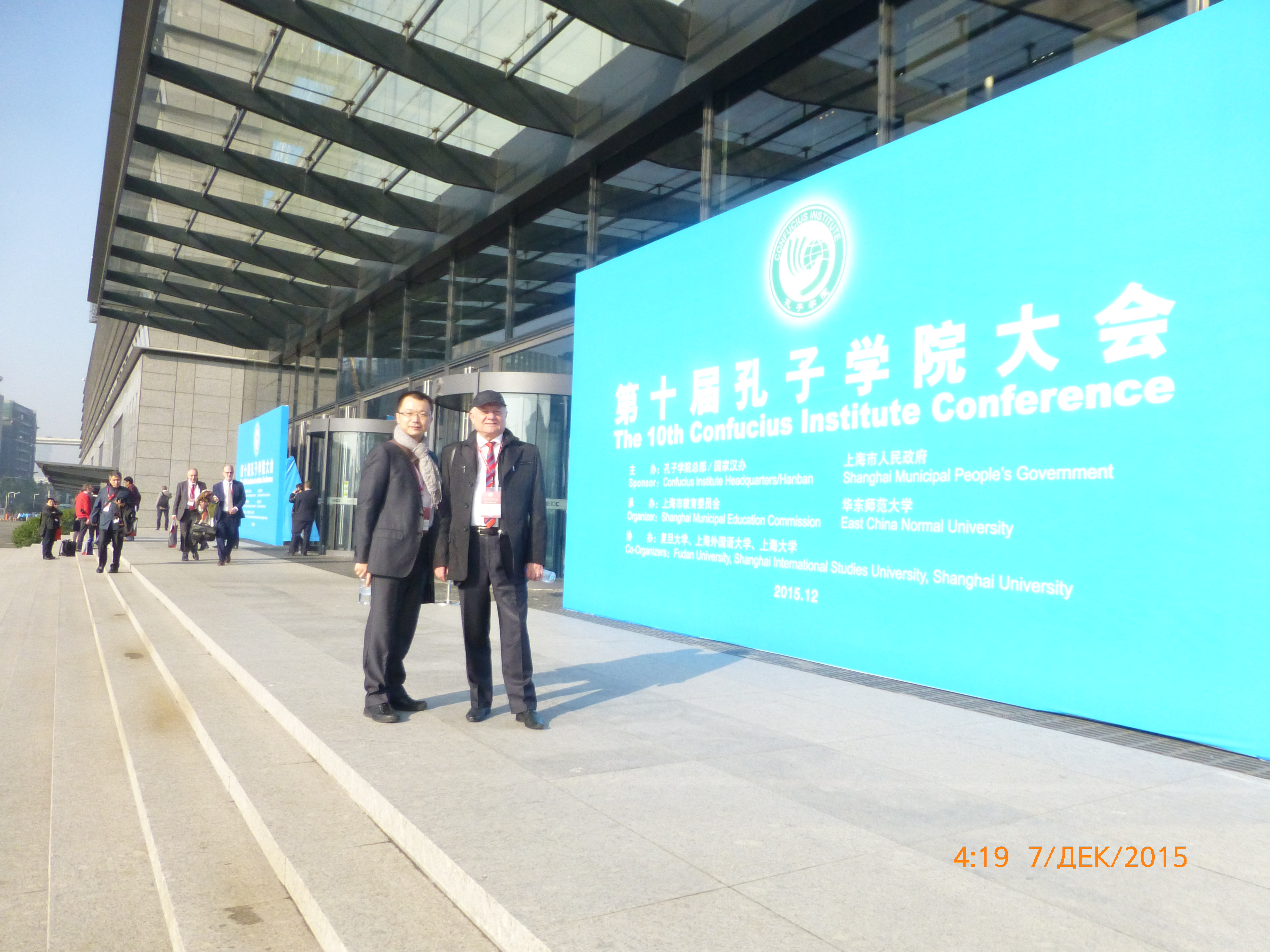
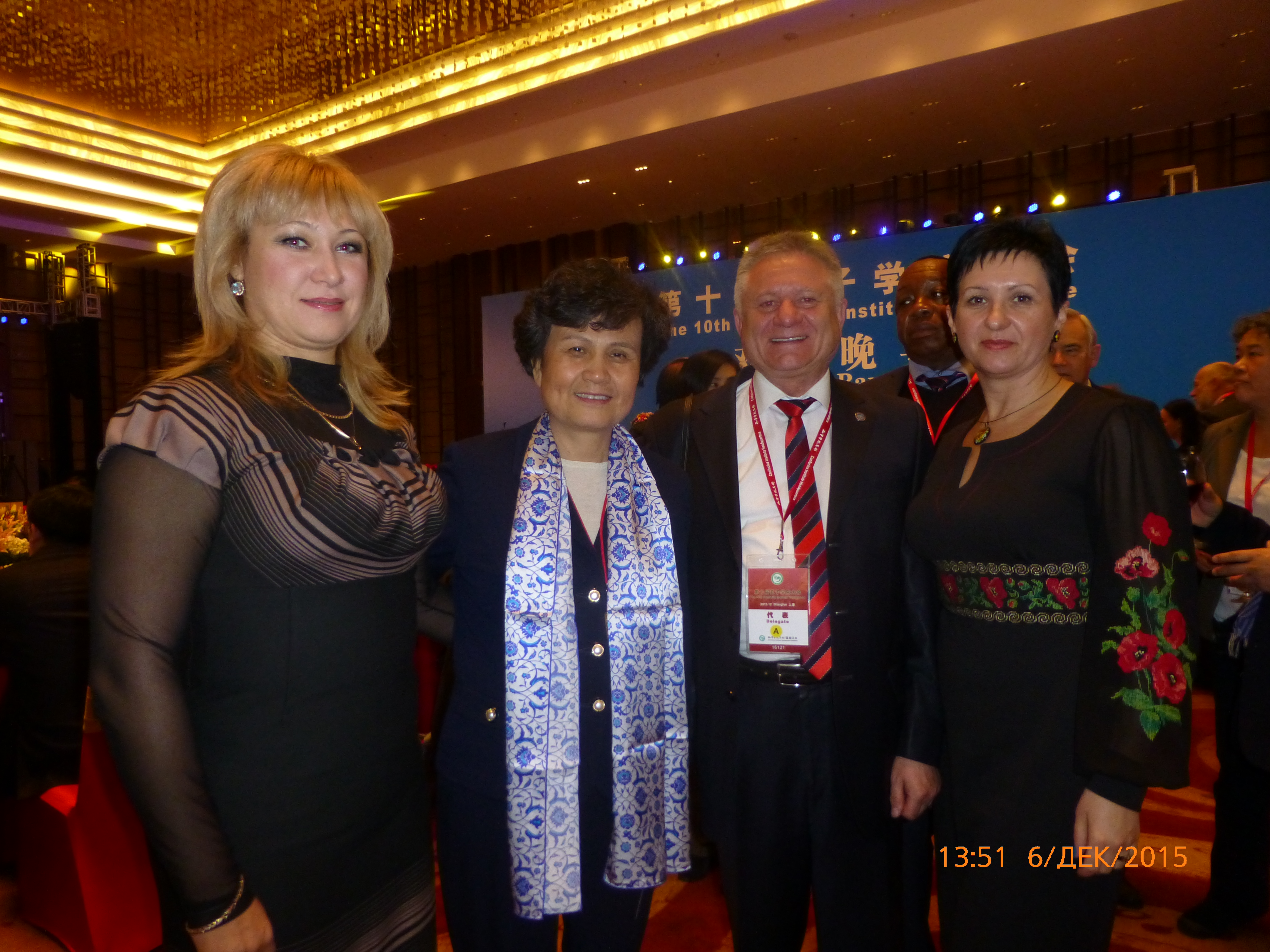
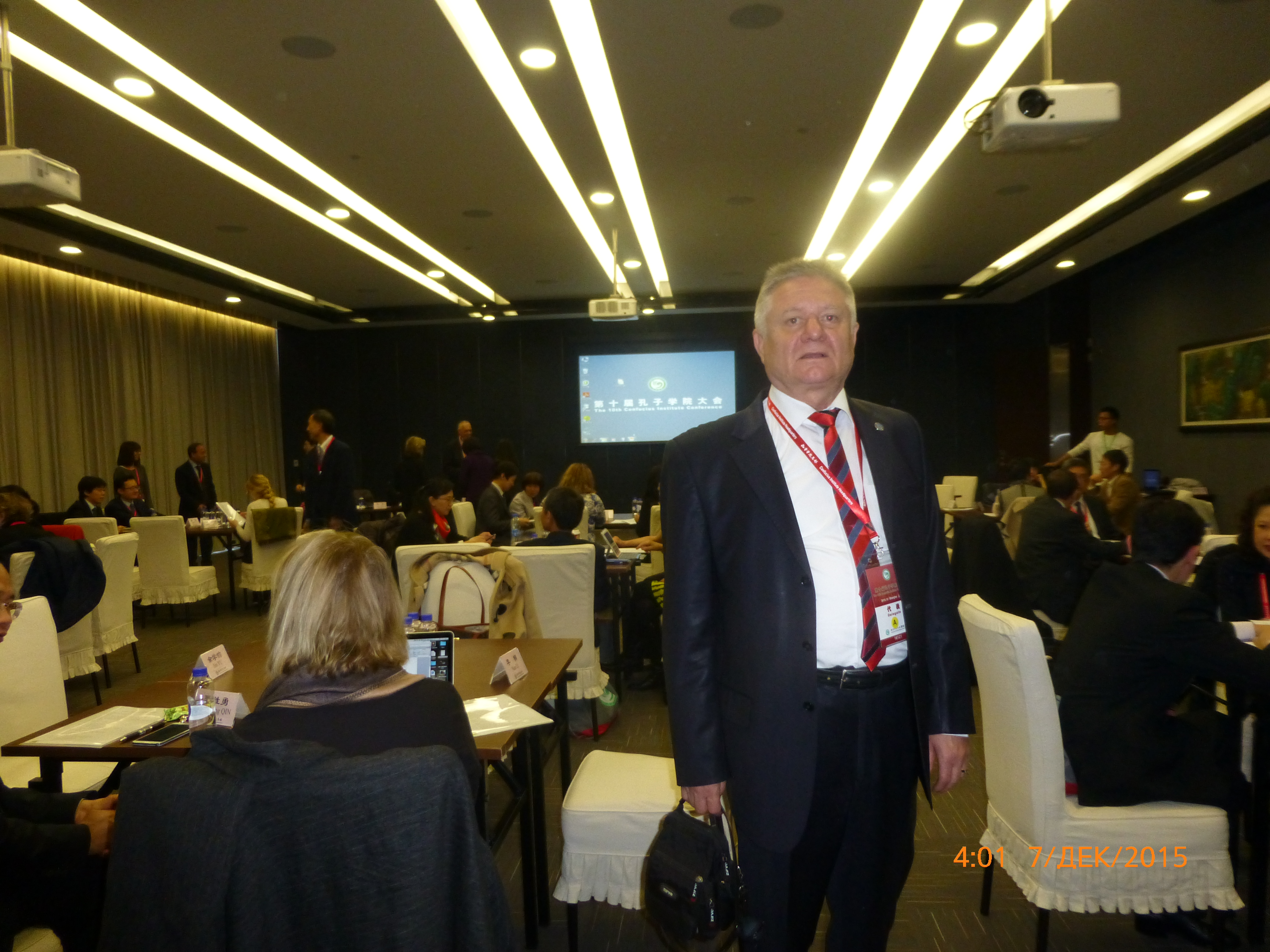

Зустріч з послом КНР 2016 рік
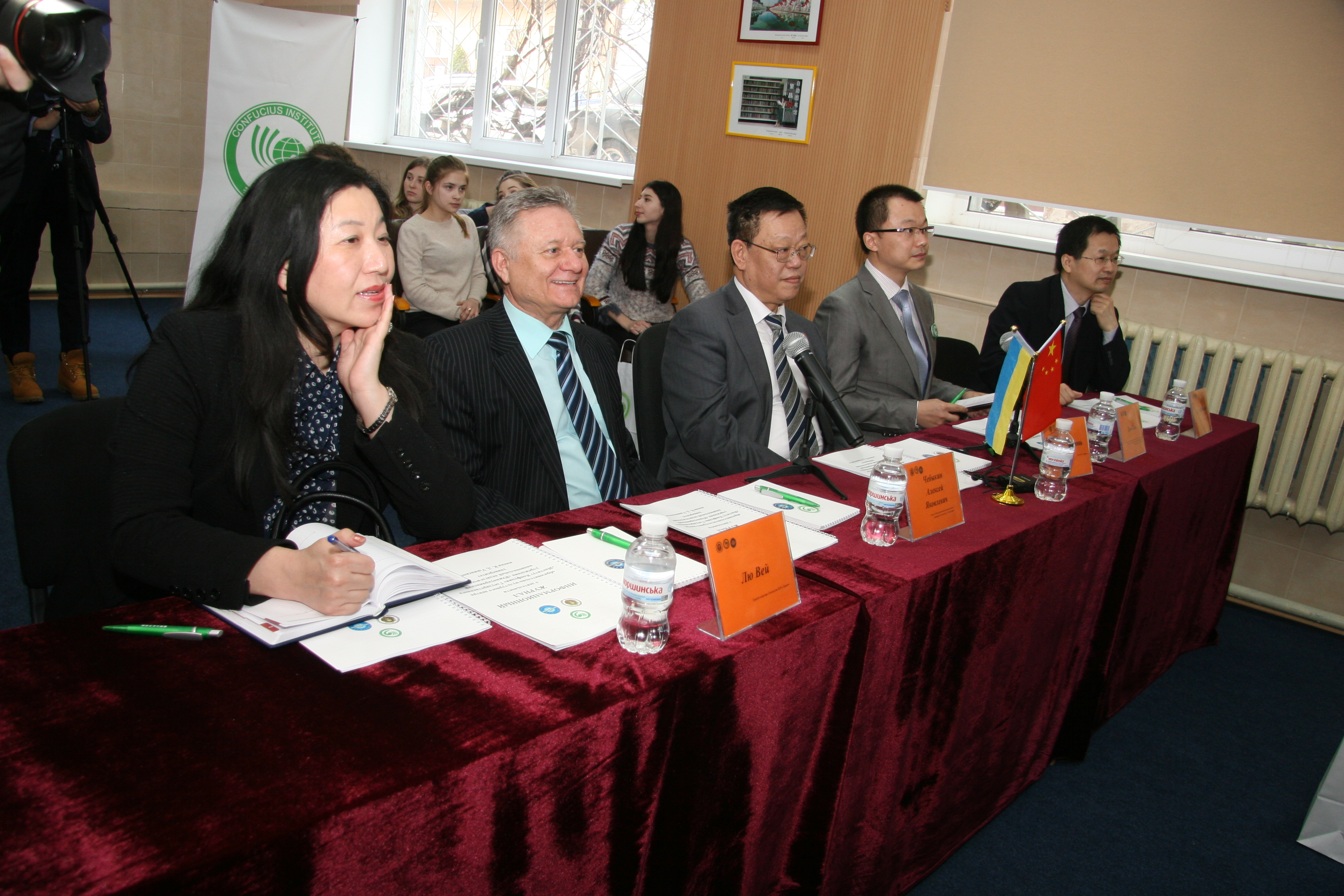
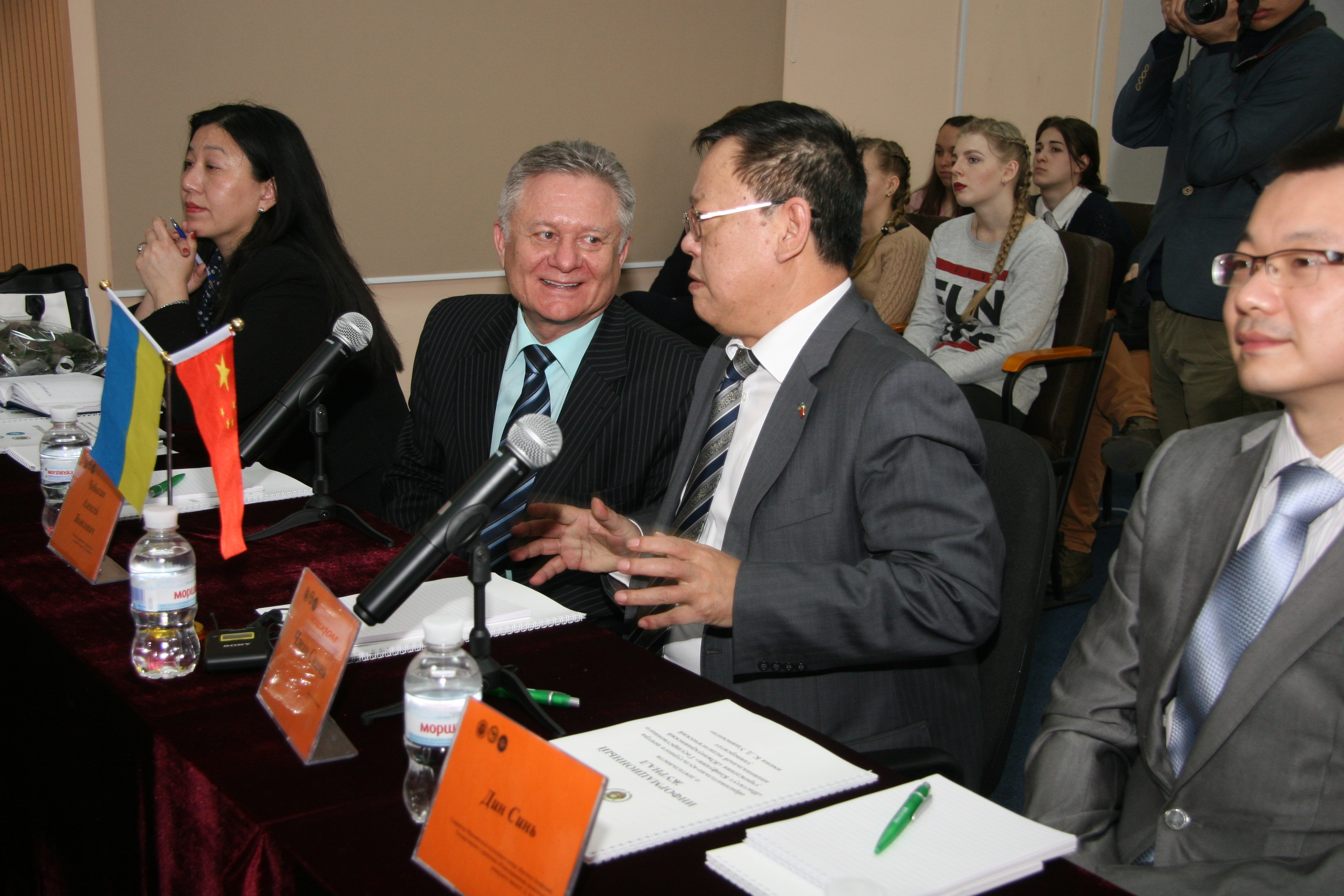
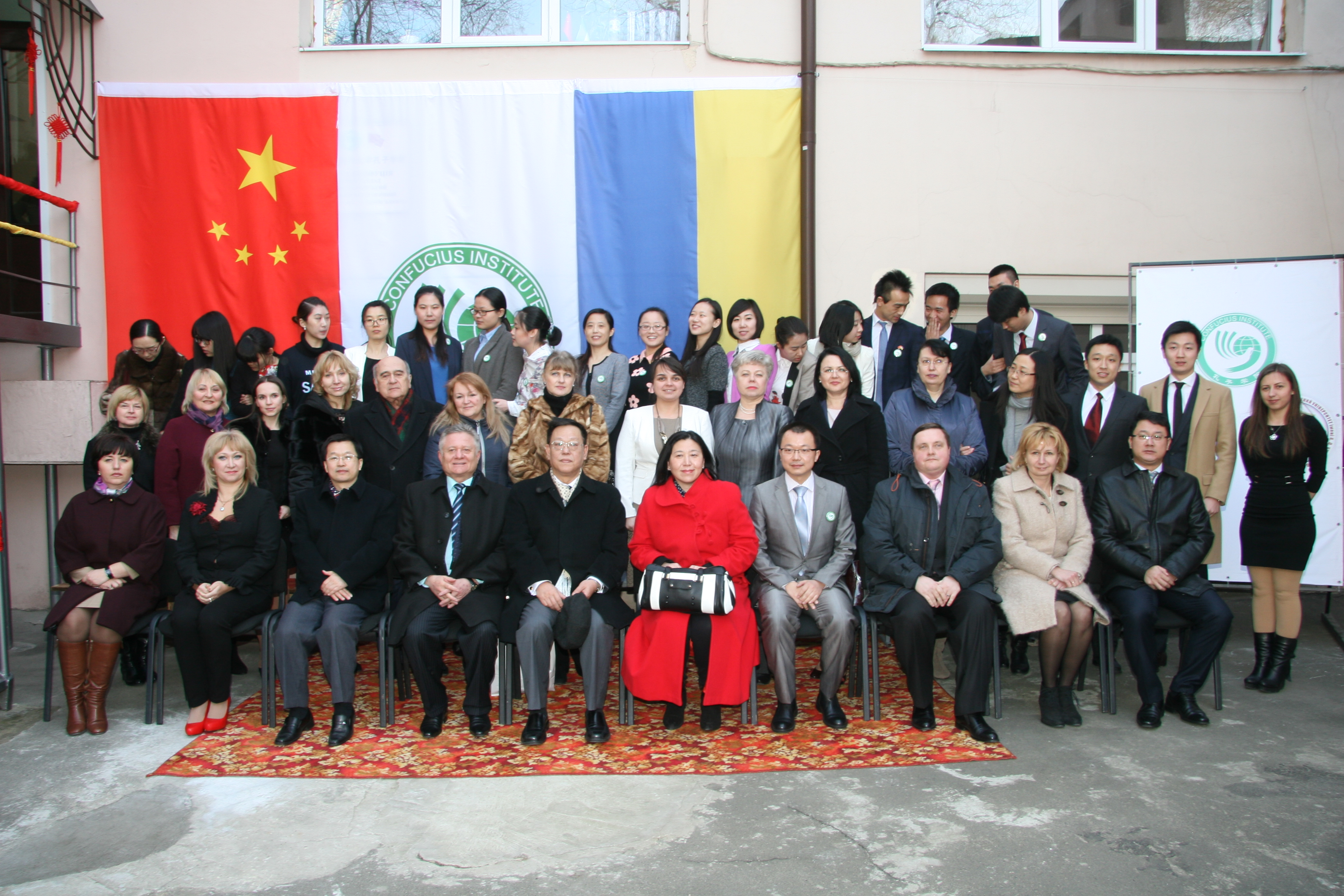
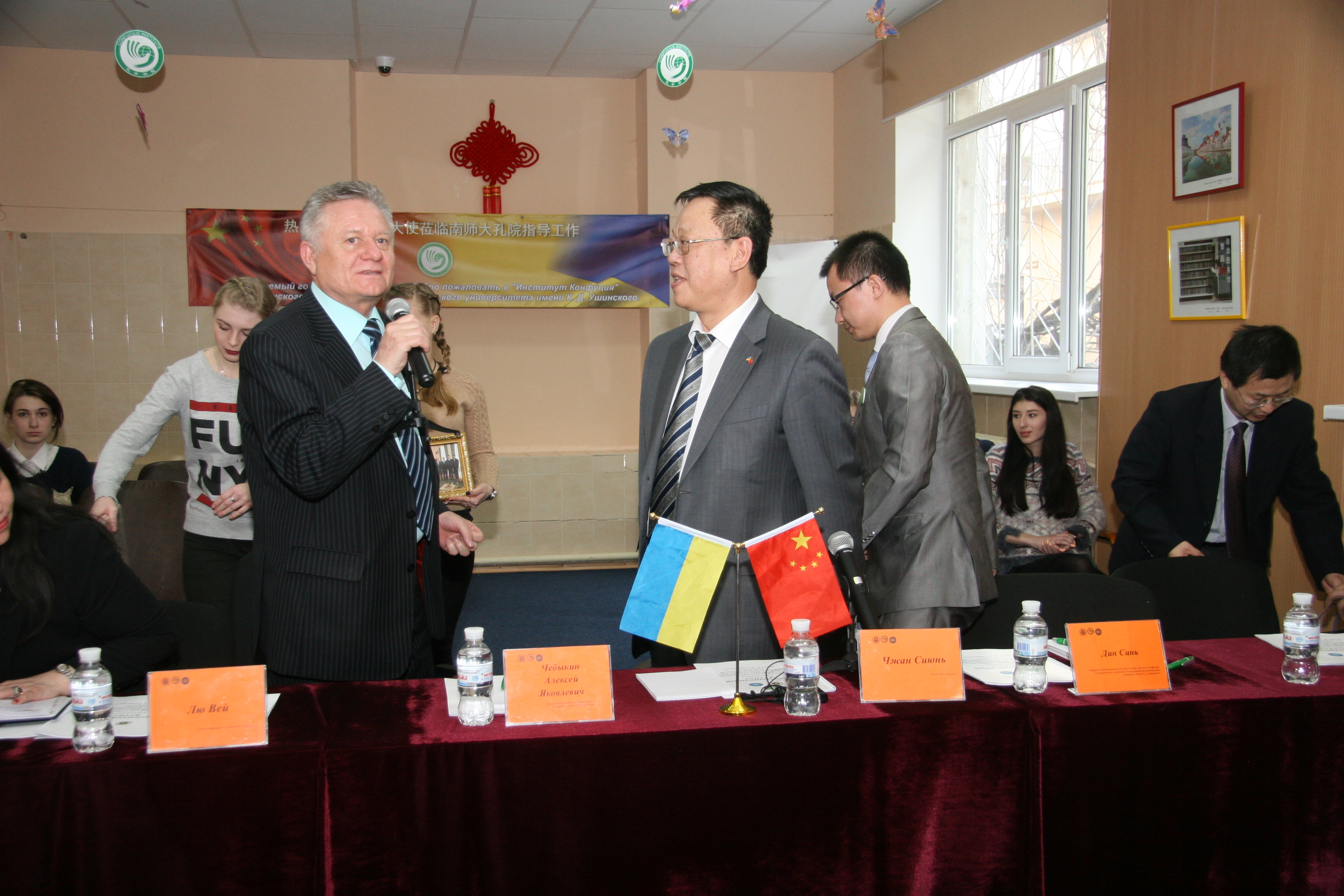
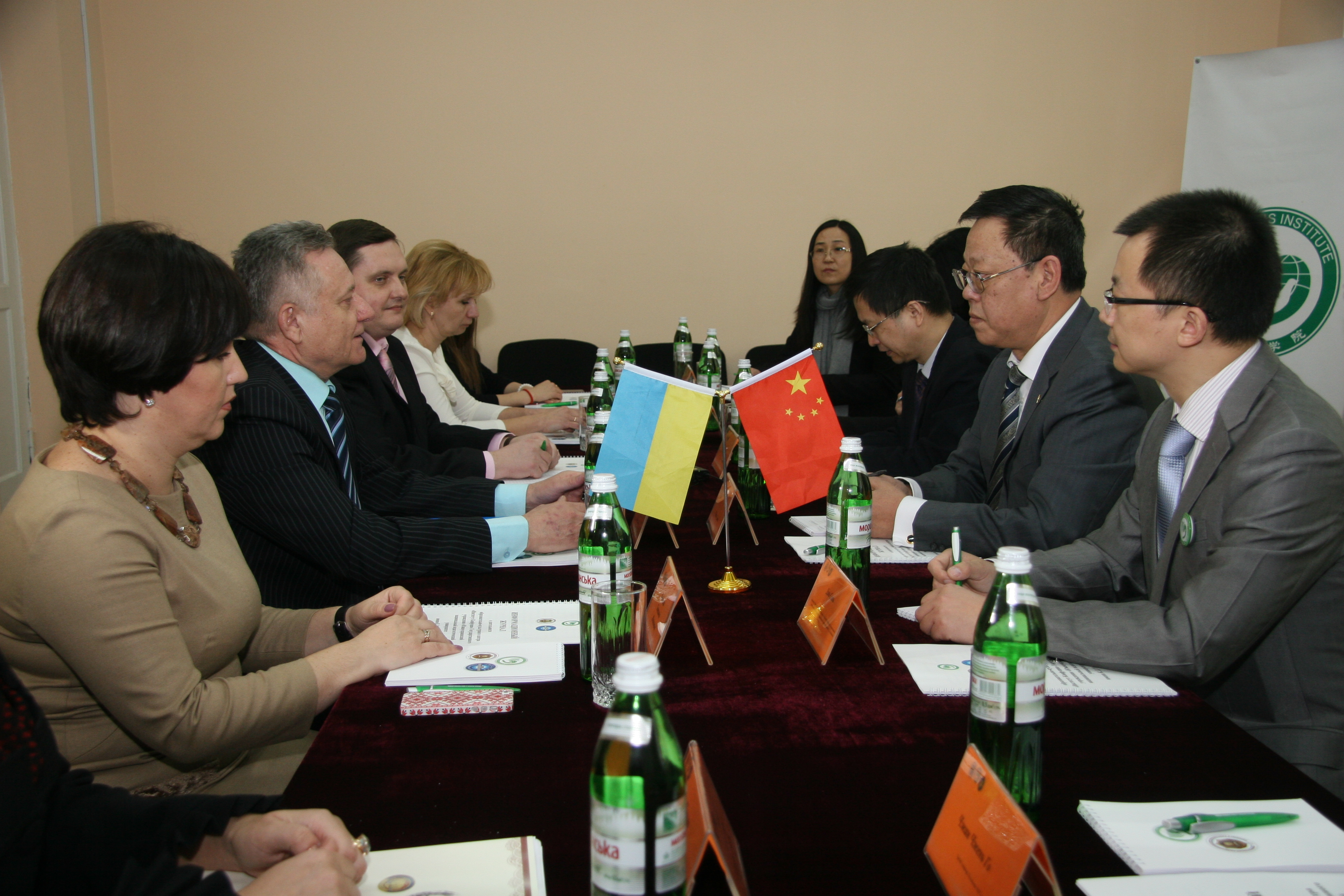
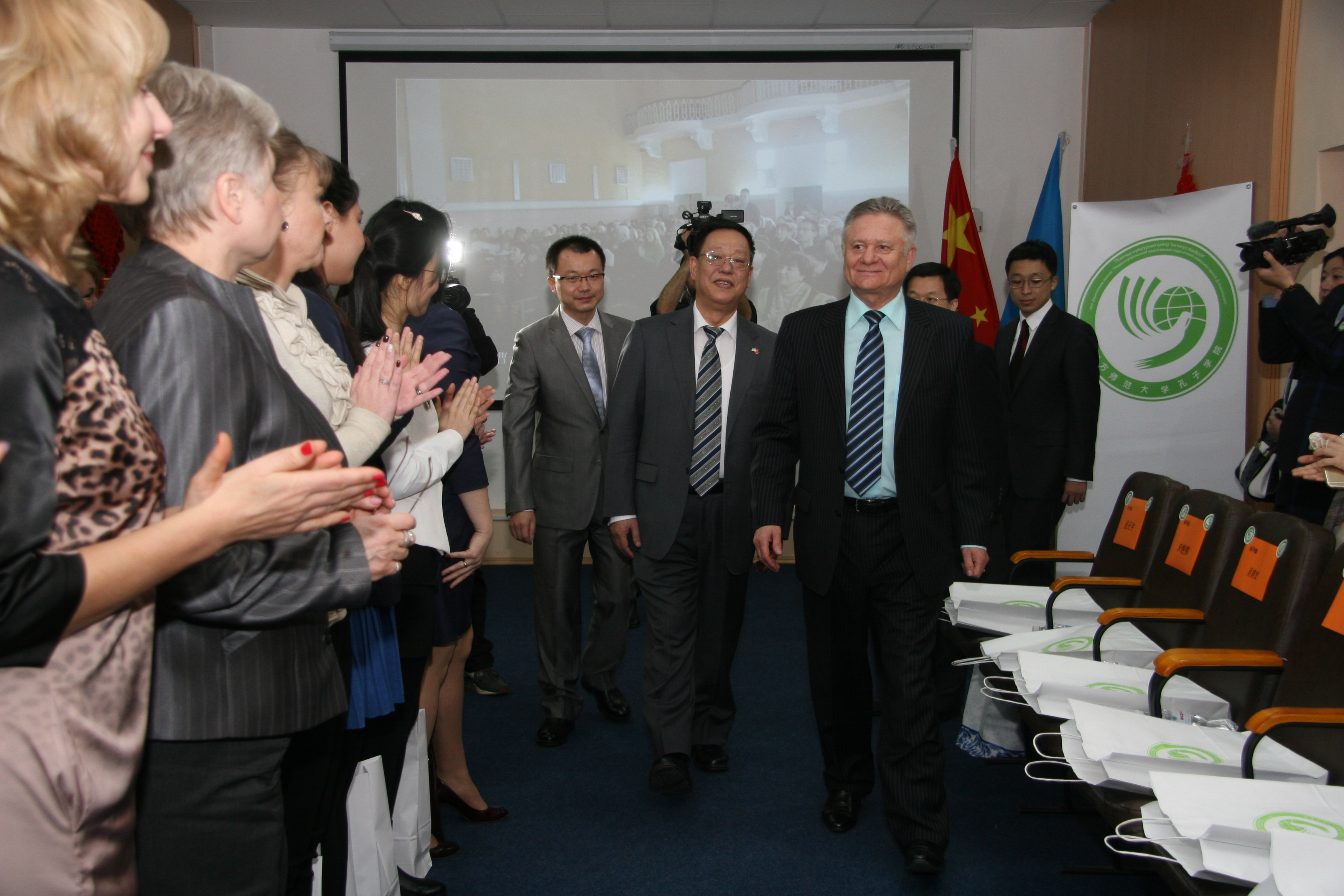
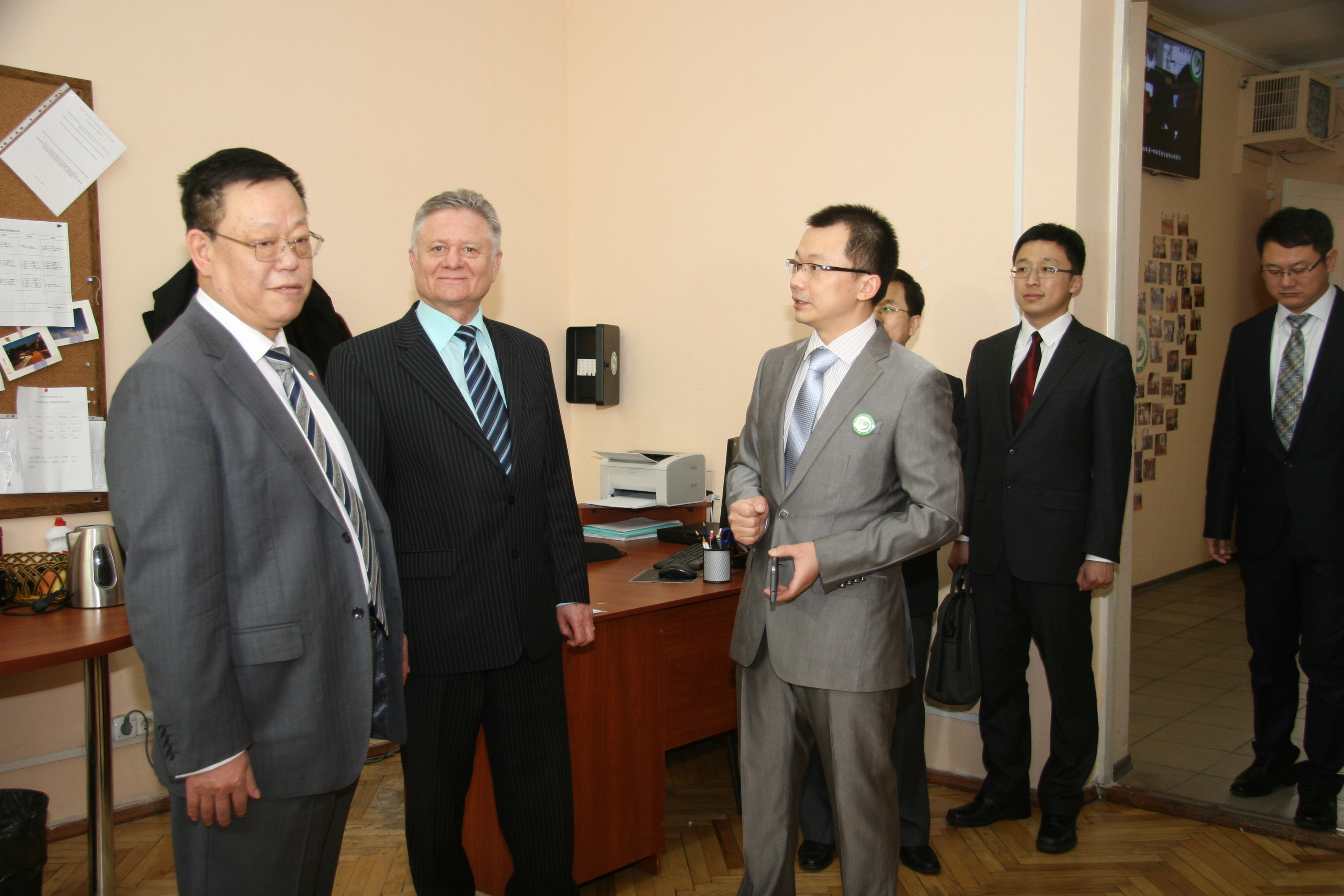

Зустріч з послом США 19.12.2016
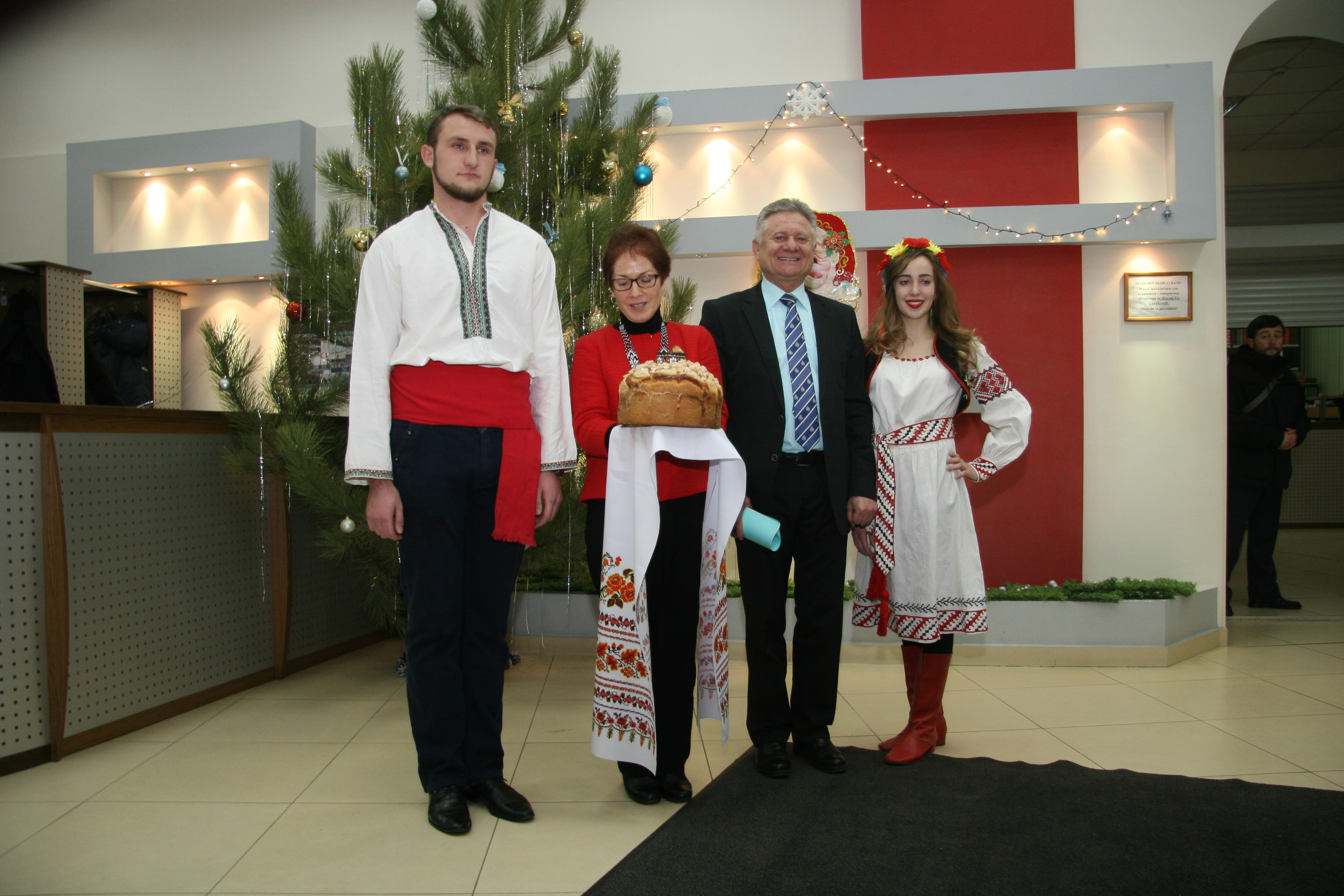
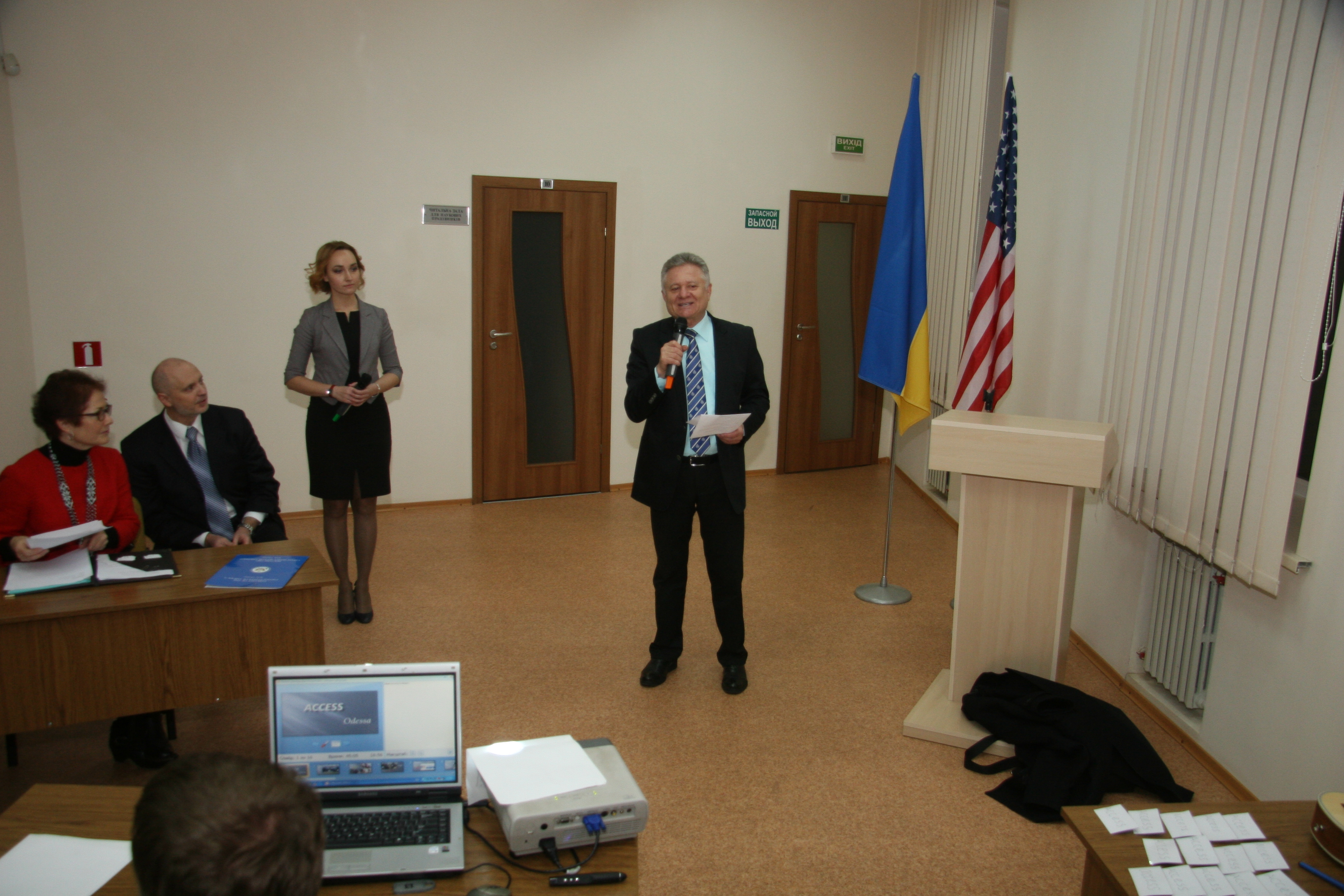
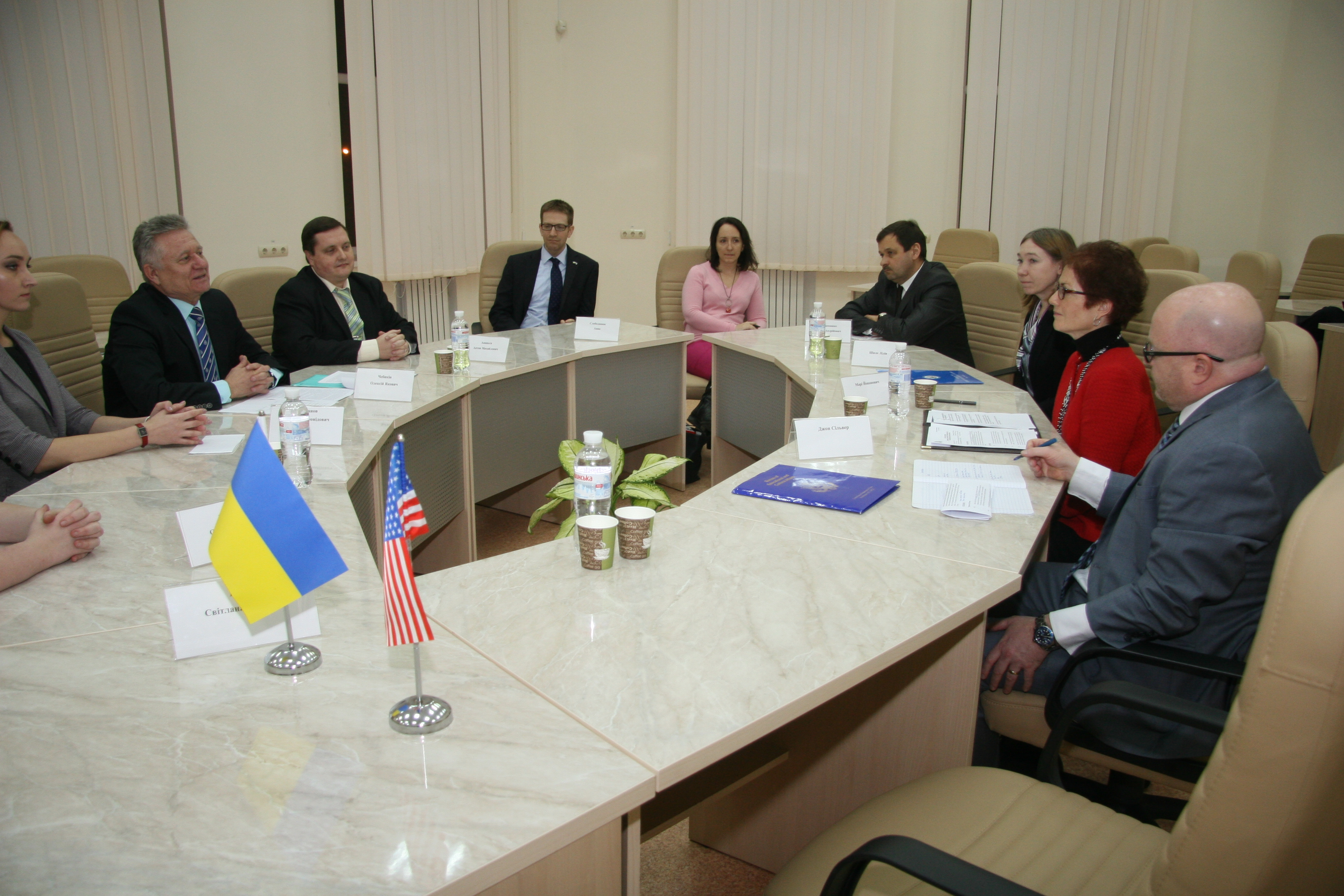
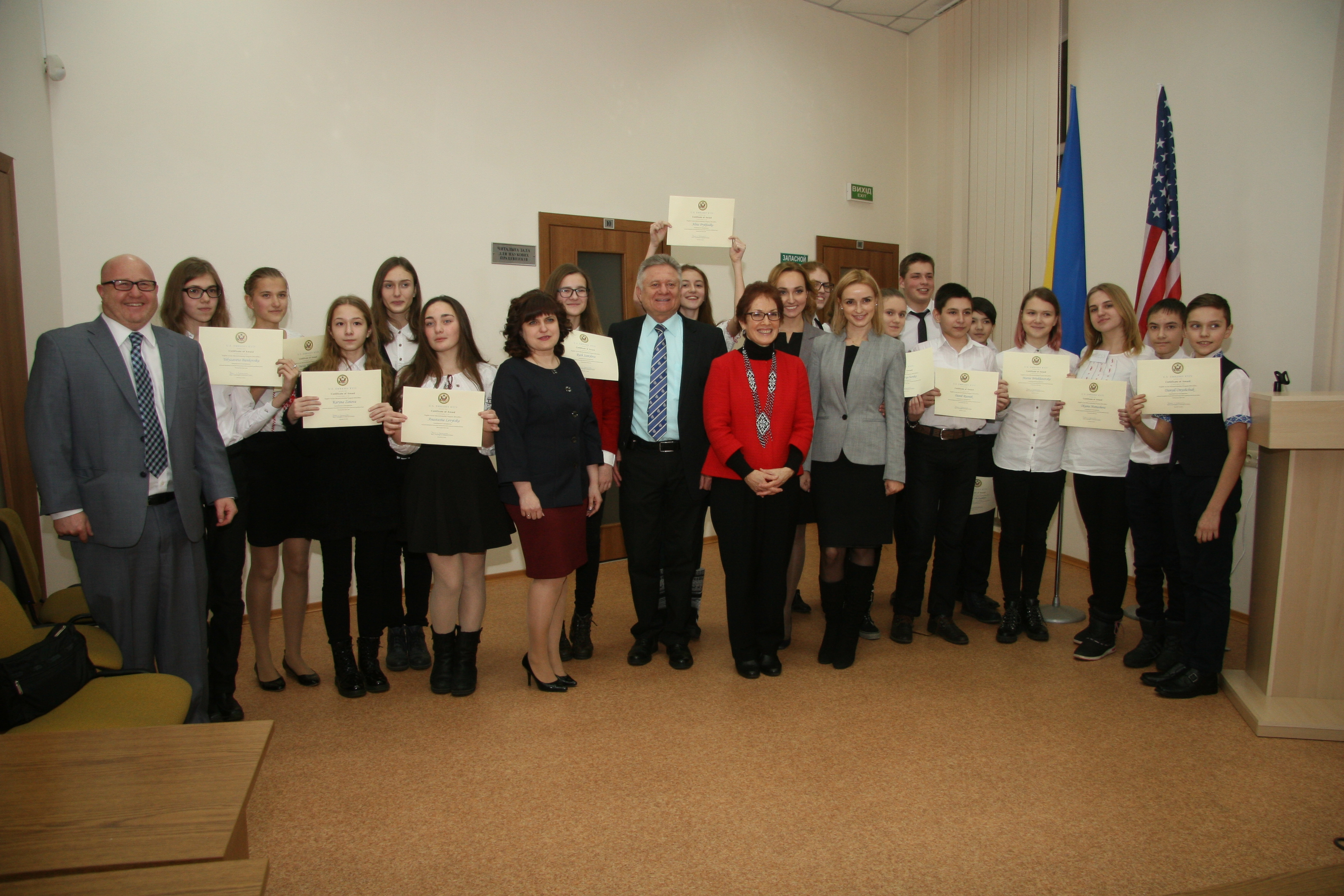

1 вересня в Університеті Ушинського 2017 року
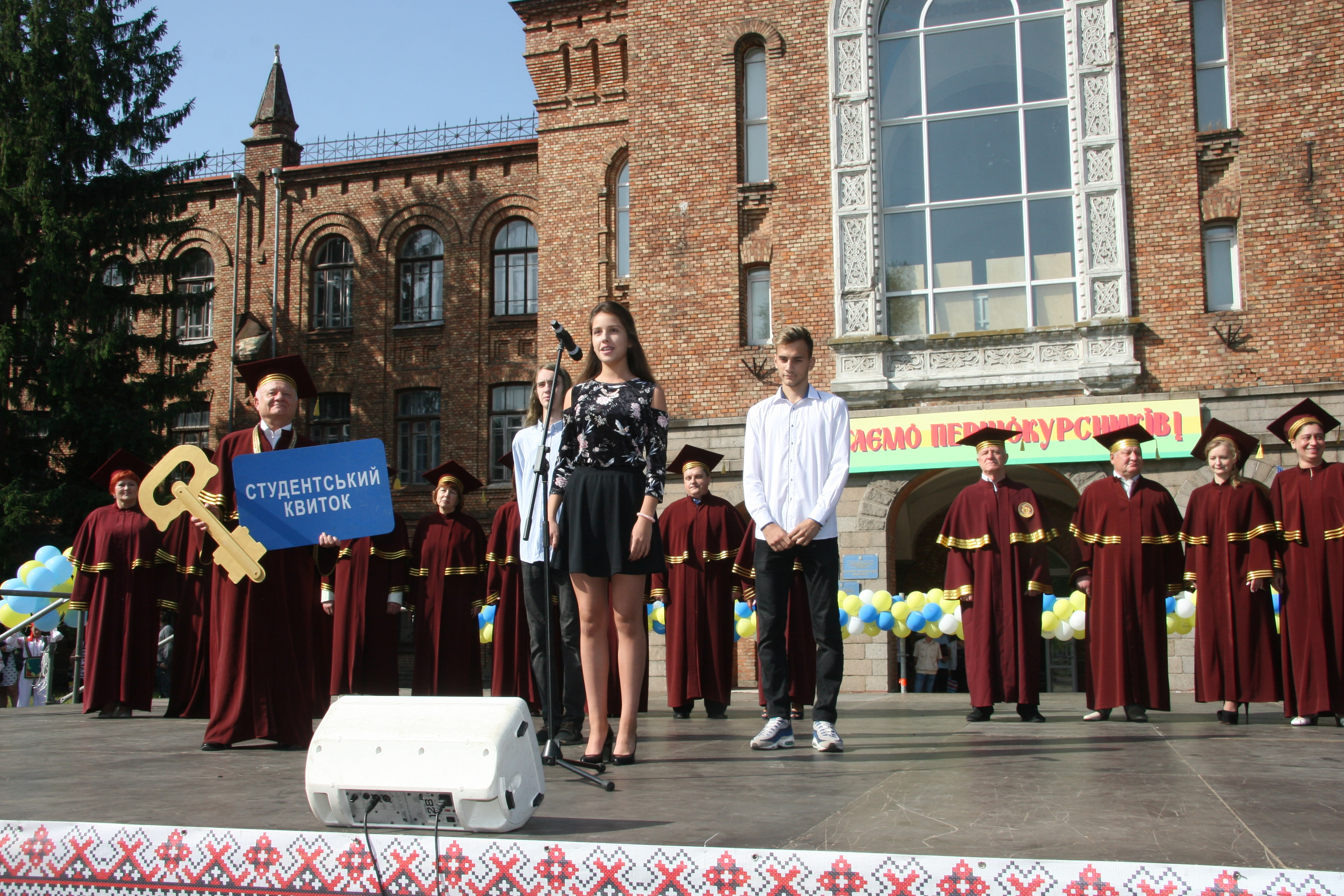
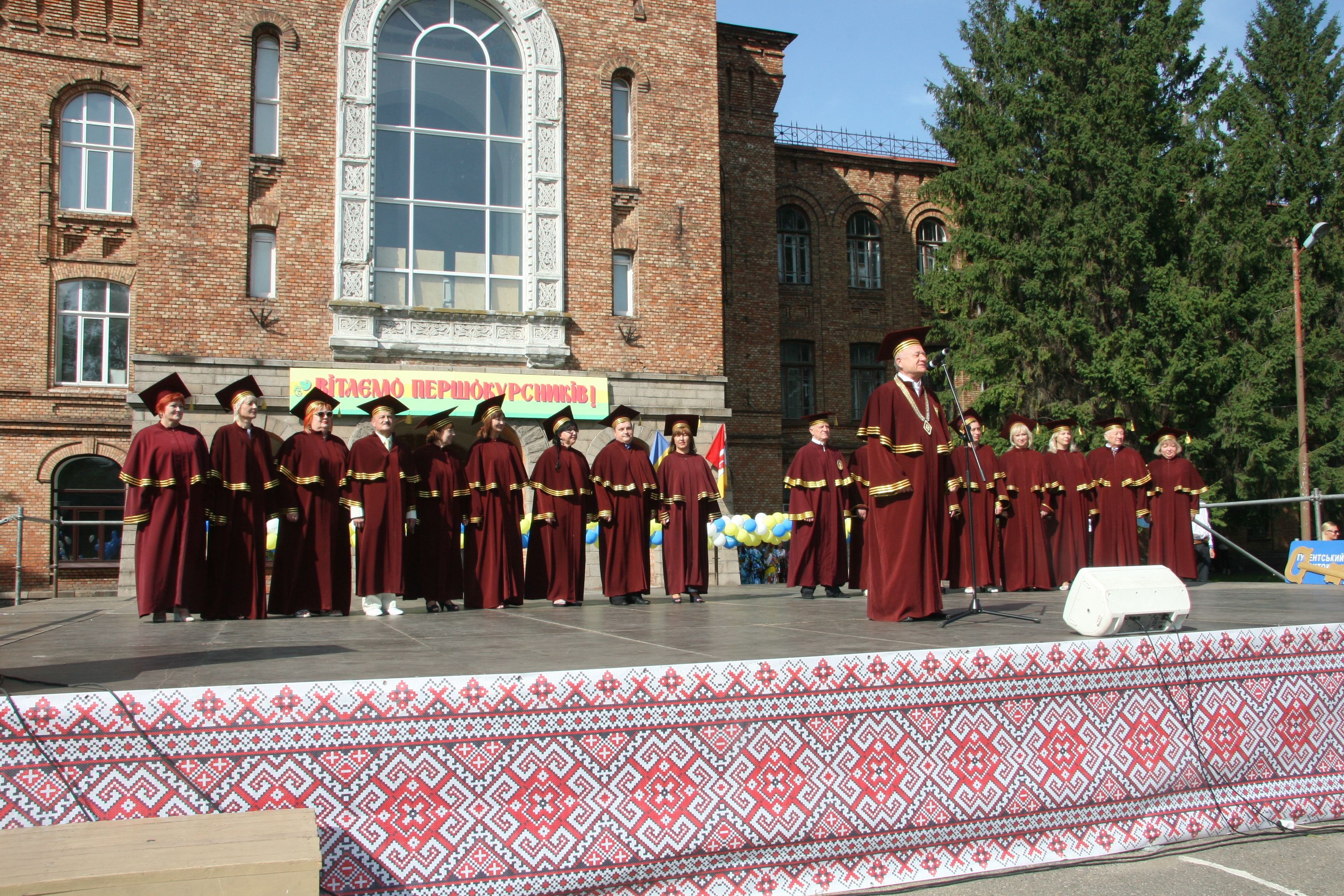

Освітньо-культурний центр «Інститут Конфуція» Університету Ушинського 2017 рік
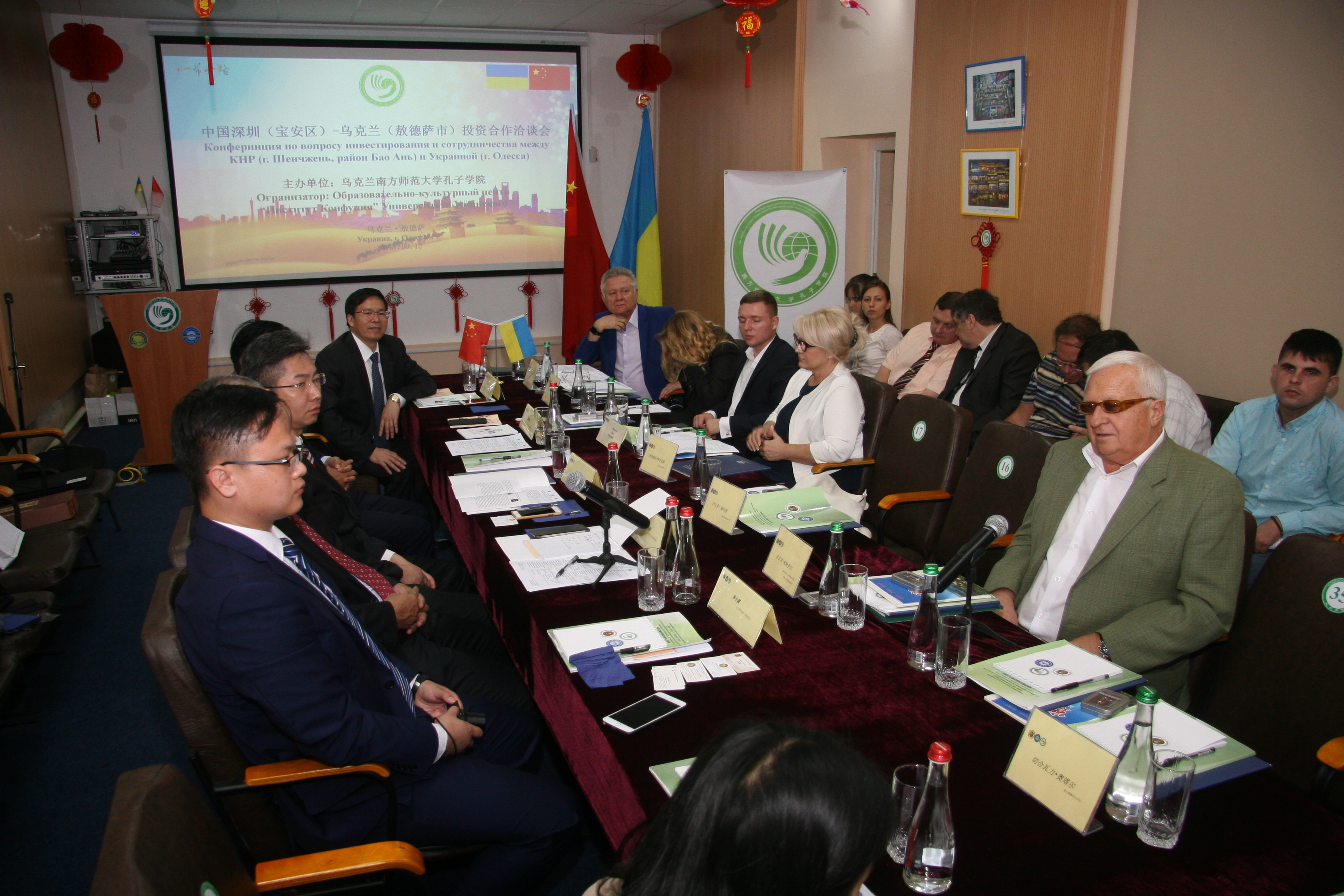
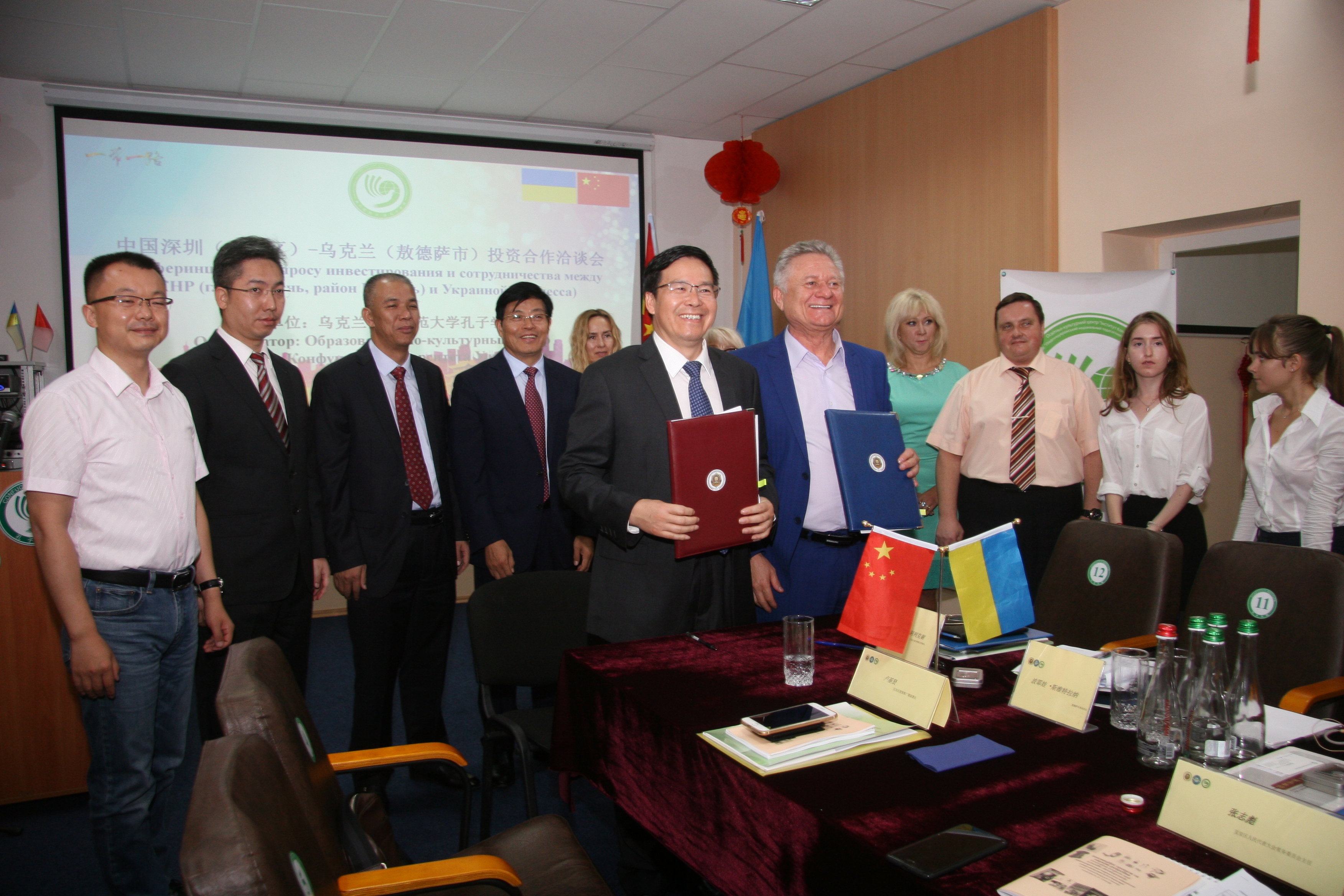
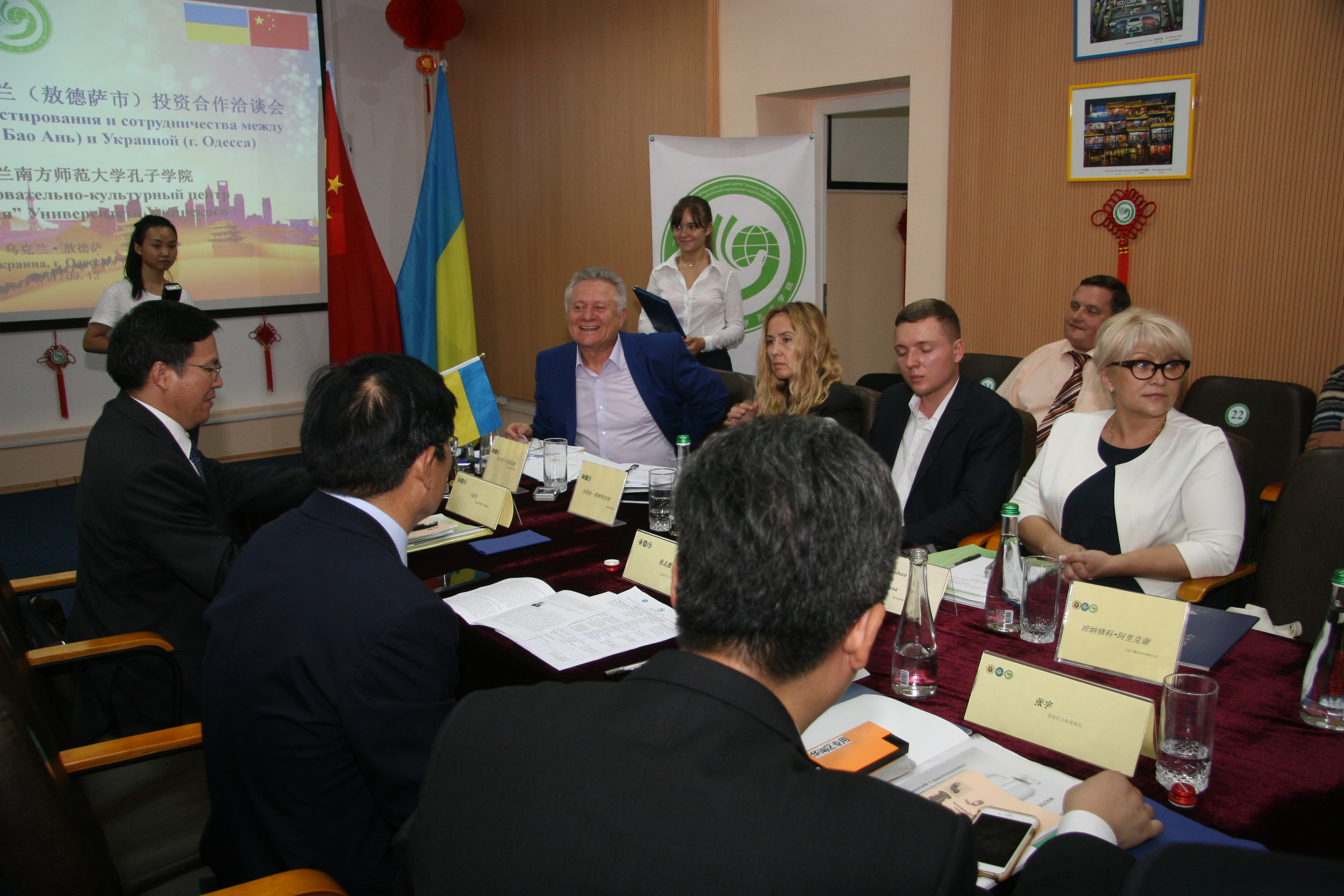
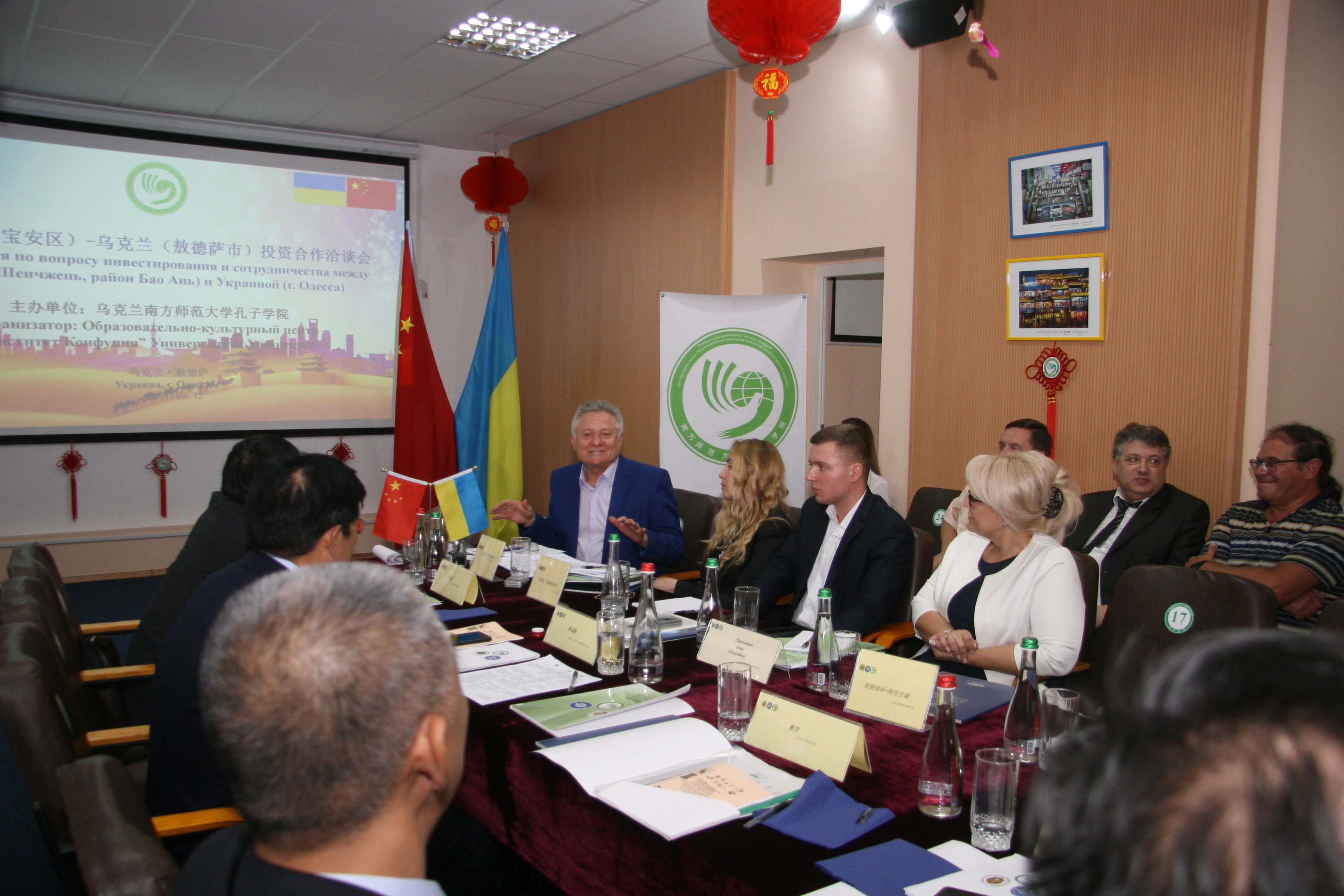
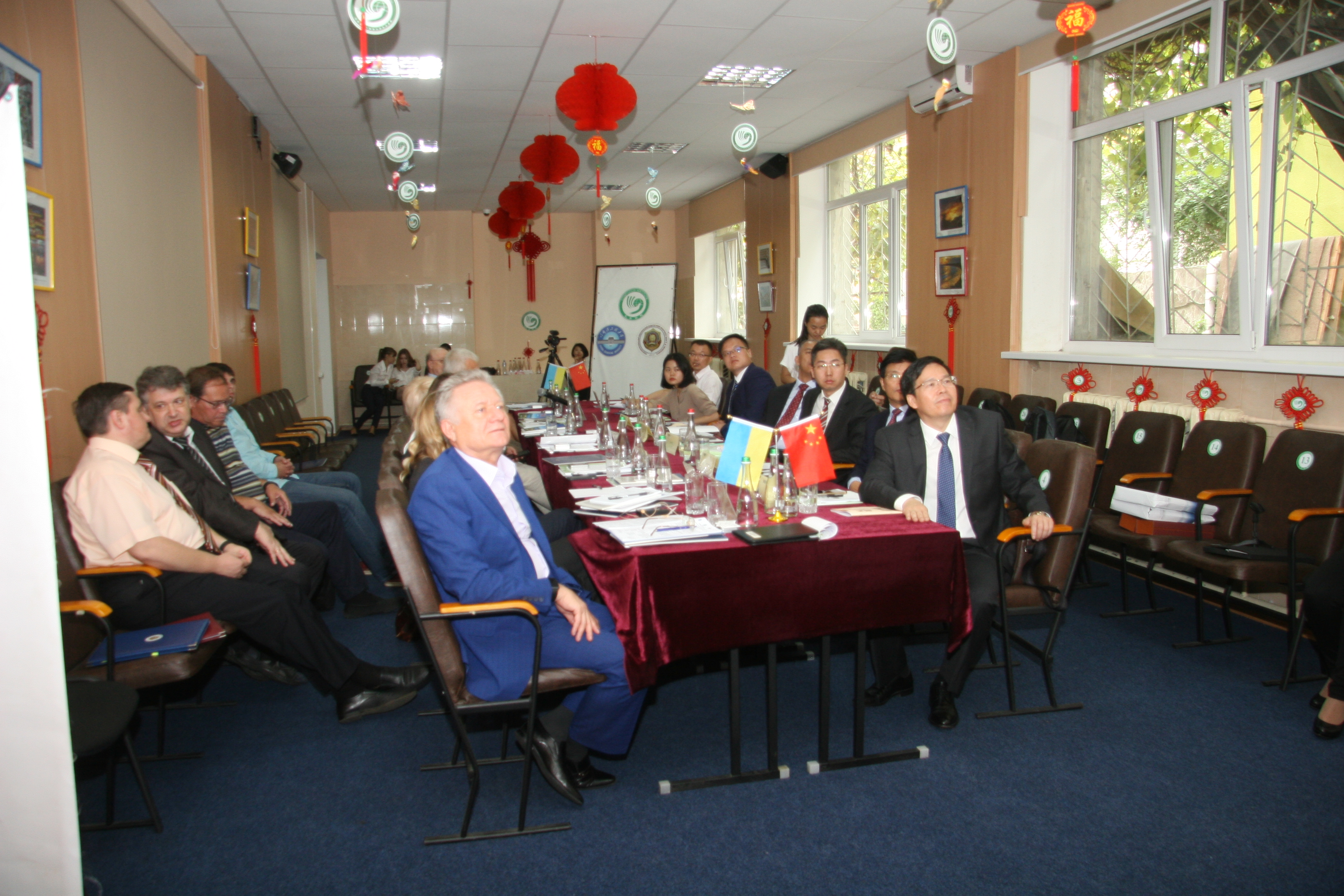
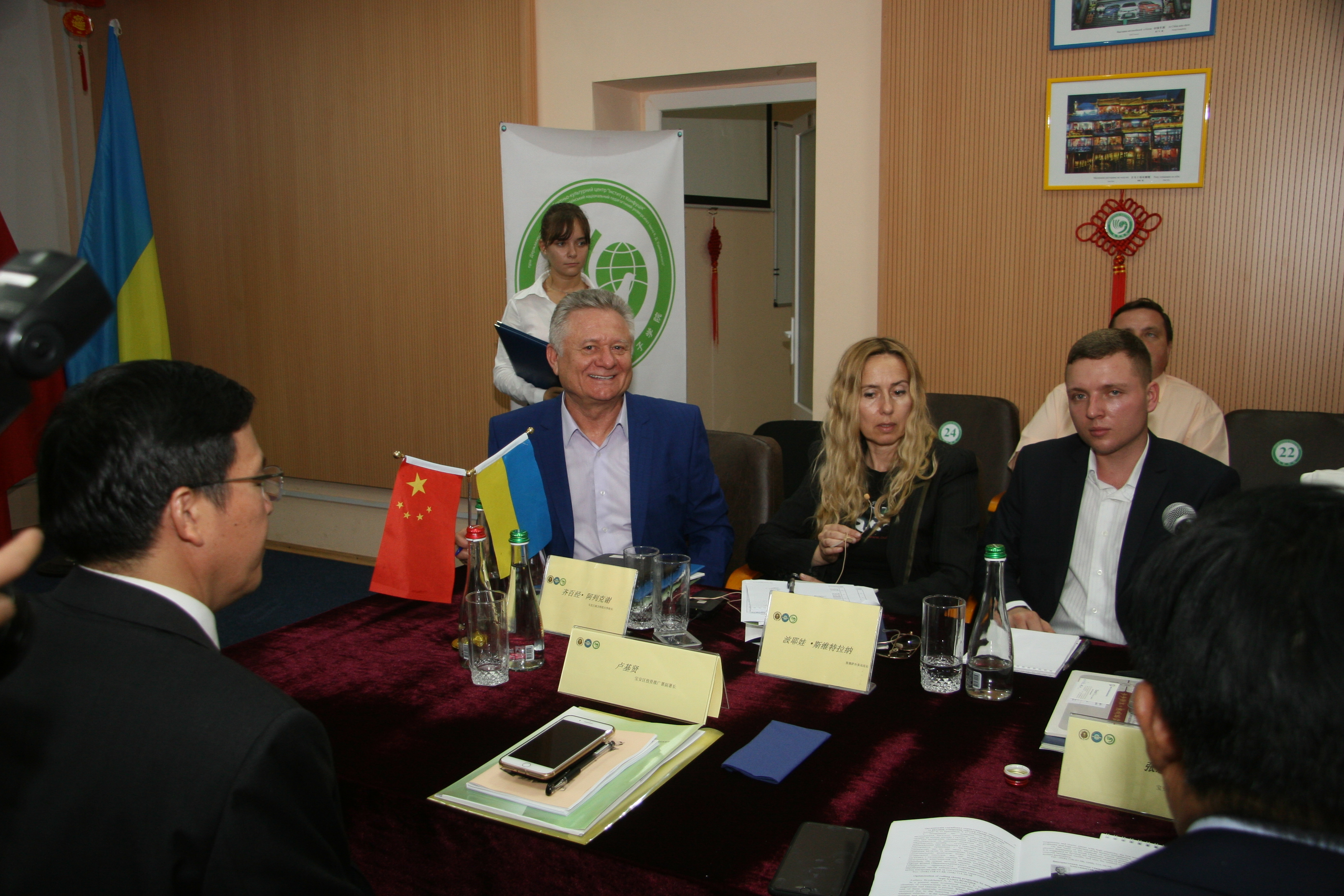
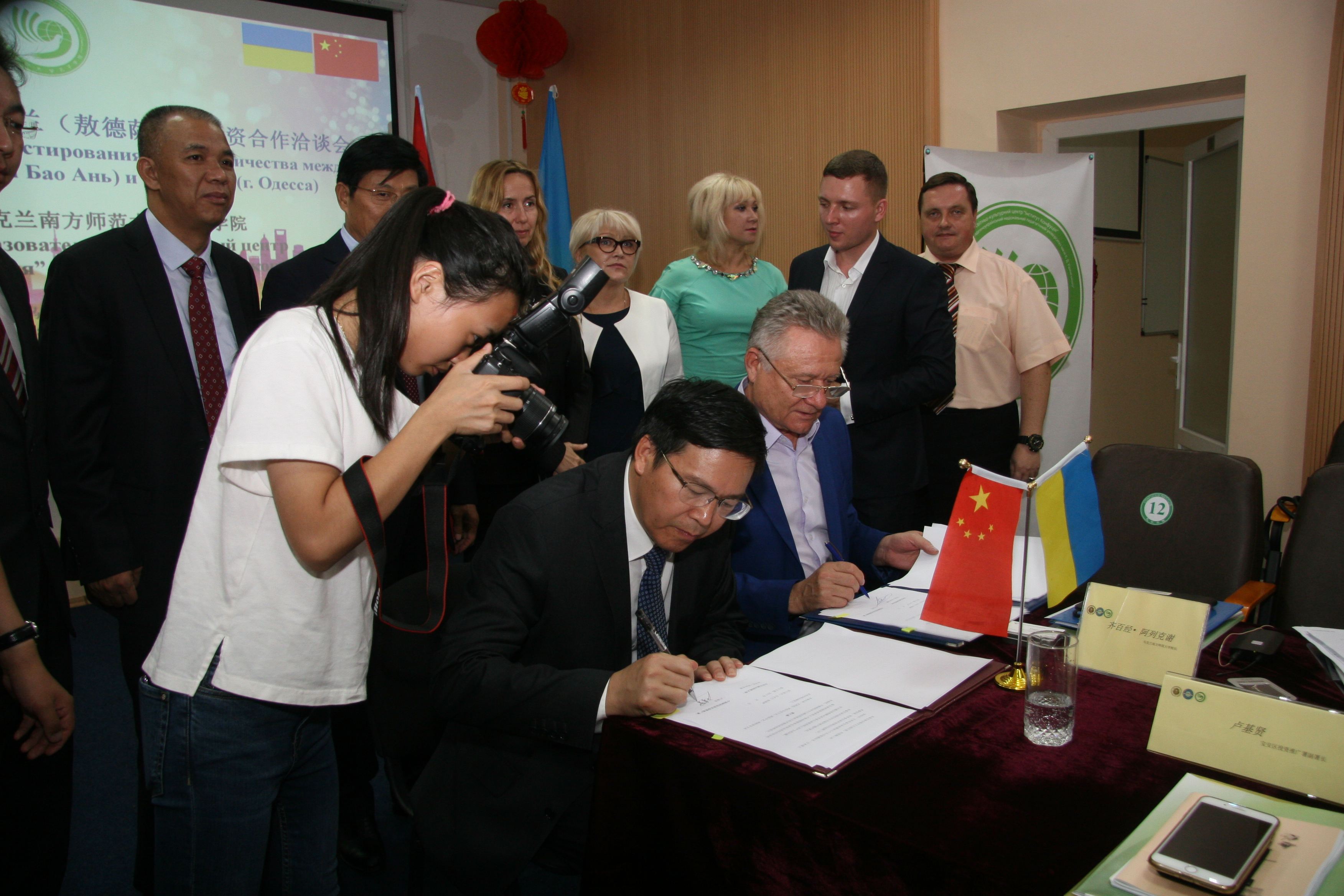

Зустріч з делегацією з Польщі. 2017 рік
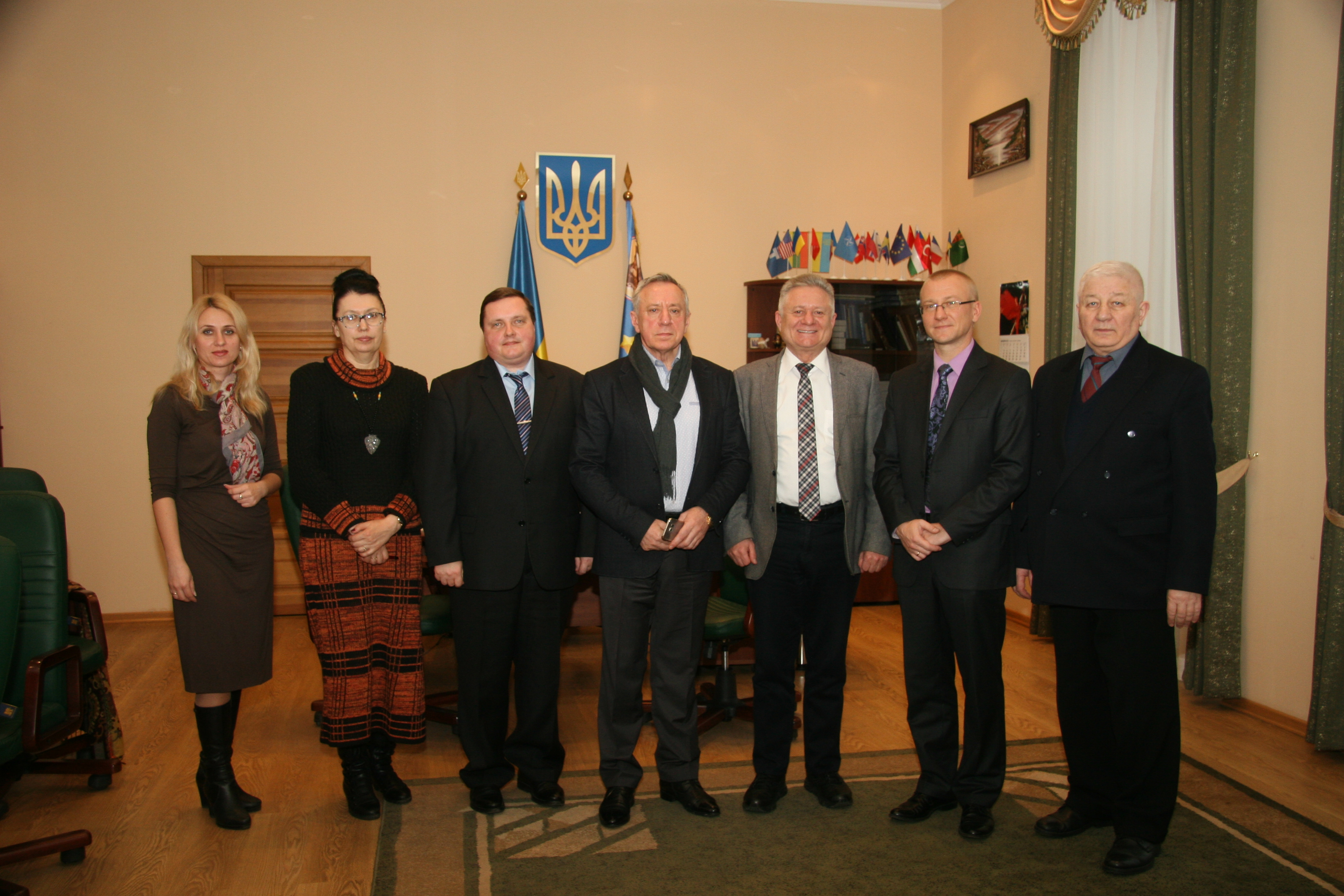
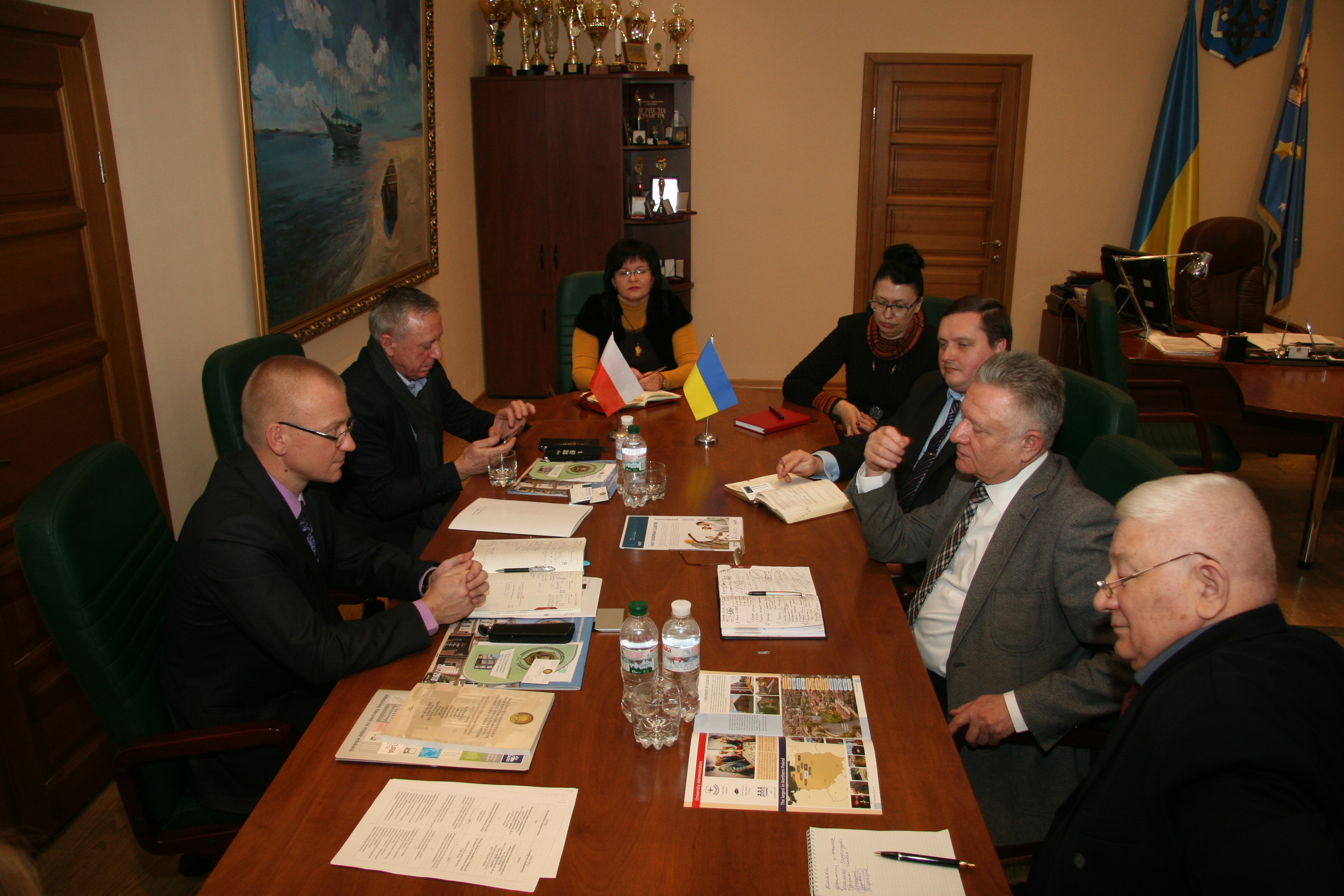

200-річчя Університету Ушинського. 2017 рік
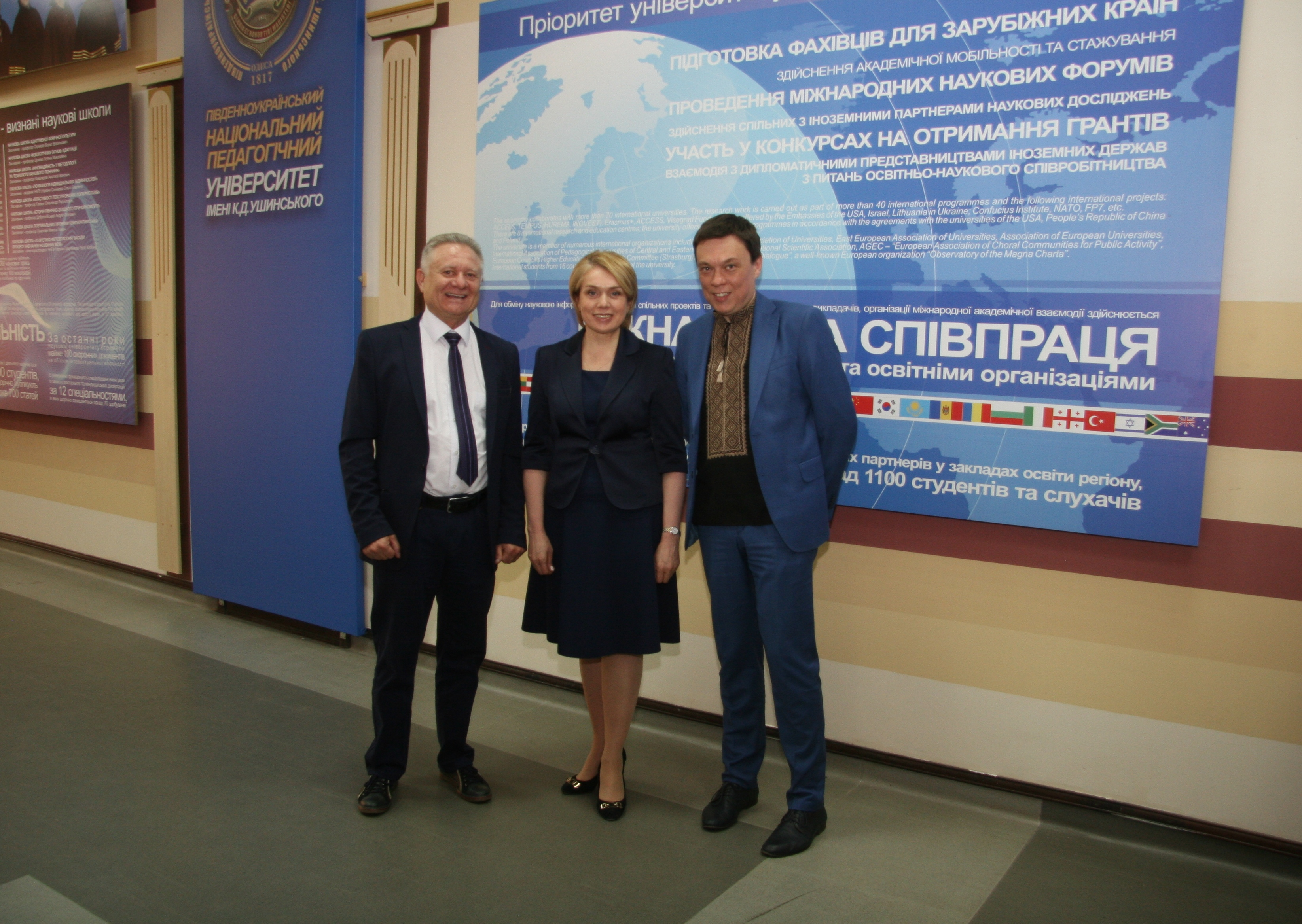
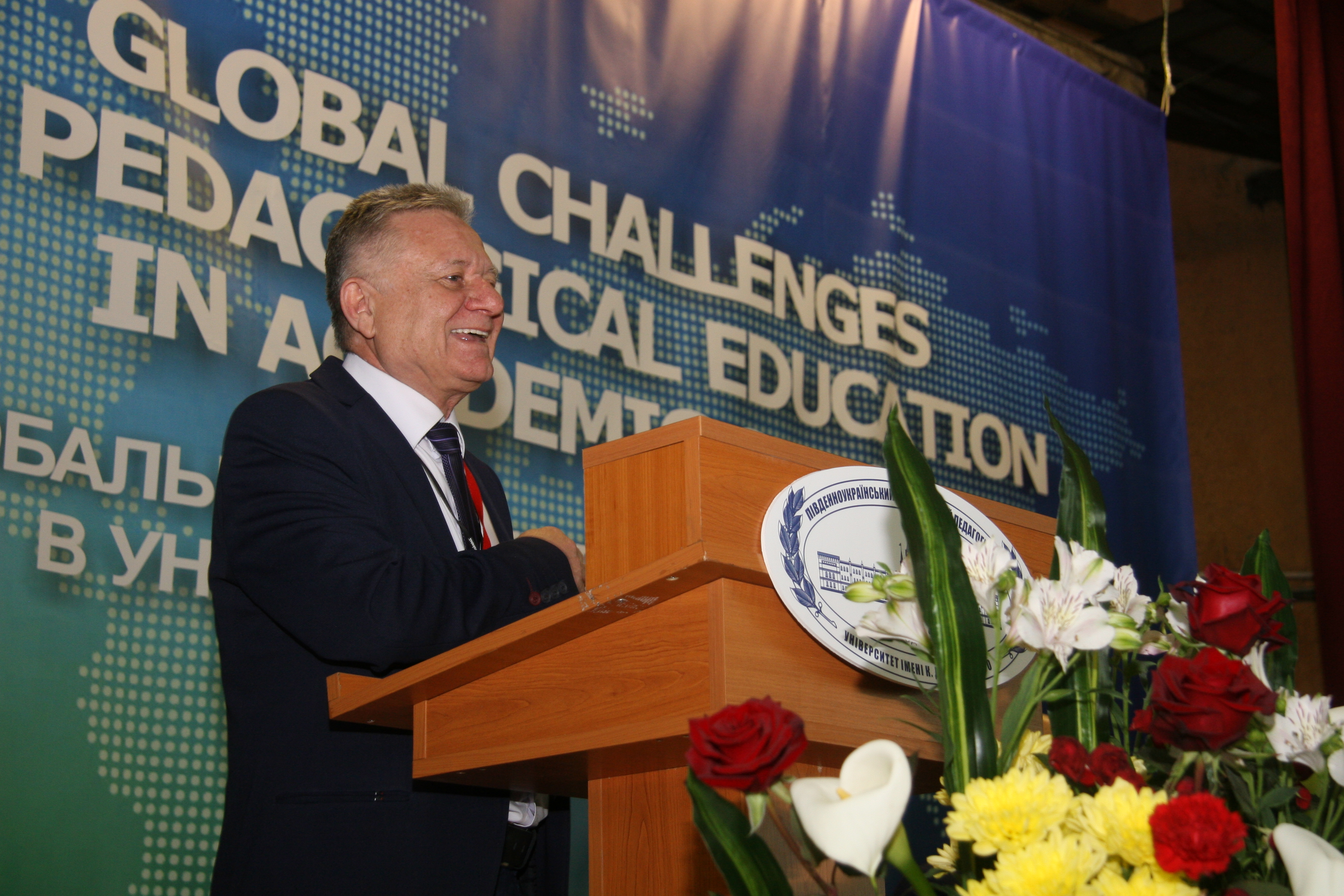
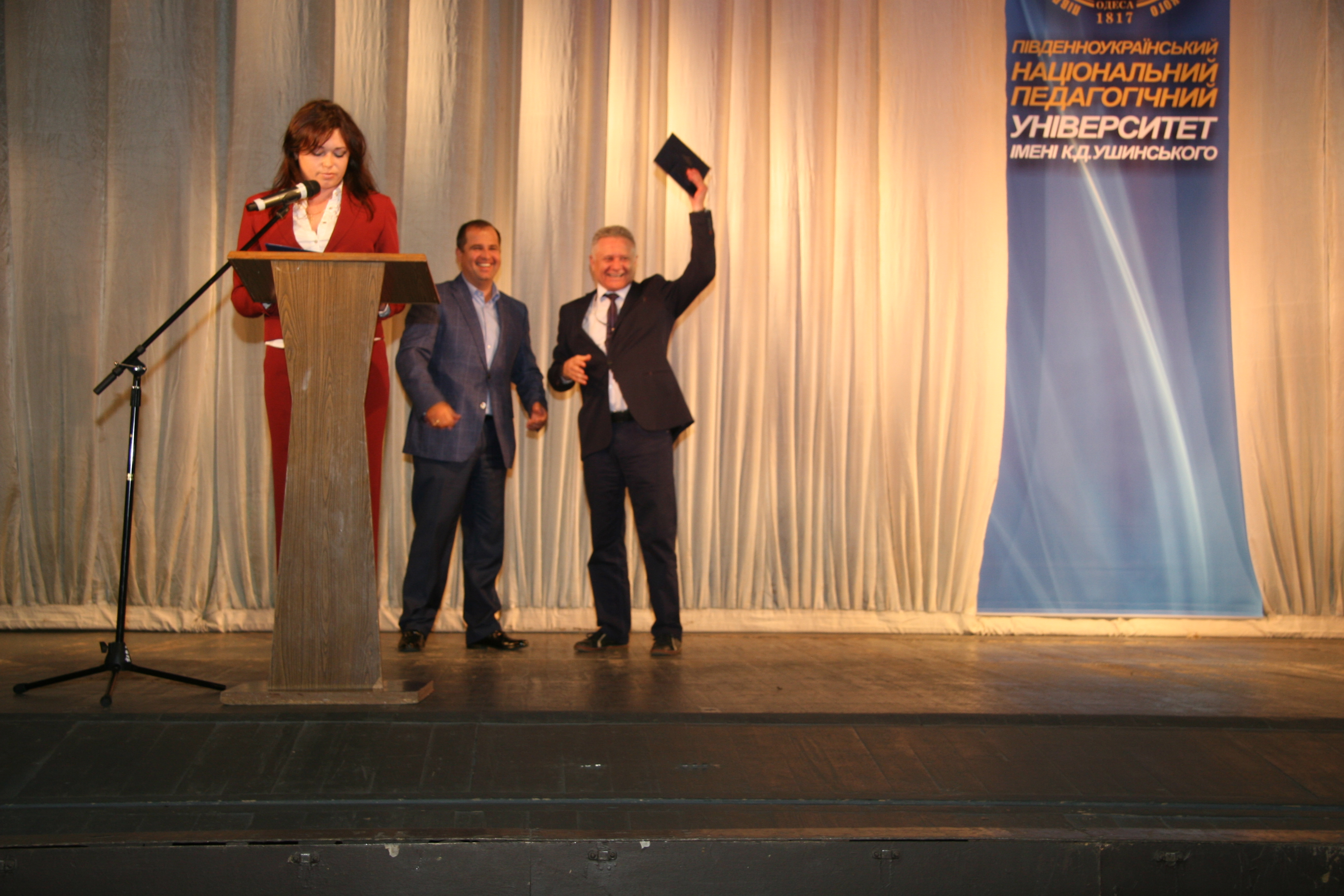
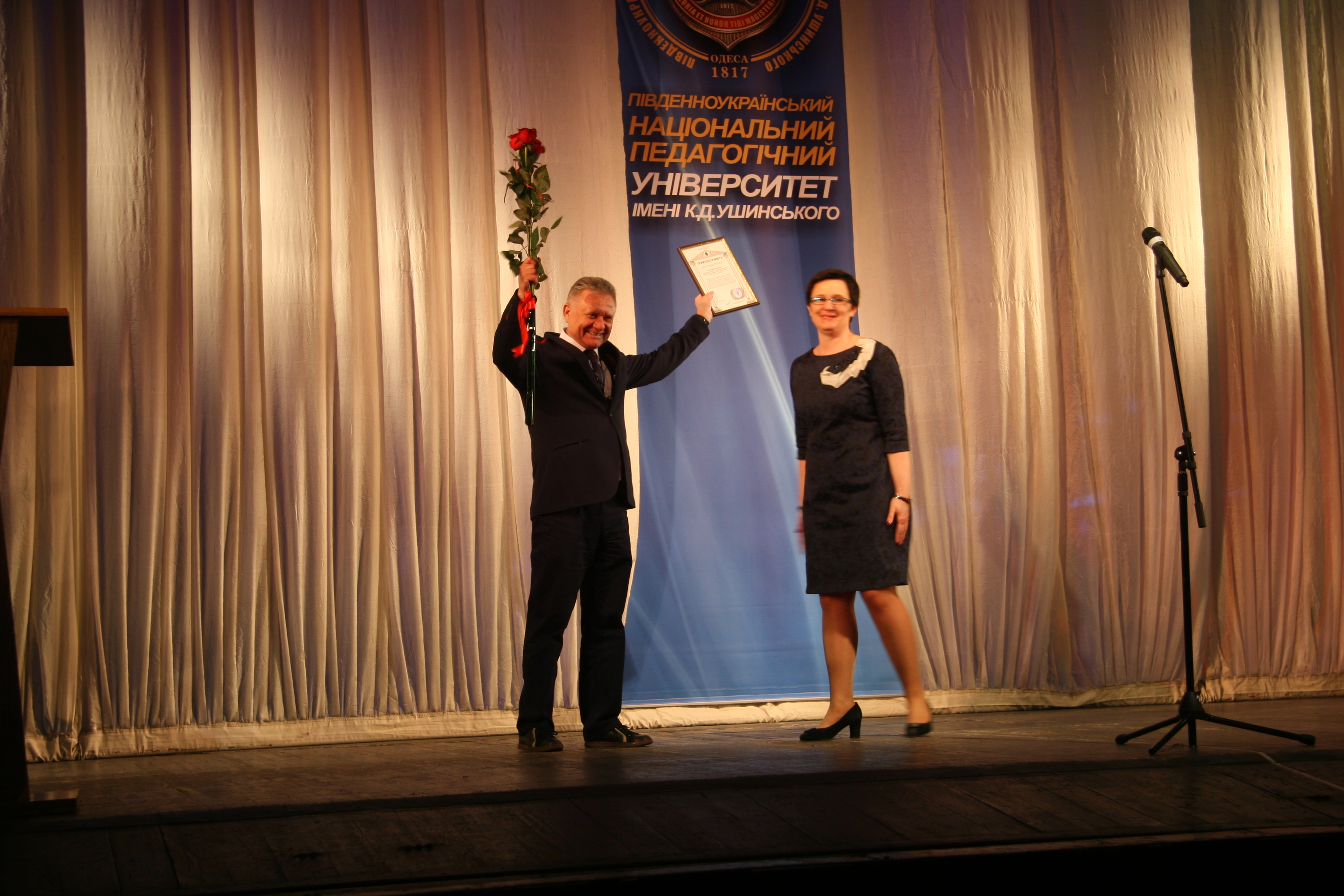
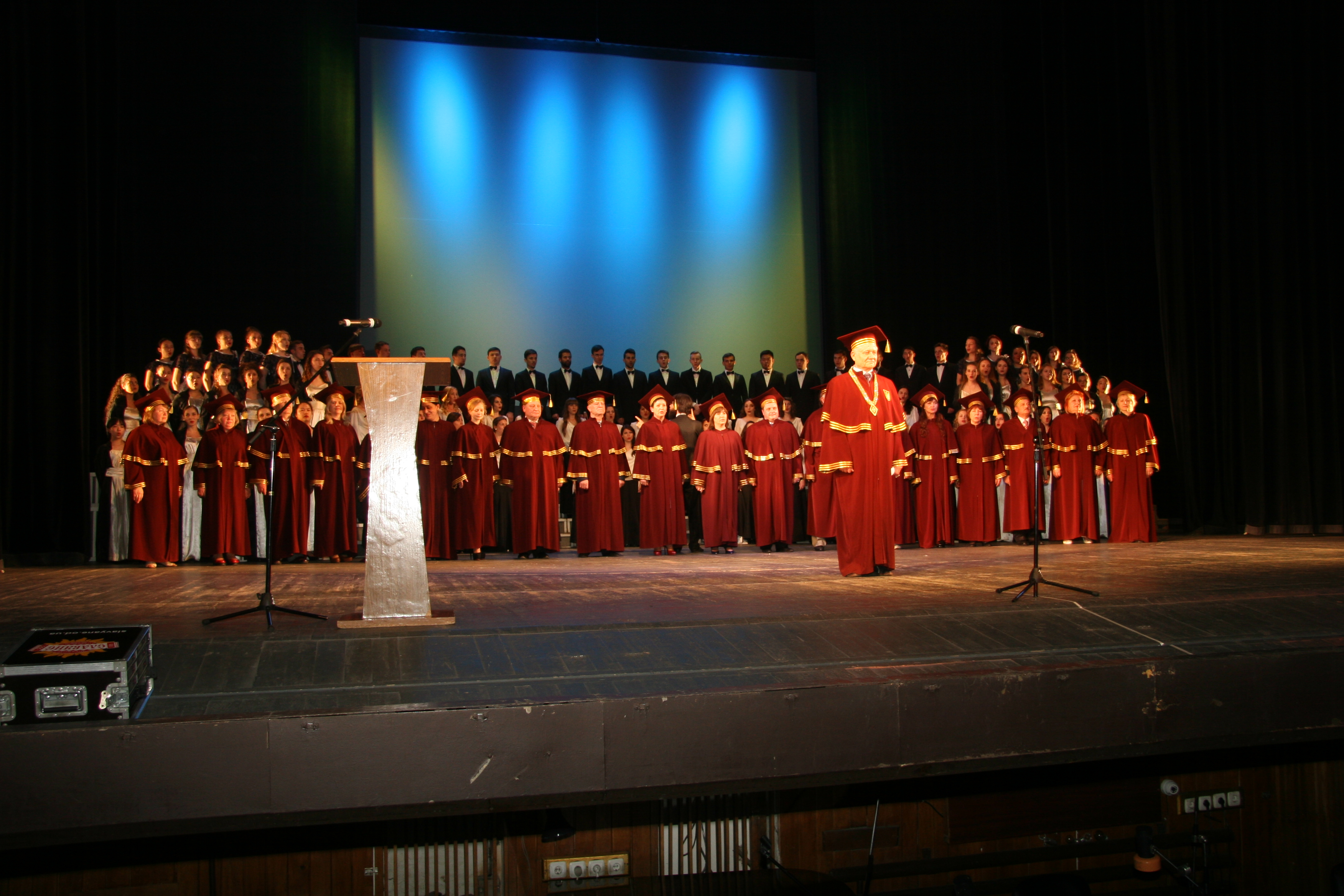
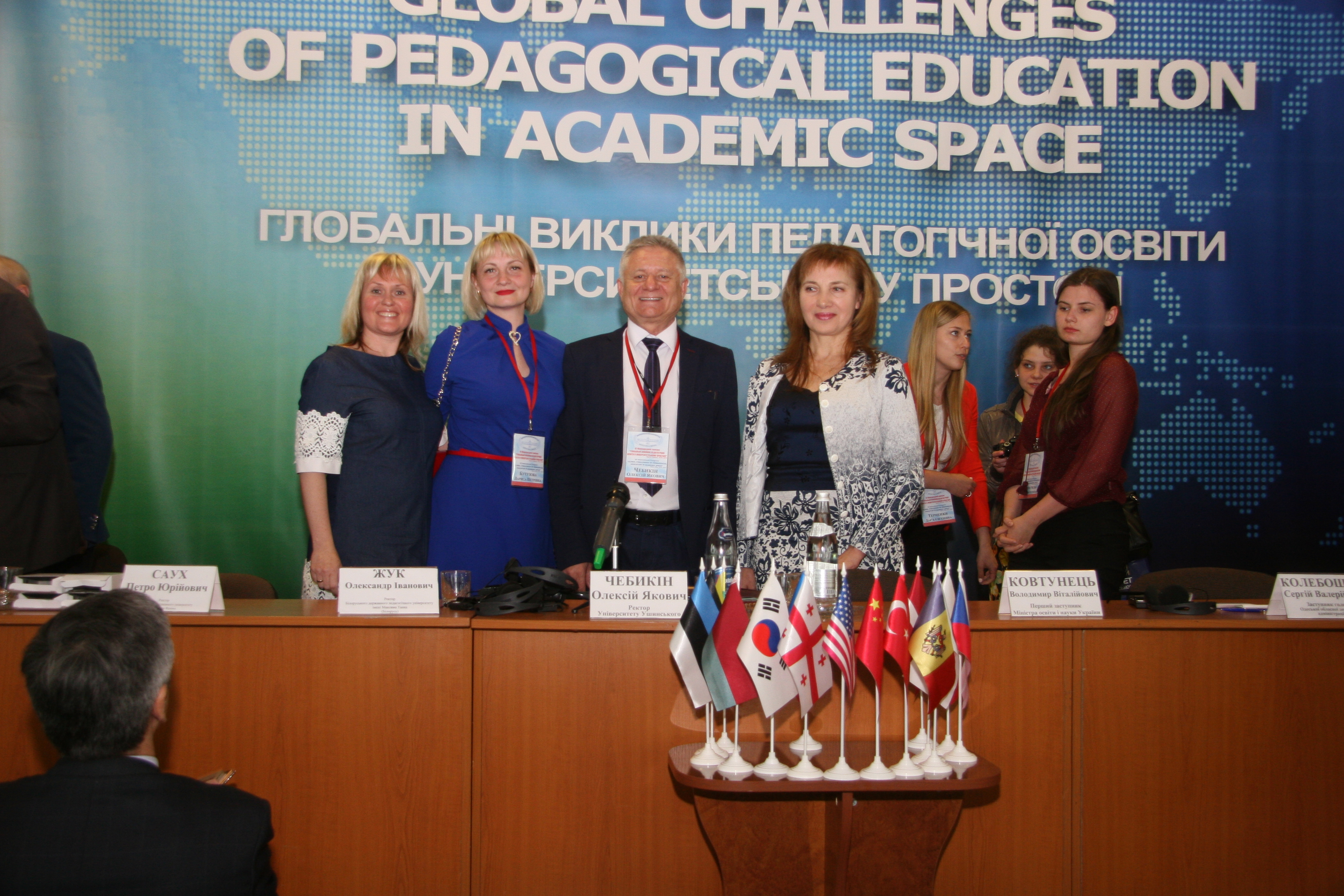
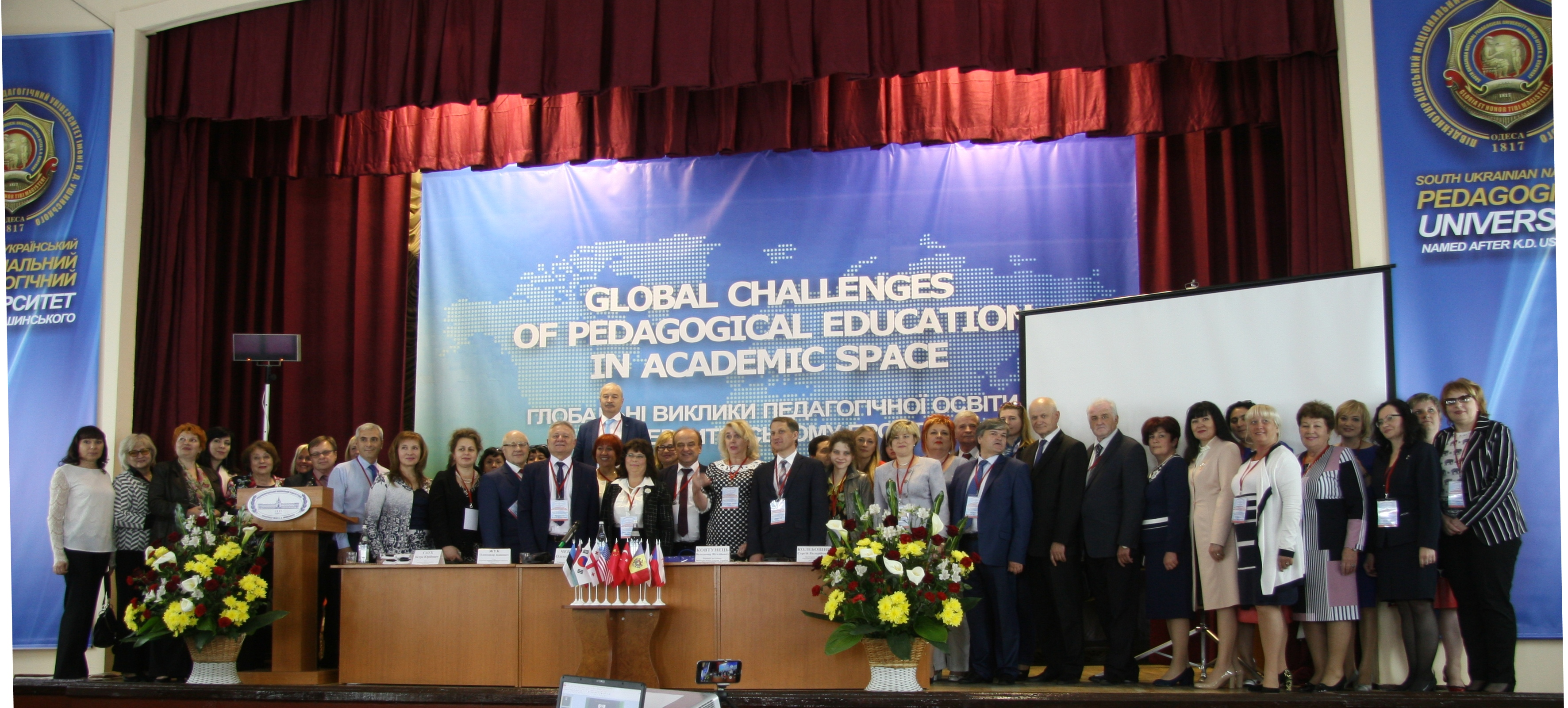
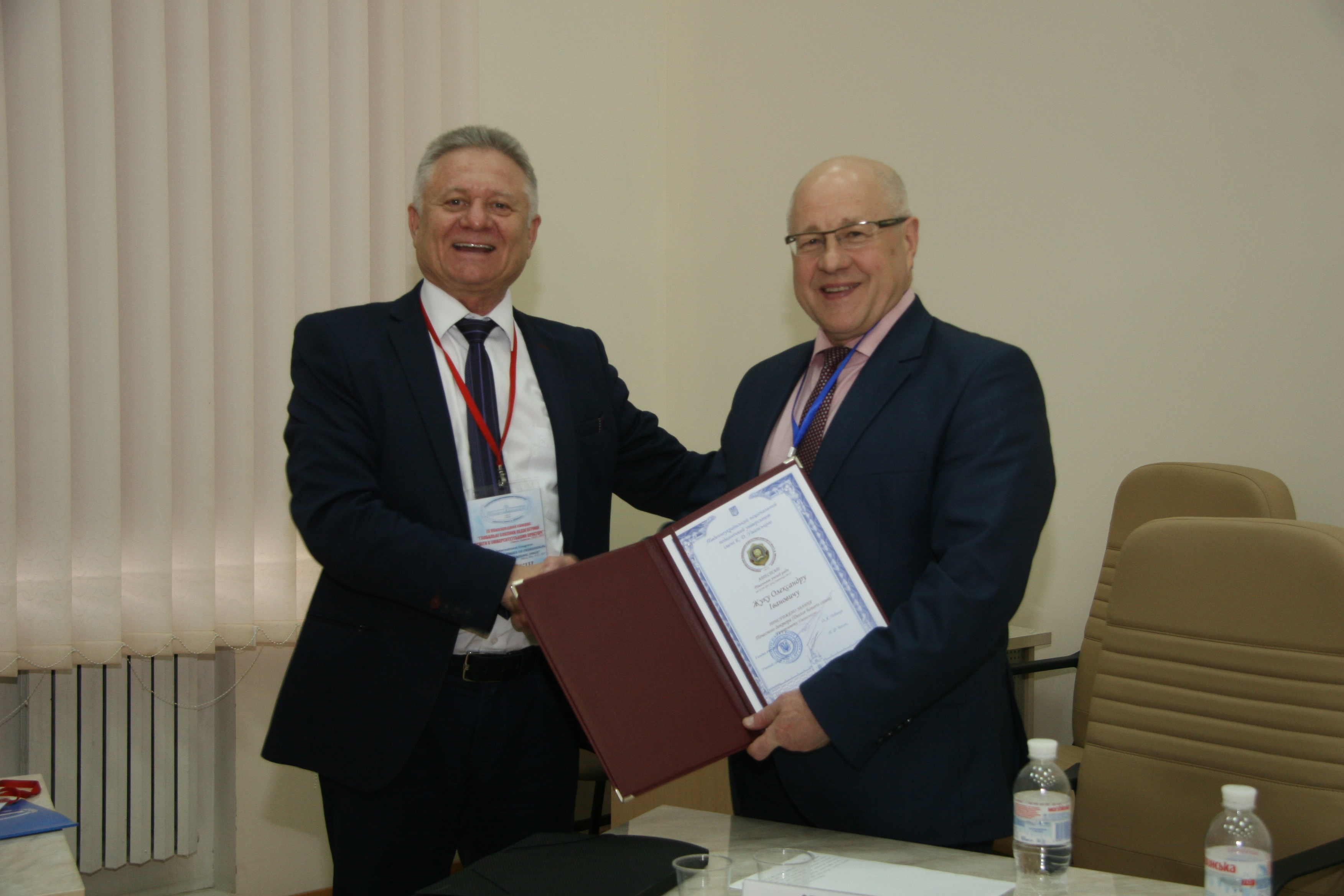
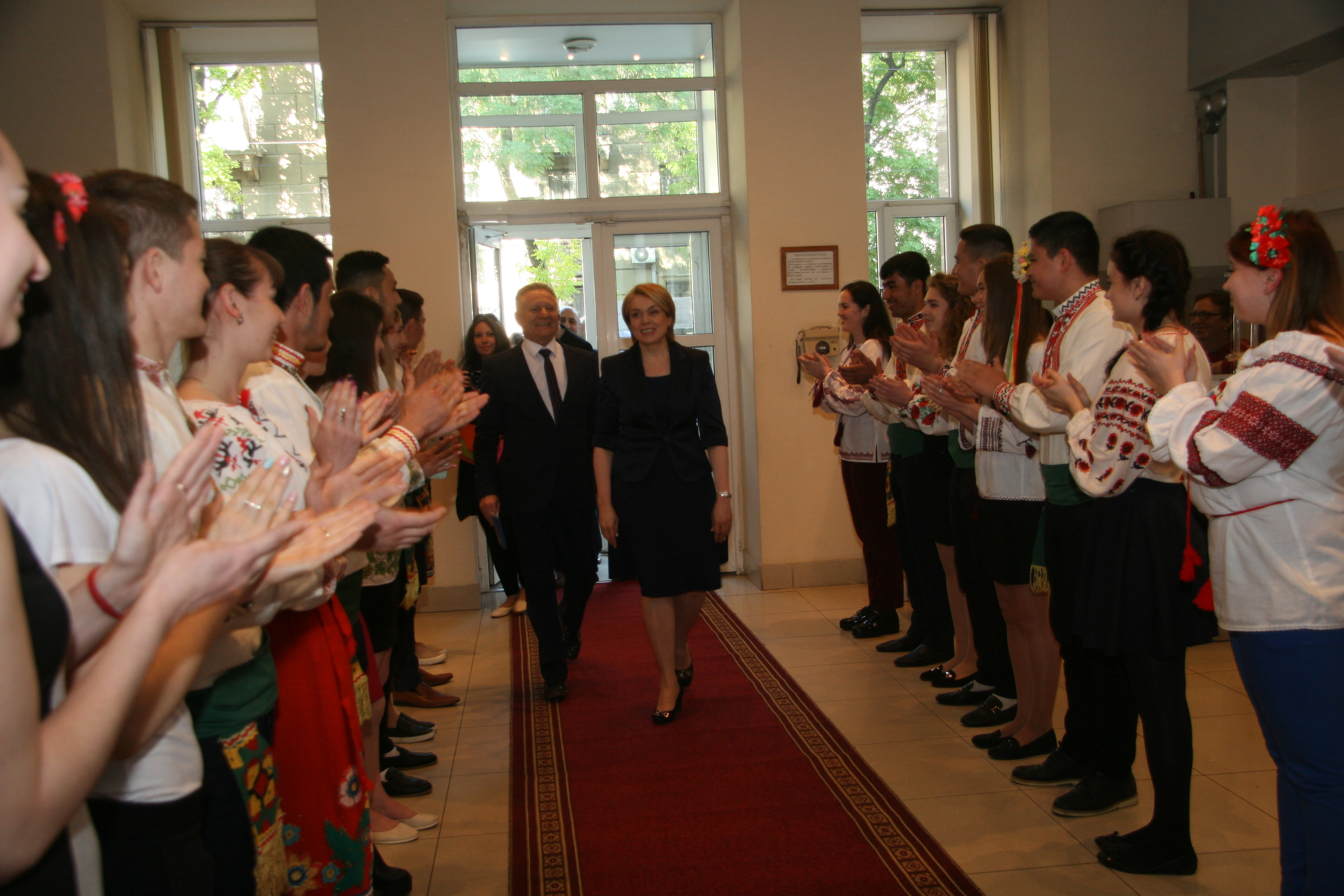
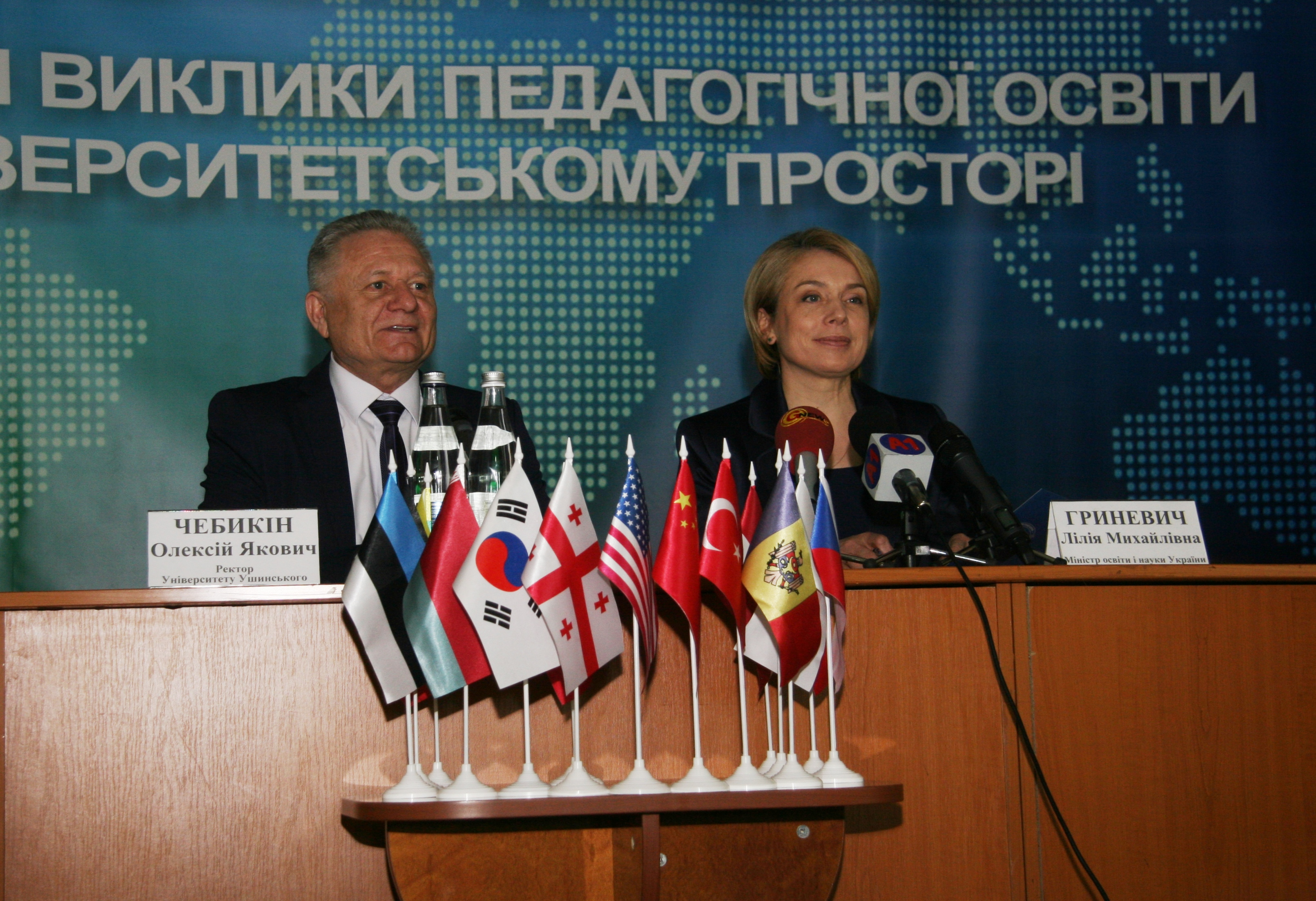
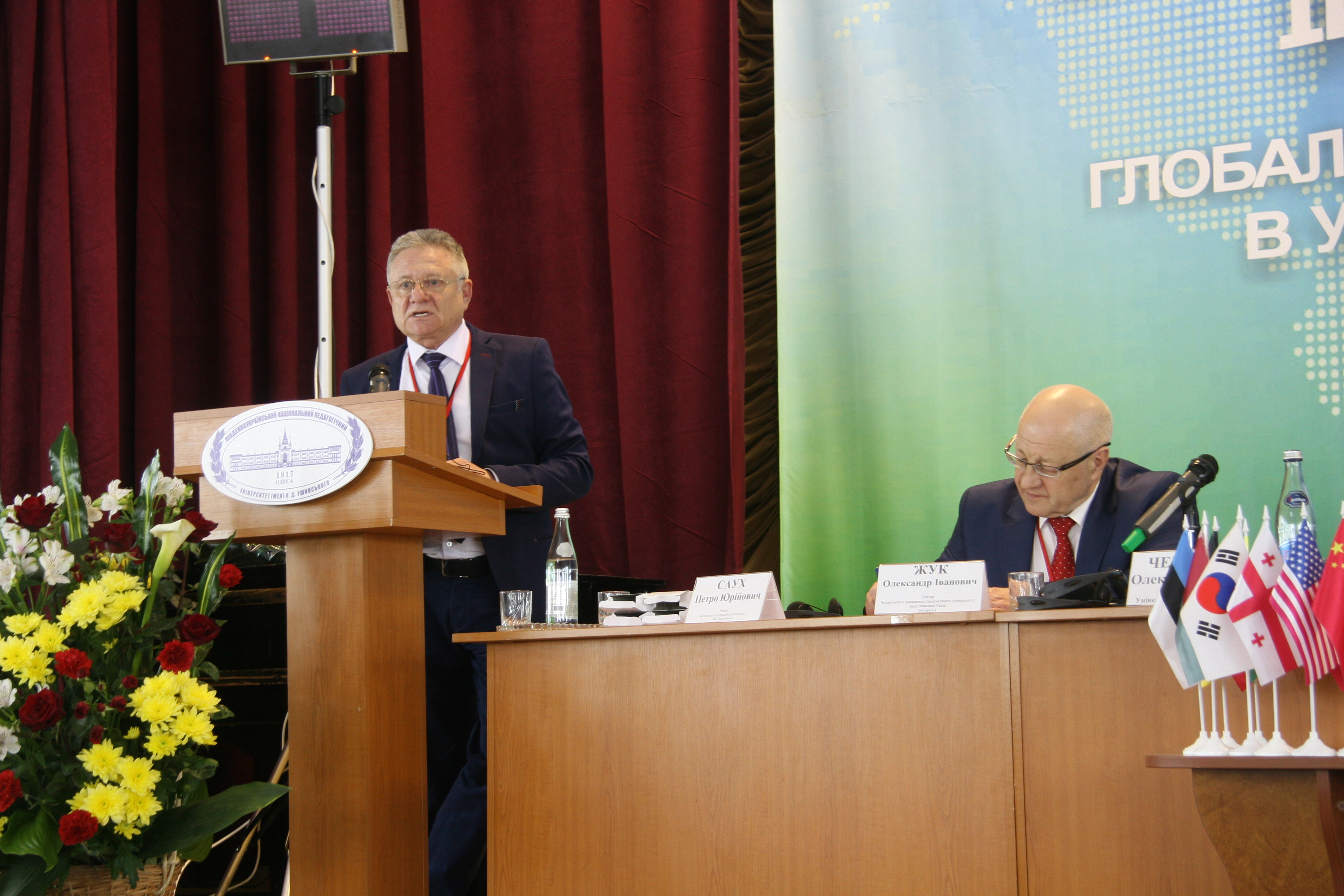
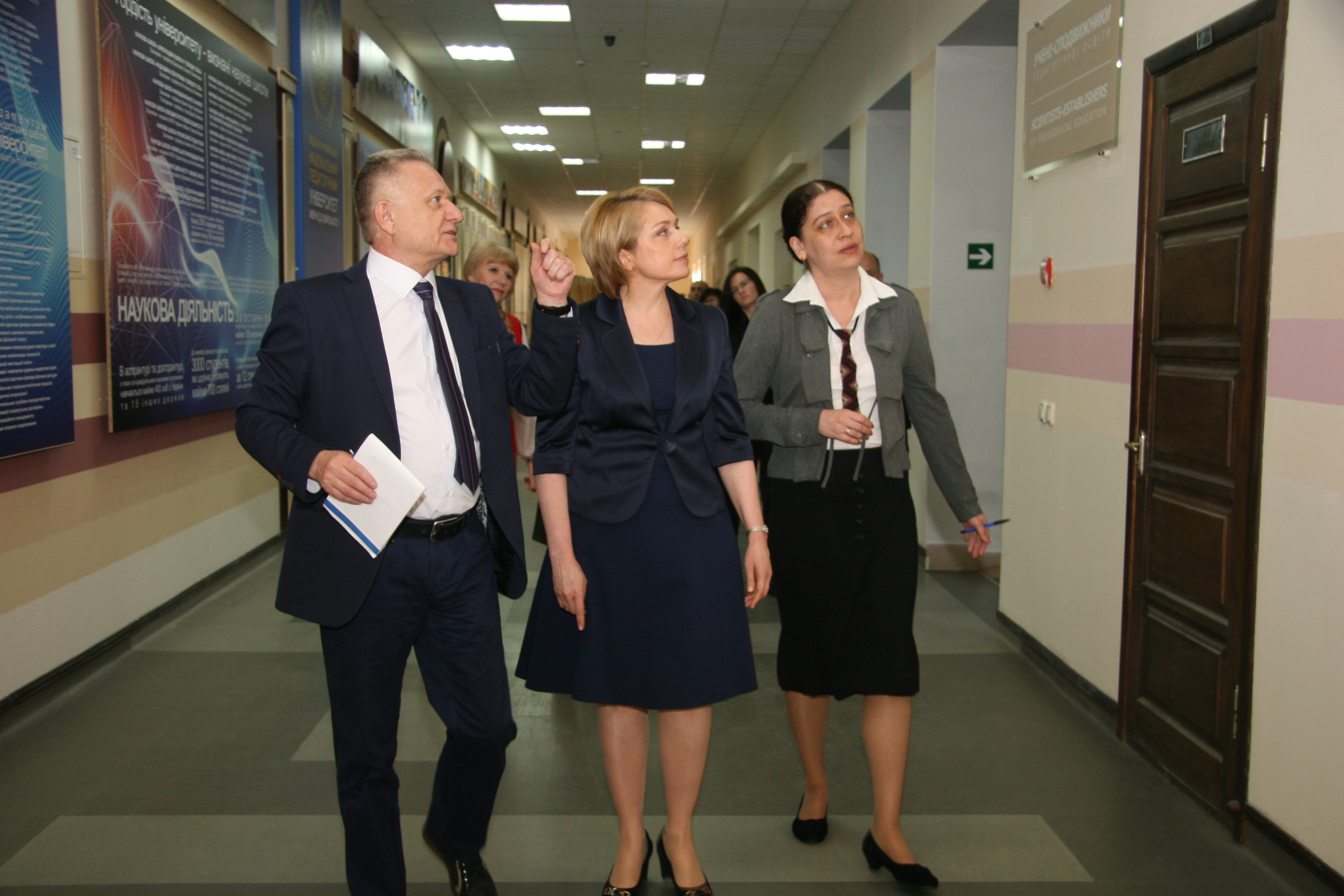
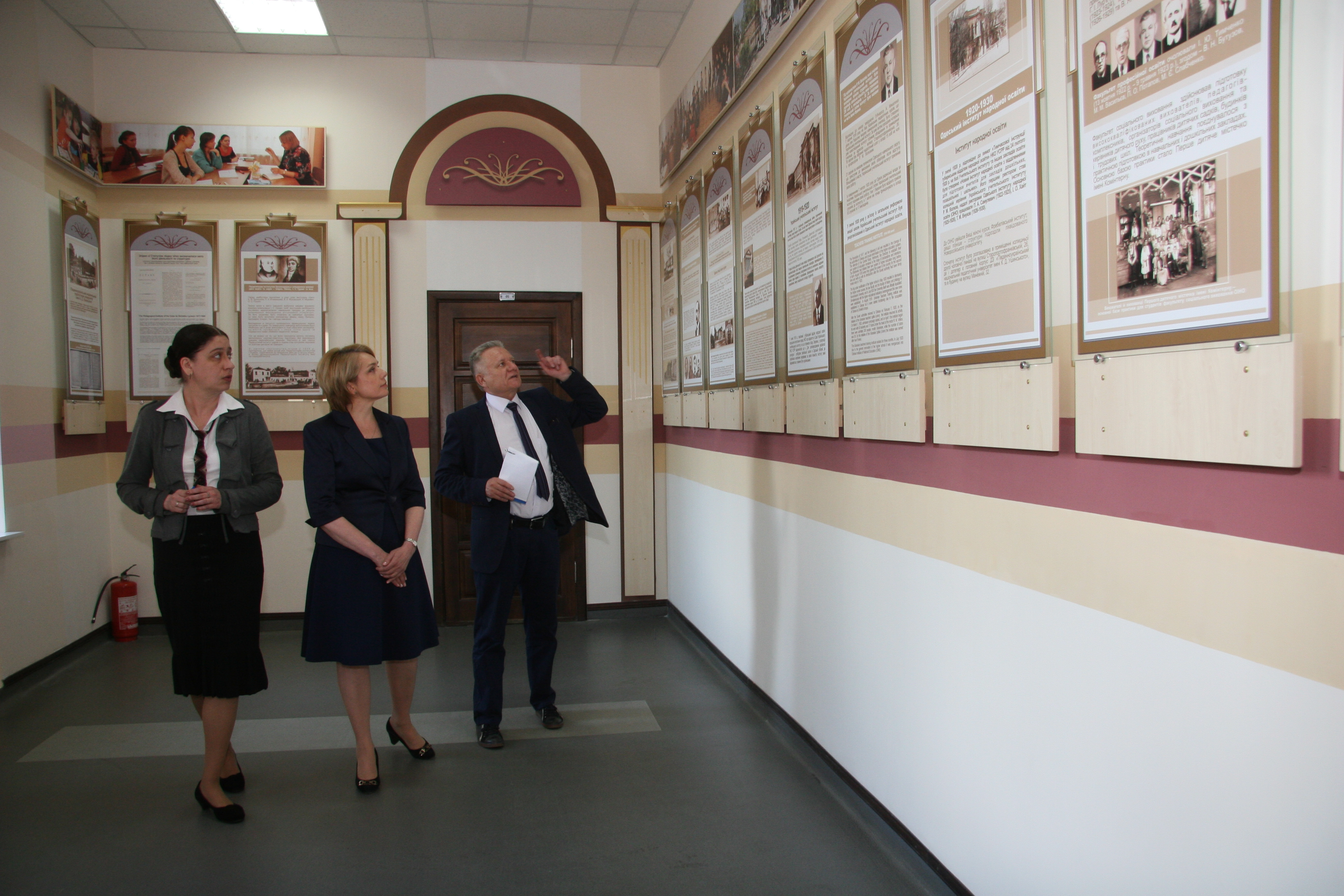
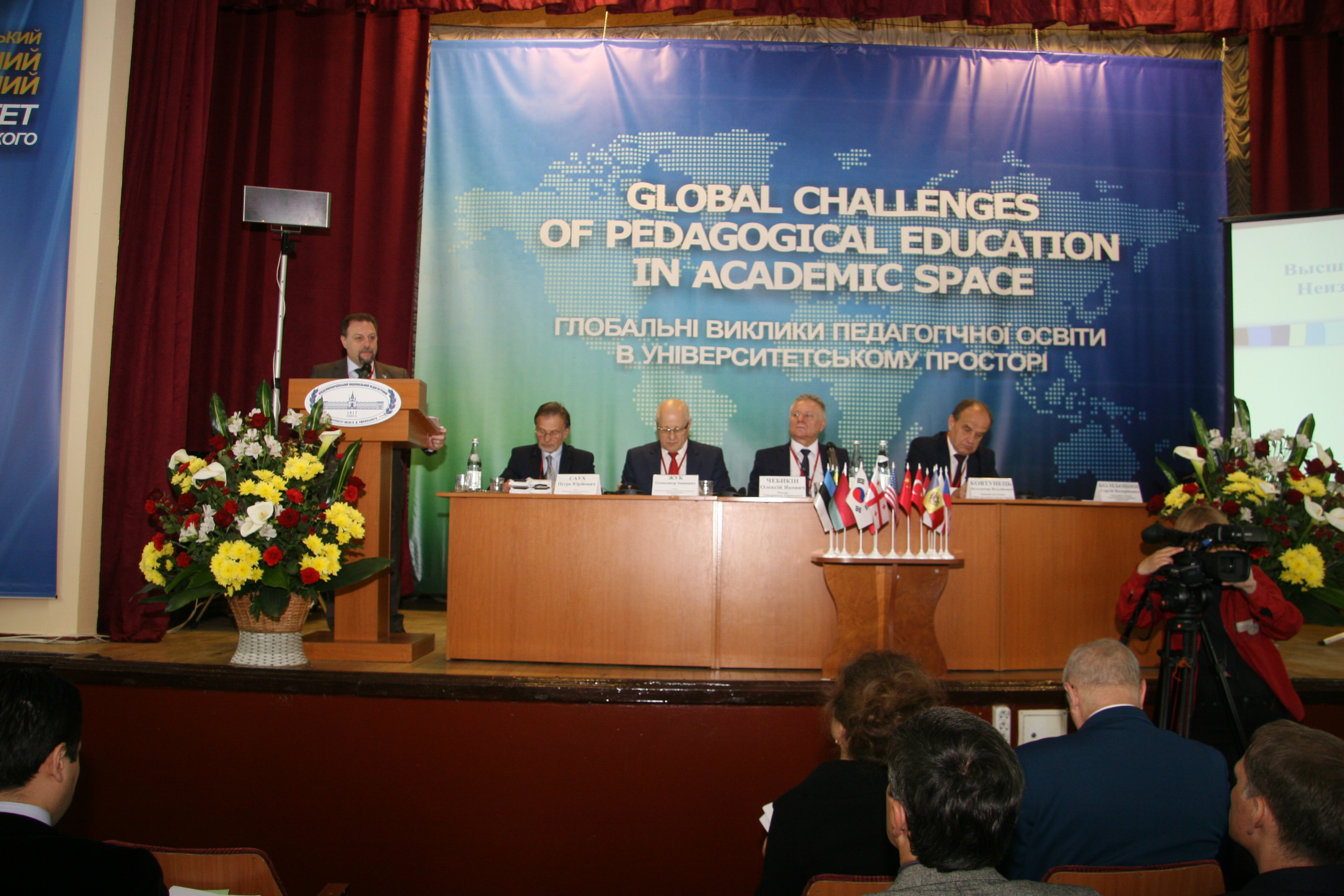
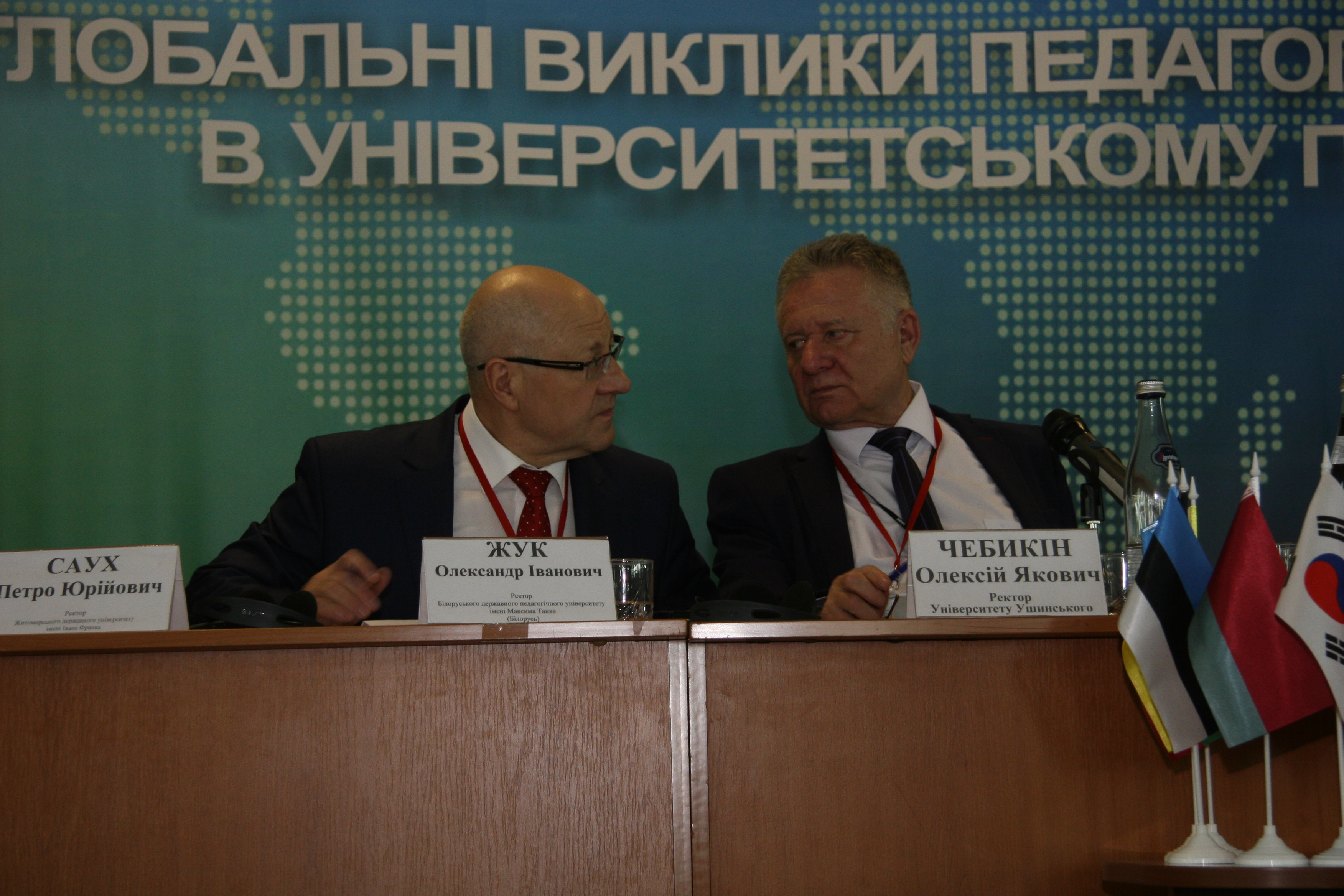

Український Католицький Університет. Львів. 2018 рік
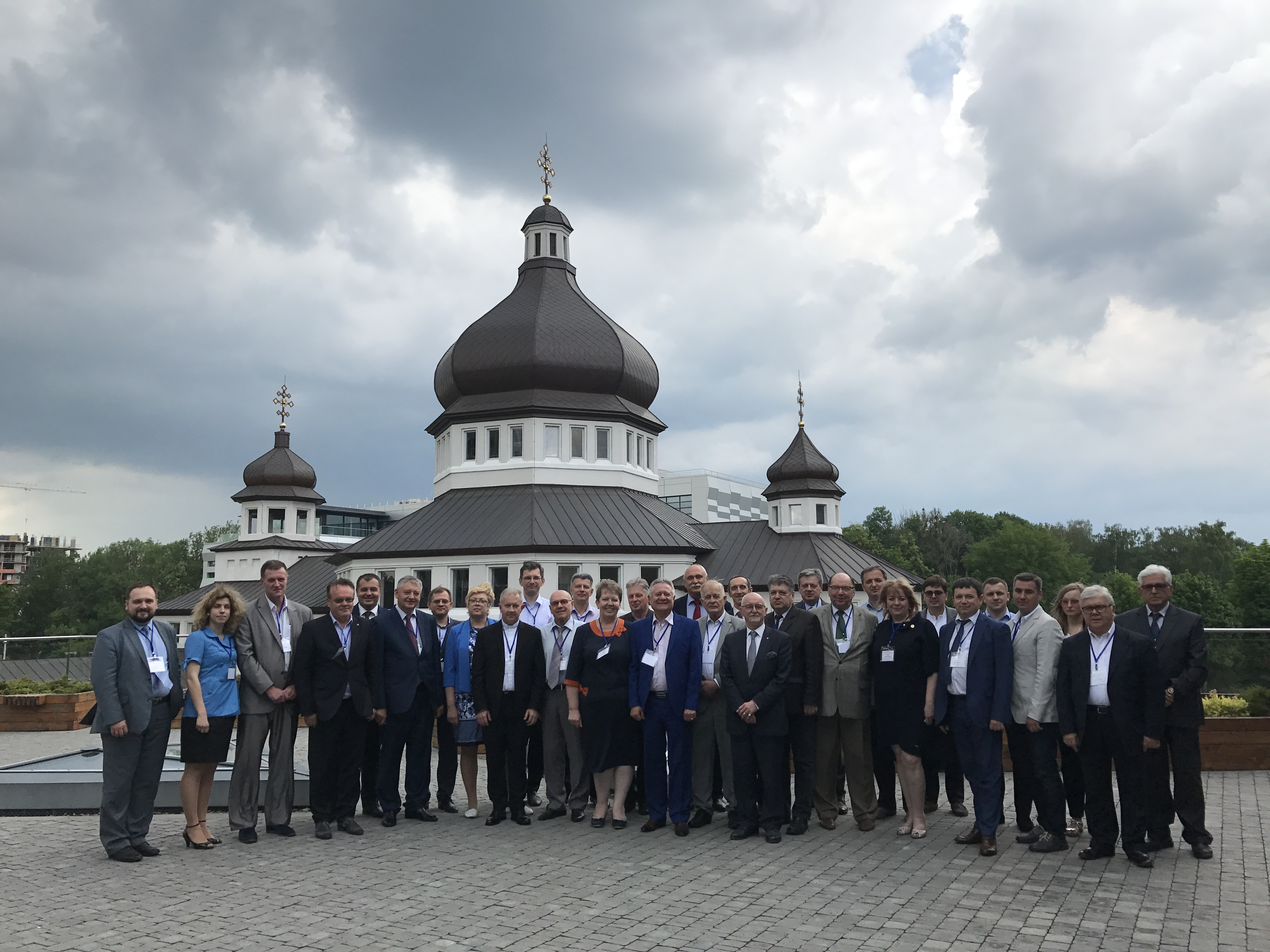

Освітньо-культурний центр «Інститут Конфуція» Університету Ушинського 2018 рік
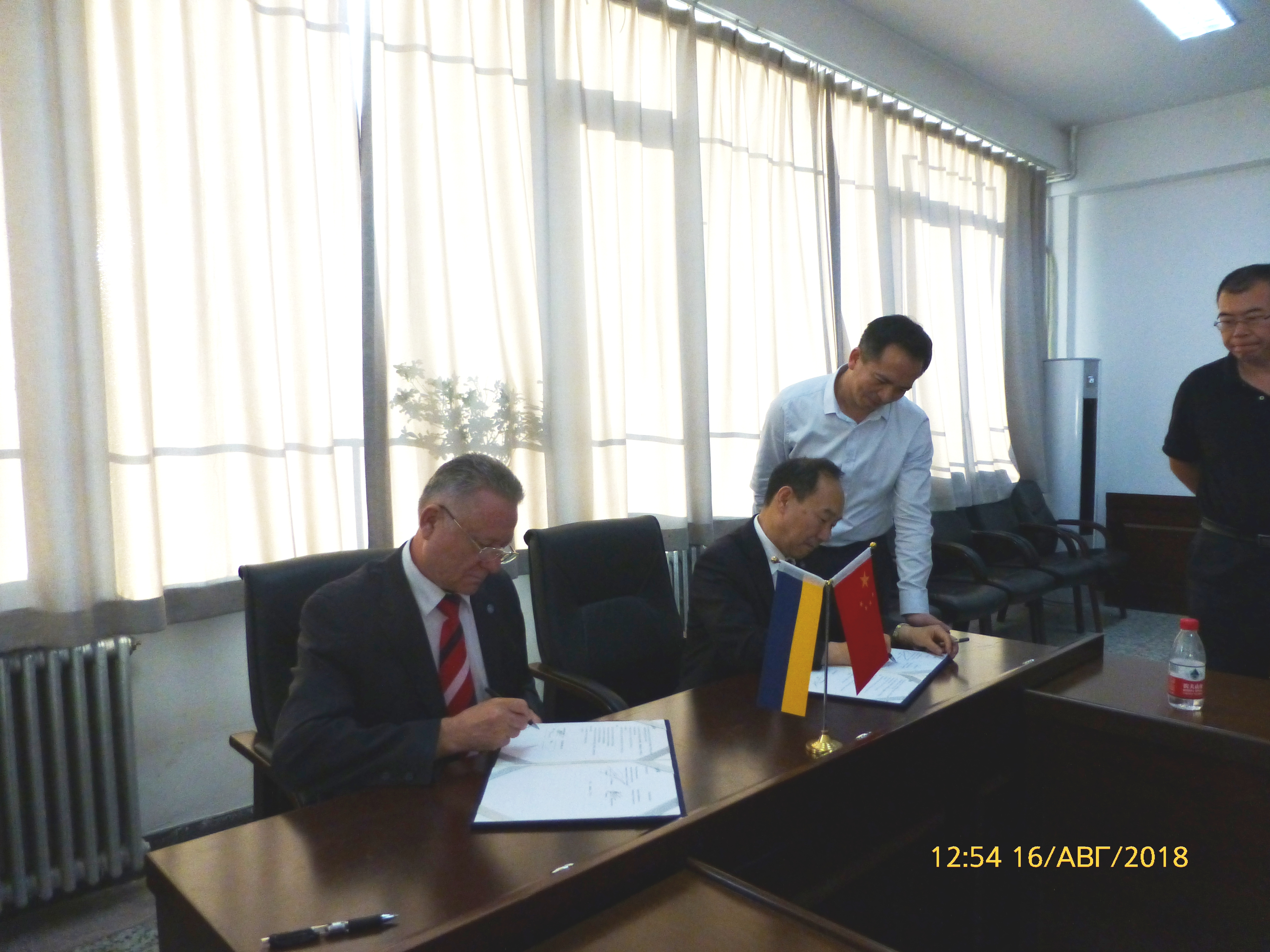
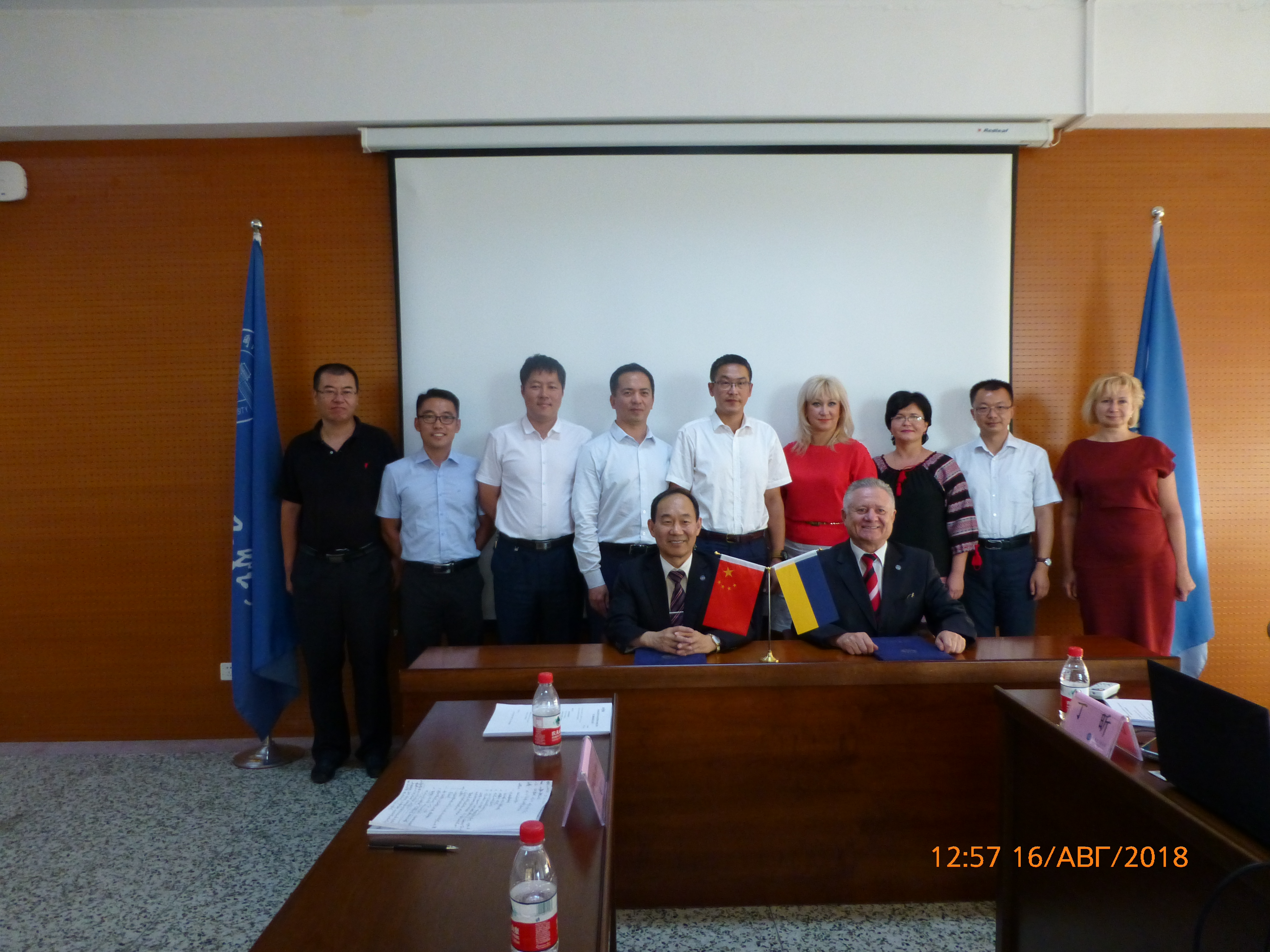

Зустріч з послом Туркменії. 2018 рік
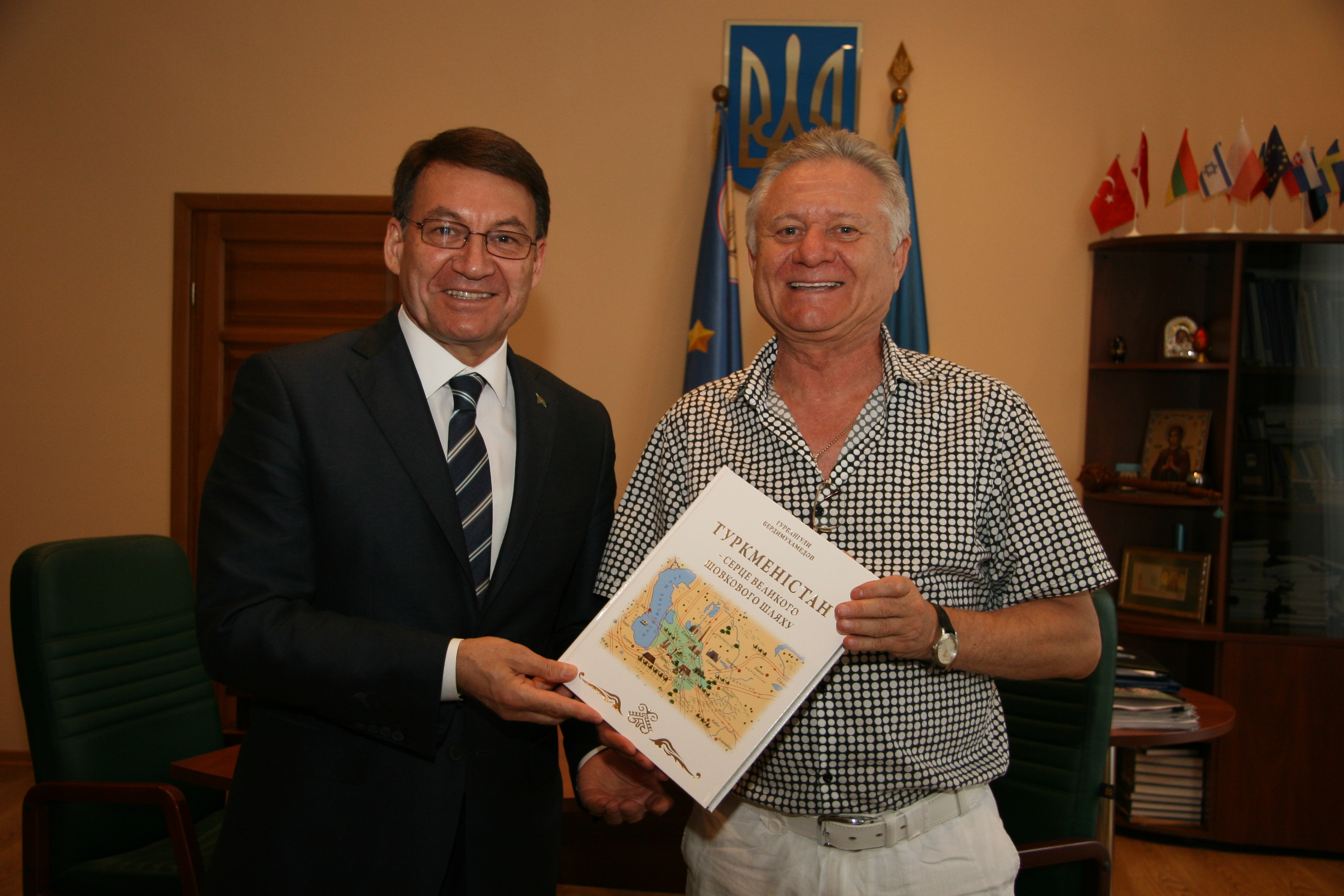

Збори трудового колективу Університету Ушинського 2019 рік
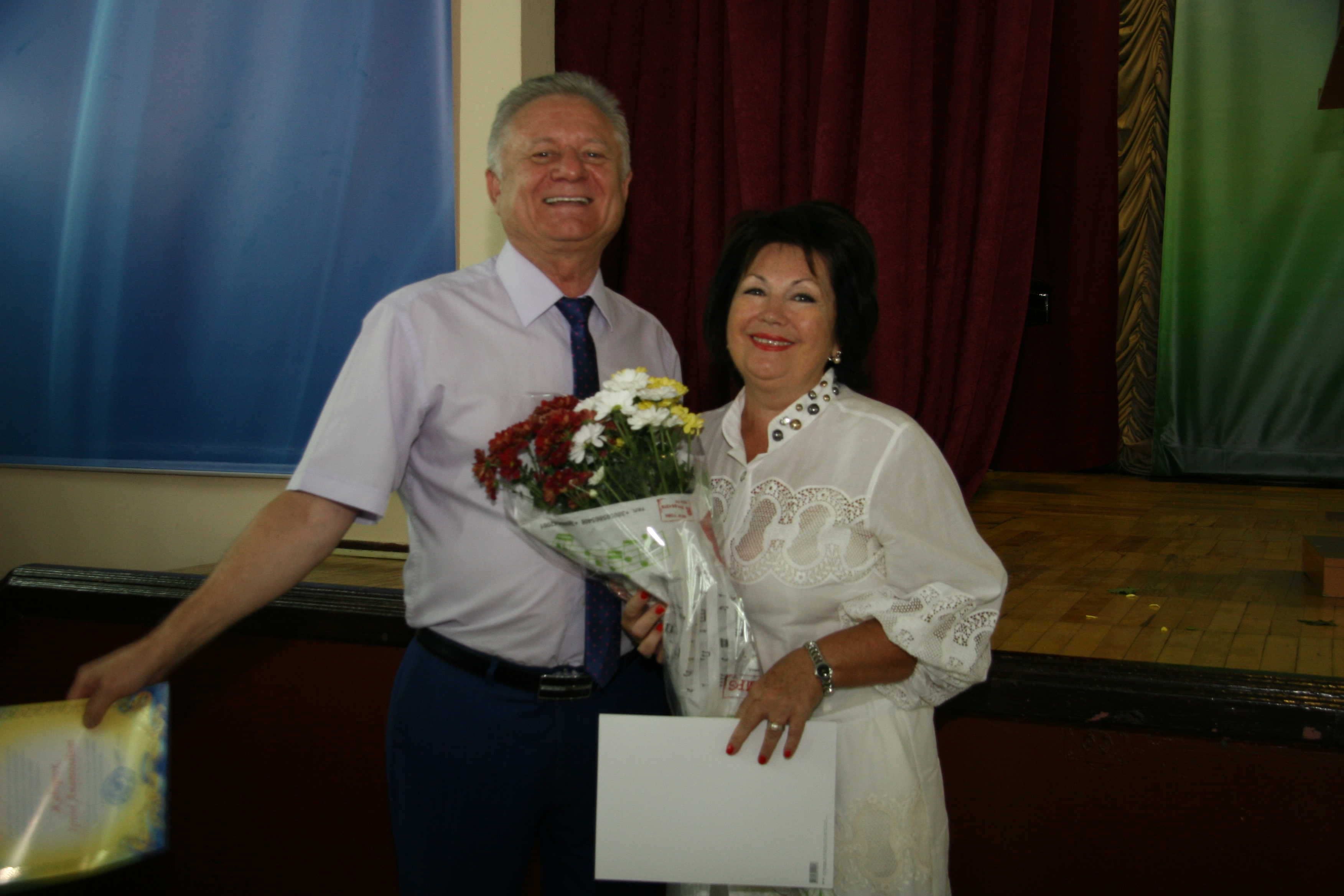
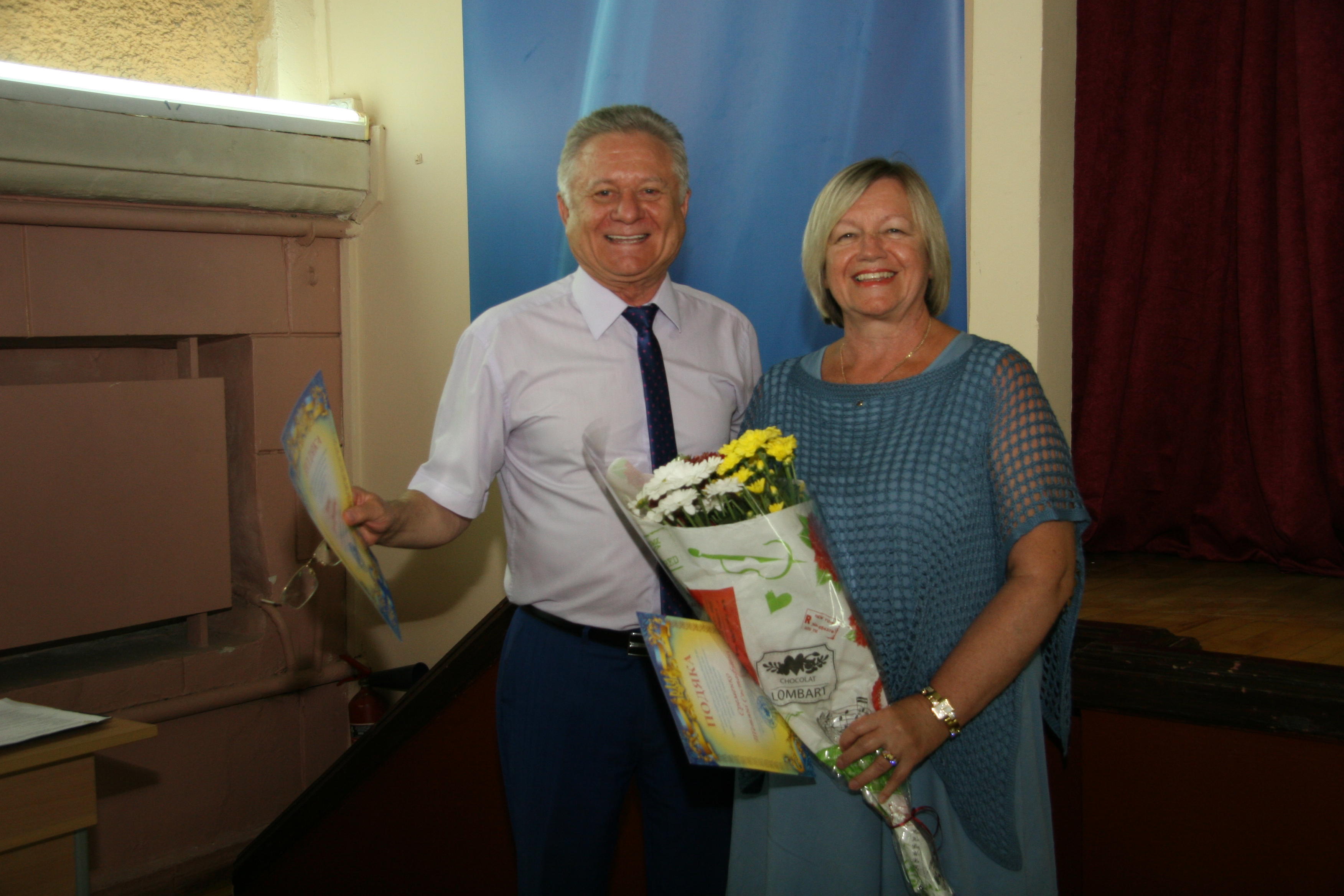
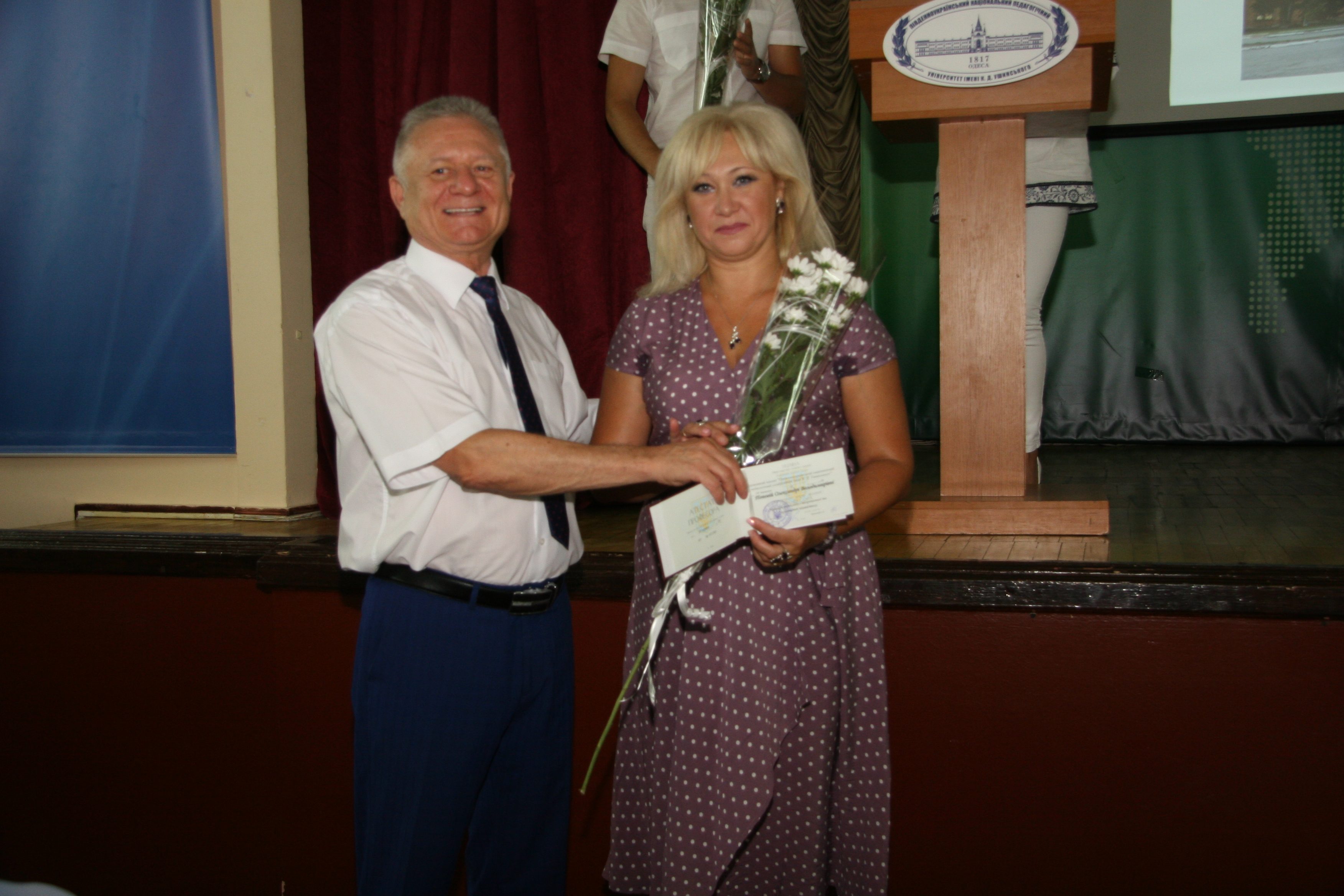
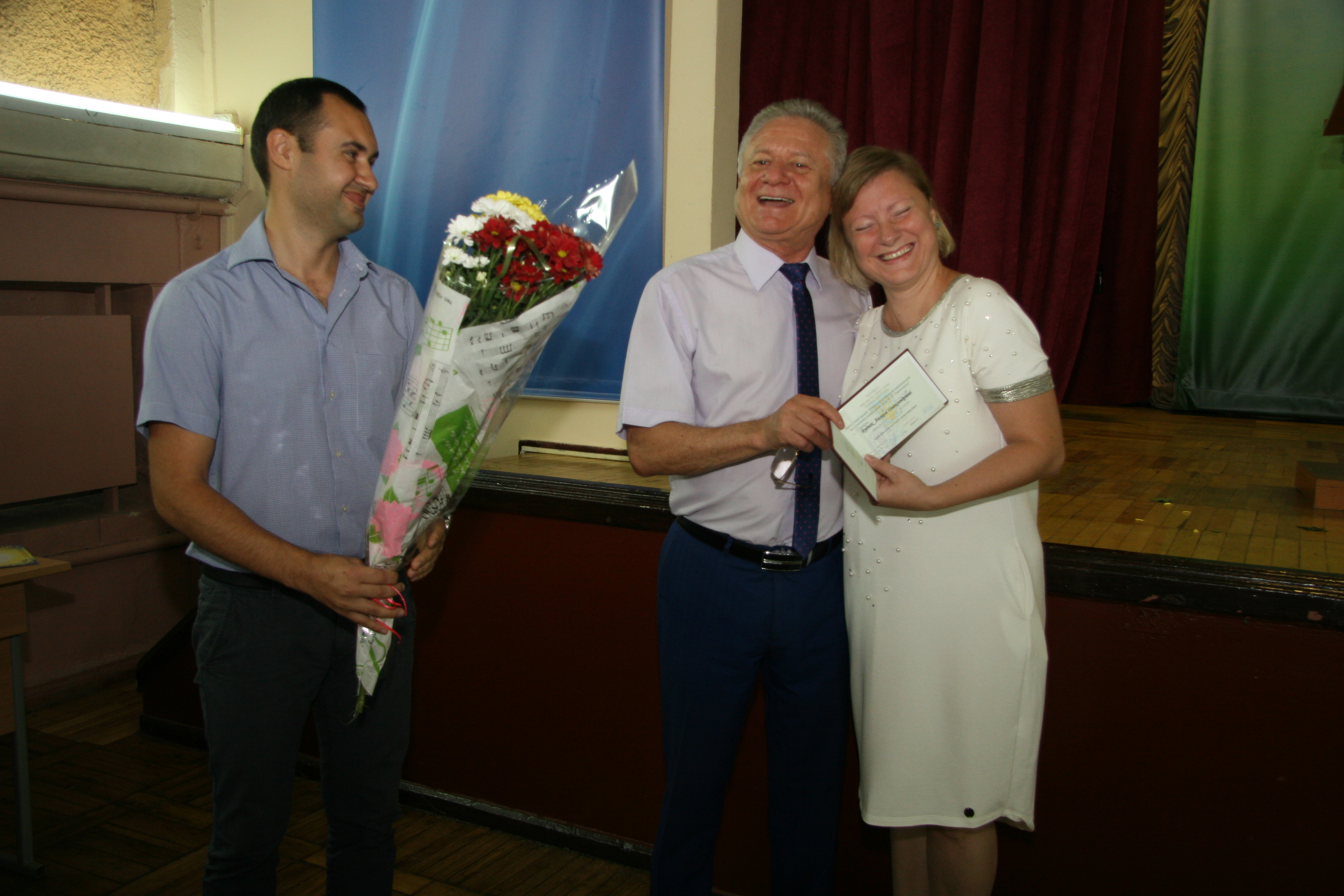